# Saló Internacional del Còmic de Barcelona de 2022
El 40 Comic Barcelona (també conegut com el 40è Saló Internacional del Còmic de Barcelona) fou la 40a edició del Saló del Còmic de Barcelona. Tingué lloc entre el 6 i el 8 de maig del 2022 als palaus 2 i 5 i la Plaça de l'Univers de la Fira de Barcelona-Montjuïc.
Es tractà de la primera edició presencial després d'haver sigut anul·lat dues vegades consecutives degut a la pandèmia de COVID-19. En aquesta edició, la gran notícia del certamen fou la recuperació de l'ambient festiu, amb qual el públic va poder tornar-se a trovar amb els seus autors preferits. Meritxell Puig, directora del festival, va reconèixer un cop finalizada l'edició estar «molt contents» del retorn a la fira presencial, tot fent-ne un «balanç molt positiu perquè ha tornat la gran festa del còmic» i ho ha fet amb «aires nous».
Ficomic havia presentat l'edició als mitjans de comunicació dos dies abans de la data inaugural, anunciant el desig d'assolir uns 118.000 visitants al llarg dels tres dies. En xifres, hi hagué dos-cents expositors repartits en 48.000 m², l'entrada general costà dotze euros i l'horari fou de 10 del matí a 8 del vespre.
Entre les novetats, va destacar la creació de dos nous espais, anomenats "Comic Vision" i "Comic Fantasy", i la modificació del premi a l'autor revelació, el qual fou batejat com a "premi Miguel Gallardo a l'autor revelació" en homenatge a Miguel Gallardo, que havia mort feia poc. L'altre gran homenatge a l'autor fou l'exposició que se li dedicà, comissariada per Roser Messa. Aquesta mostra va compartir protagonisme amb l'altre gran atractiu de l'edició: l'exposició dedicada al 40è aniversari del Saló del Còmic. Per altra banda, a la Plaça de l'Univers hi va destacar una estàtua al·lusiva al còmic, dedicada a l'àlbum El canvi climàtic de Mortadel·lo i Filemó.
Pel fet de tractar-se del 40è aniversari, Ficomic va voler posar especial èmfasi en els dibuixants autòctons. Un centenar d'autors hi van acabar passant, per exemple Anabel Colazo, Álex Fito, Max, Bartolomé Seguí, Santiago Sequeiros, Alfons López, Juanjo Guarnido, Hernán Migoya o Miguel Ángel Martín.
Entre les entitats amb parada hi hagué l'Institut d'Estudis Baleàrics, el qual convidà els autors Anapurna, Bàrbara Alca, Canizales, Pato Conde, Florentino Flórez, Guillermo Sanna, Jacques Salomon, Francesc Grimalt i Tomeu Riera, a banda de la tècnic Karen Müller.
El Saló va tancar les portes amb una assistència de més de 110.000 visitants, una xifra similar a l'aforament d'abans de la pandèmia.

## El ressorgiment del còmic adult en català, el gran protagonista
Durant el certamen, el Grup Enciclopèdia va anunciar el naixement del segell Kaji Manga, la primera editorial de manga només en català. Aquest projecte sorgia de la col·laboració del Grup Enciclopèdia amb les editorials Arechi Manga i Yermo Ediciones, ambdues de Carles Miralles. Mesos més tard, aquest anunci es concretaria amb la publicació dels mangas Dodoma i Grendel, que foren novetats al 28 Manga Barcelona.
Aquesta iniciativa de Kaji Manga seguia el camí traçat per Ooso Comics el 2018 amb la publicació en català de Mazinger Angels, títol que fou anunciat per sorpresa al 36è Salo del Còmic de Barcelona. Des d'aleshores, Ooso Comics havia anat publicant títols cada any i en la present edició tornava a anunciar nous títols, ara Getter Robot i X-Venture.
L'editorial Norma, per altra banda, va presentar al Saló la novel·la gràfica El fill del xòfer, adaptació al 9è art del llibre de Jordi Amat, sobre la vida del periodista Alfons Quintà. Un any abans, Norma ja havia publicat l'integral de Victus, basat en la novel·la homònima d'Albert Sánchez Piñol. Paral·lelament, sumant-se al boom del manga, Norma va anunciar que l'editorial estava pensant en el llançament d’una línia pròpia de manga en català. Aquesa proposta es concretaria mesos més tard amb la publicació de populars títols com Tokyo Revengers, Kimetsu no yaiba (traduït com a Guardians de la nit), Jujutsu Kaisen i Chainsaw Man.
La recent creada Editorial Finestres, existent des del 2021, va presentar les novetats Kent State de Derf Backderf, Túnels de Rutu Modan i Els ignorants d'Étienne Davodeau. Va anunciar, també, la intenció de publicar pròximament Dragman de Steven Appleby, premiat al Festival del Còmic d'Angulema de 2021. Segons Montserrat Terrones, directora de l'editorial, l'objectiu de Finestres era la consecució de la normalització del còmic adult en català, i pretenia fer-ho publicant còmics sobre temes d'actualitat i amb la firma de reconeguts autors europeus. En la seva iniciativa d'impulsar el còmic en català, l'editorial venia de crear el Premi Finistres de Còmic en català, el guanyador del qual fou Max amb la novel·la gràfica Què, la qual es publicaria mesos més tard.
El Premi Finistres se sumava així al premi creat pel diari Ara, que des del 2020 entregava anualment el premi Ara de còmic, amb la primera edició guanyada per Pep Brocal amb l'obra Caritat del Río, i la segona guanyada per Luis Pérez Ortiz amb Cuelgamuros.
Altres editorials que ja editaven còmic adult en català des de feia algun temps eren Males Herbes, Comanegra o Pagès Editors, creadora aquesta darrera de la col·lecció Doble Tinta el 2021, inaugurada amb el còmic 8 hores: el noi del sucre i la vaga de la canadenca d'Alfons López i Pepe Gálvez.
En l'àmbit del fanzine, Forn de Calç, publicat per Extinció Edicions, havia sigut nominat al Festival del Còmic d'Angulema, i ara era també nominat al 40 Comic Barcelona.
Tots aquest anunciaments de nous còmics, creació recent de premis i presentacions de títols, confirmaven el bon moment del còmic adult en català, un ressorgiment que tenia lloc després de tota una dècada de sequera que s'havia imposat a resultes de la fallida de Glénat i la seva successora EDT el 2014, les editorials que a l'època més títols en català havien llançat al mercat. Aleshores, aquell model dirigit per Joan Navarro, que es nodria de moltes subvencions de la Generalitat, no va acabar de funcionar. Apresa la lliçó i amb prudència, les editorials emprenien ara altres camins seguint estratègies pròpies.

## Incorporació de nous espais
Ficomic inaugurà els espais "Comic Vision" i "Comic Fantasy" amb l'objectiu d'aprofondir la relació existent entre el còmic i altres mitjans com l'audiovisual, la literatura o els jocs. D'una banda, "Comic Vision", coordinat per Borja Crespo, pretenia prestar atenció a les sèries i el cinema. En aquest espai s'hi van projectar pel·lícules i anime, amb estrenes com Misaki no Mayoiga (conegut en anglès com The House of the Lost on the Cape) i la versió live-action del popular manga Tokyo Revengers. D'altra banda, "Comic Fantasy", amb Cels Piñol al capdavant, pretenia posar èmfasi en obres de fantasia i ciència-ficció mitjançant els jocs de rol, jocs de taula i les cartes.
Addicionalment a aquests dos nous espais, Ficomic va consolidar també els espais "Alter Comic Barcelona", dedicat a publicacions independents; "Comic Kids", destinat al públic infantil; i "Comic Pro", una plataforma de contacte entre editors i autors, reservat als professionals i amateurs del sector.

## Cartell

Cartell de Carla Berrocal.

Ficomic va encarregar el cartell a l'autora Carla Berrocal, que fou presentat el dimecres 9 de març a la Casa Seat (Passeig de Gràcia 109, Barcelona). L'autora va explicar que el cartell recorda a la revista infantil La Nuri, la històrica publicació fundada per Lola Anglada. Així mateix, el cartell pretén recordar les revistes dels anys 1940-50, sent un homenatge al tebeo. Segons Berrocal, «he volgut unir diferents generacions i donar visibilitat a les dones autores, que no han tingut prou reconeixement».
El cartell, que mostra a una dona que entrega un còmic a una nena, combina passat i present, fent aparèixer simultàniament el nom antic de la convenció "saló del còmic de Barcelona", amb el nou nom escollit a partir de l'edició de 2019, "Comic Barcelona", que obria l'etapa de Meritxell Puig com a directora. Berrocal pretenia d'aquesta manera connectar a dues generacions de lectors, i reivindicar també l'autoria femenina.
La crítica va titllar l'estil del cartell de "nostàlgic i feminista", i de ser un dels cartells més reivindicatius de la història del saló.

## Exposicions
- 40 anys de còmic, 40 anys de Saló. Gran exposició retrospectiva sobre la història del còmic en les darreres quatre dècades. L'exposició va estar formada per plafons rectangulars dividits en dues parts. A la primera part, a cada cara dels plafons s'hi recordava una edició del saló, amb fotos i informació diversa sobre els premis, convidats, el cartell o fets destacats. A la segona part, l'exposició se centrava en repassar l'evolució de la indústria del còmic durant els 40 anys de celebració del Saló. En aquests plafons s'hi trobava informació sobre el naixement i expansió de les llibreries especialitzades en còmics, l'auge de les revistes de còmic, el naixement de la novel·la gràfica o la presència de la dona en el 9è art.[1]

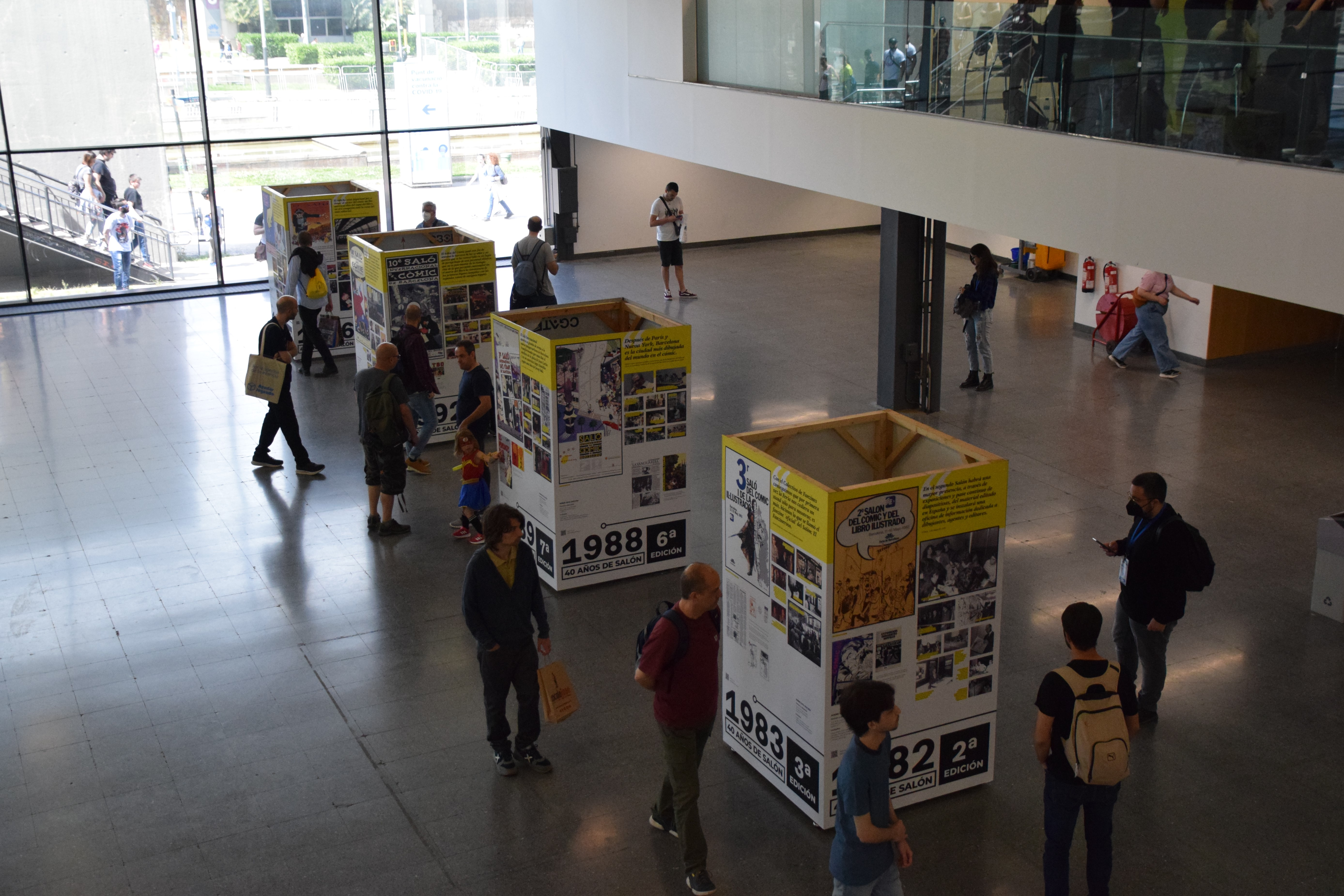
Vista dels plafons de l'exposició.
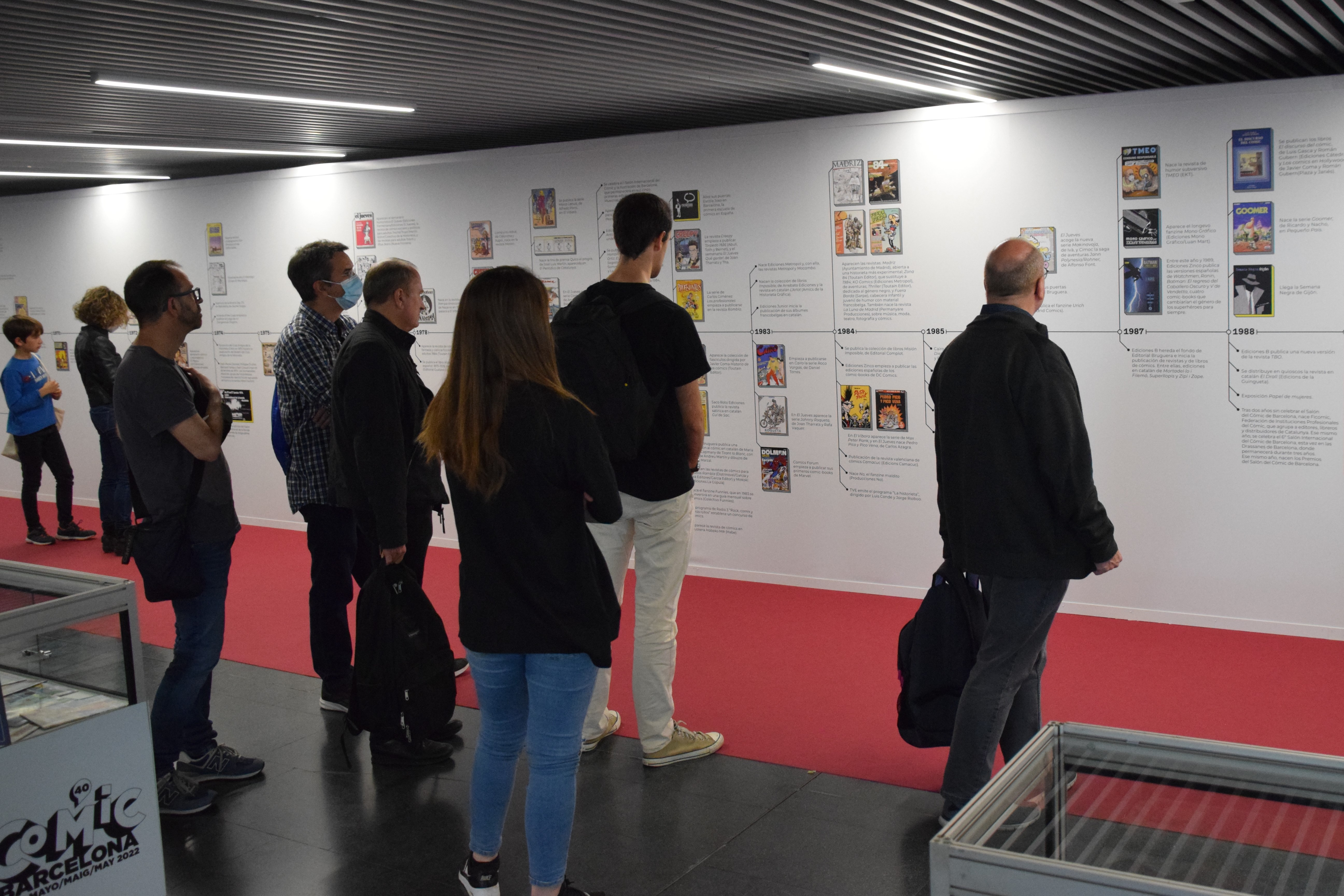
El públic contemplant l'exposició.
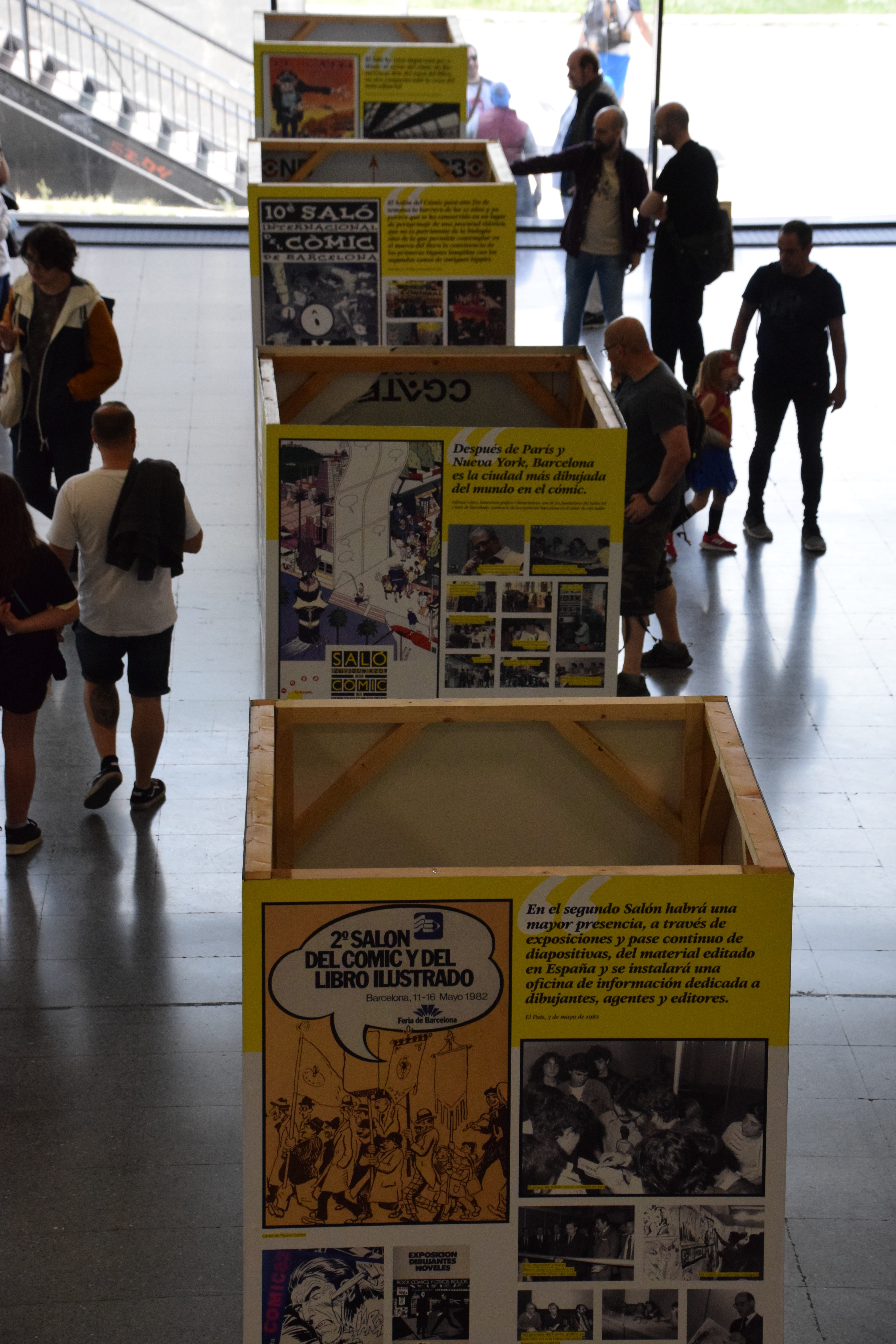
Més plafons de la mostra.

- Miguel Gallardo. Exposició dedicada a l'autor barceloní Miguel Gallardo, que havia mort feia uns mesos.[13] La gran retrospectiva va repassar la llarga trajectòria artística de Gallardo, des de la seva època més underground, amb Makoki i el seu pas per la revista El Víbora, passant per diversos treballs com a il·lustrador, sense oblidar la seva incursió en la novel·la gràfica, on fou pioner amb obres com Un largo silencio (1997) o Maria i jo (2007). L'exposició també va recordar l'estreta relació de l'autor amb el Saló del Còmic, ja que hi havia estat involucrat des dels seus inicis formant part del comitè organitzador, havia guanyat el Gran Premi el 2014, el premi a la millor obra per Perro Nick el 1992 i havia il·lustrat tres cartells del saló: per a la primera edició (1981), per a la 11a edició (1993) i pel 25è aniversari (2007). L'exposició fou comissariada per la historiadora i divulgadora Roser Messa.[15]

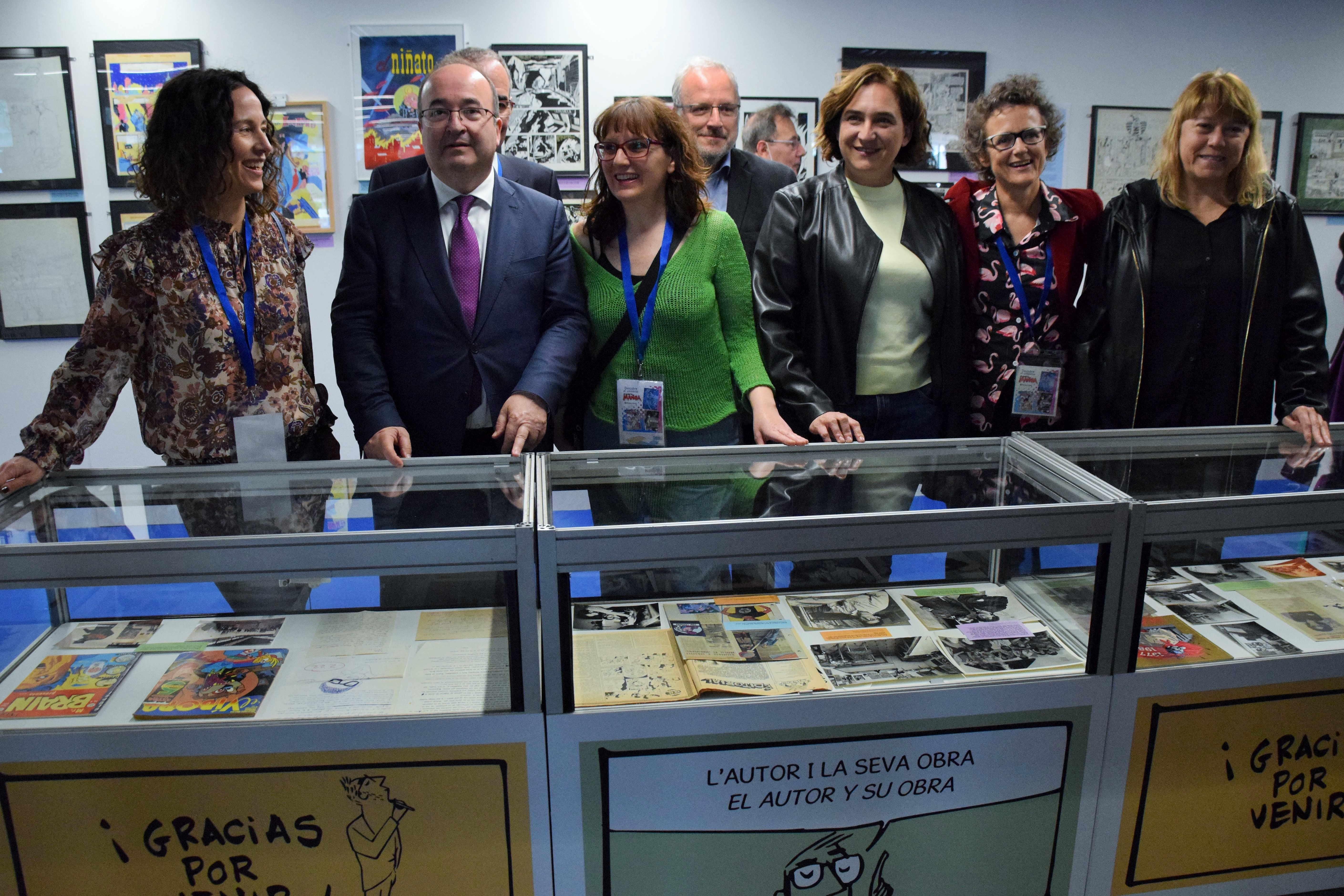
Roser Messa amb les autoritats.
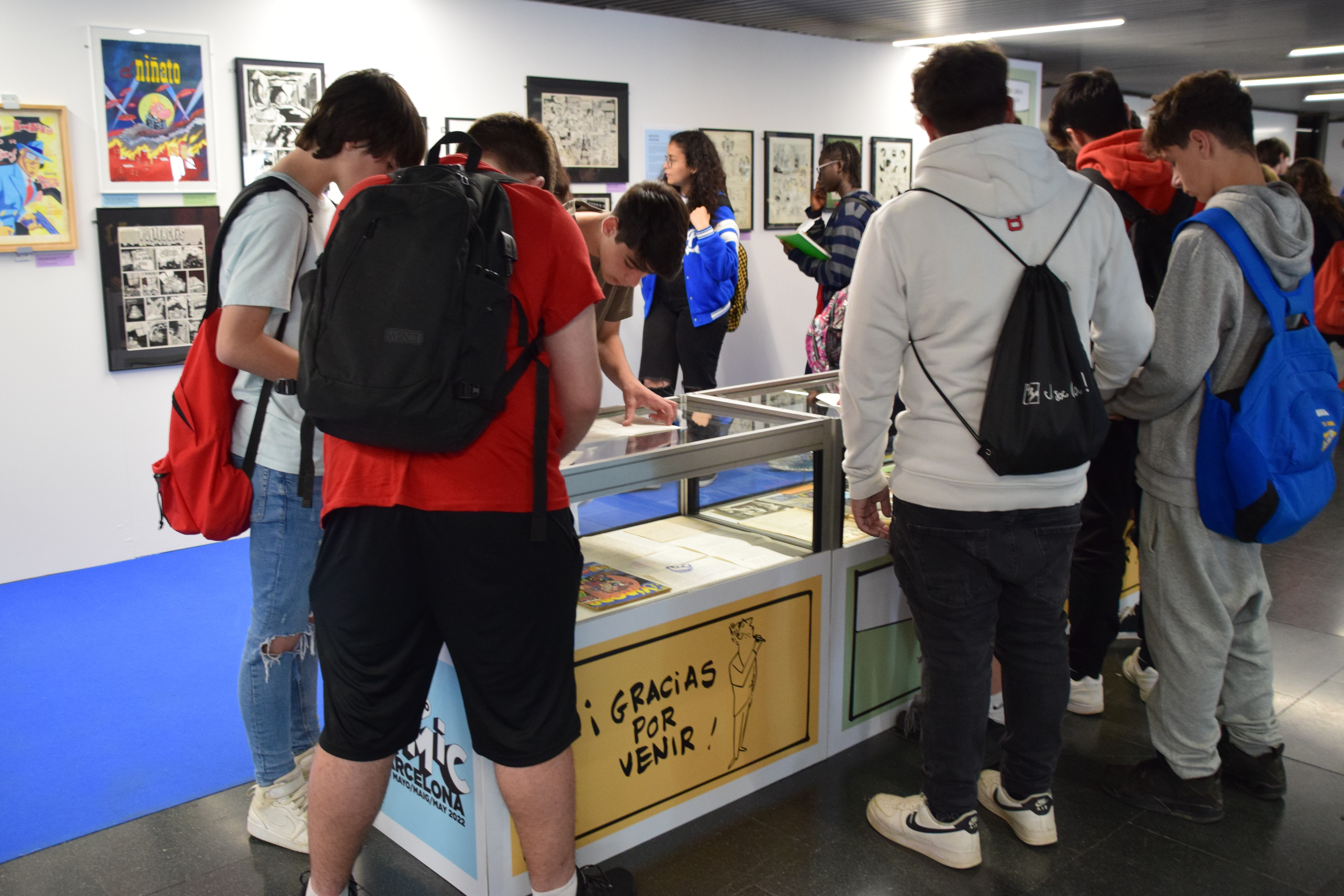
Públic juvenil contemplant l'exposició.
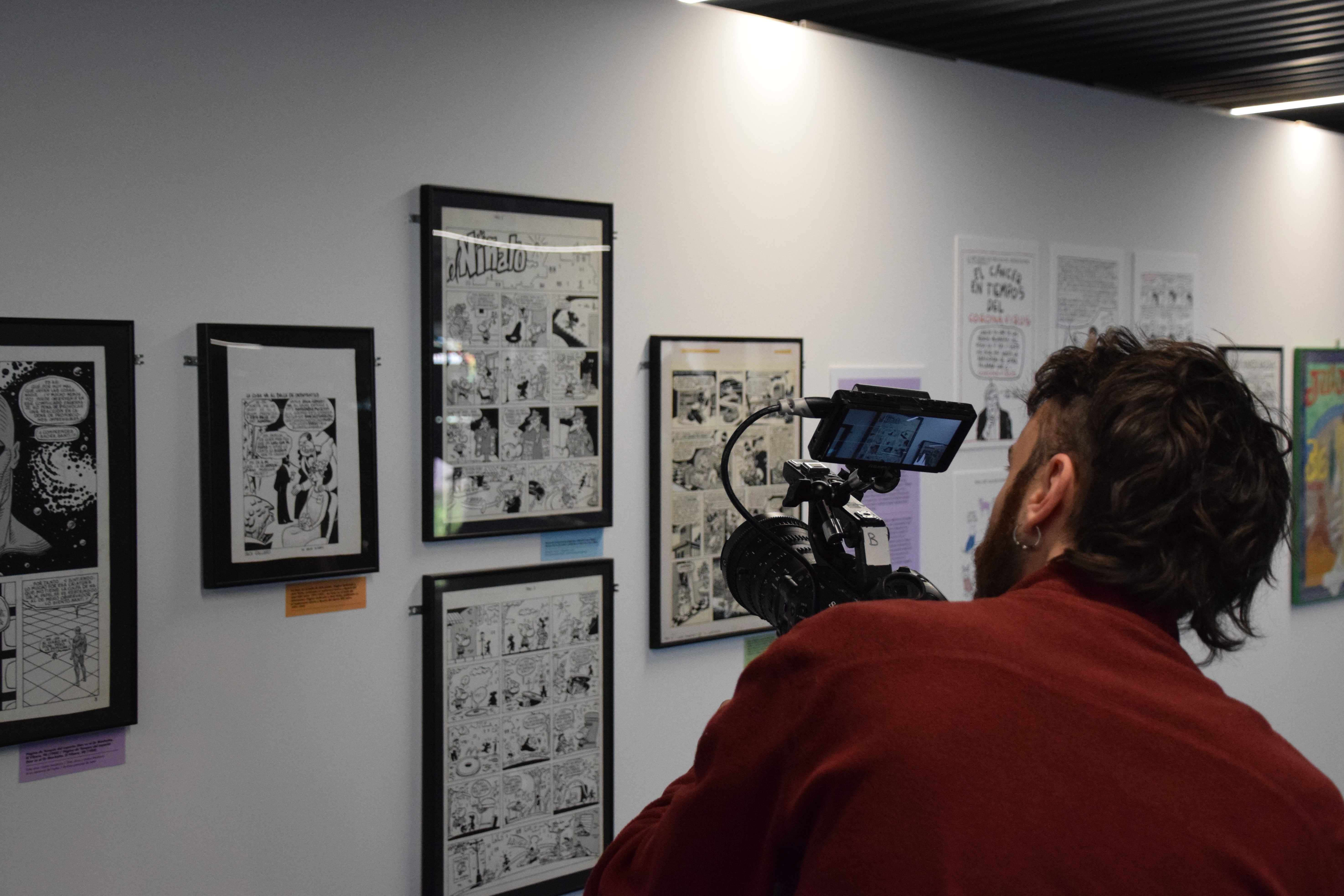
Un periodista filmant l'exposició.
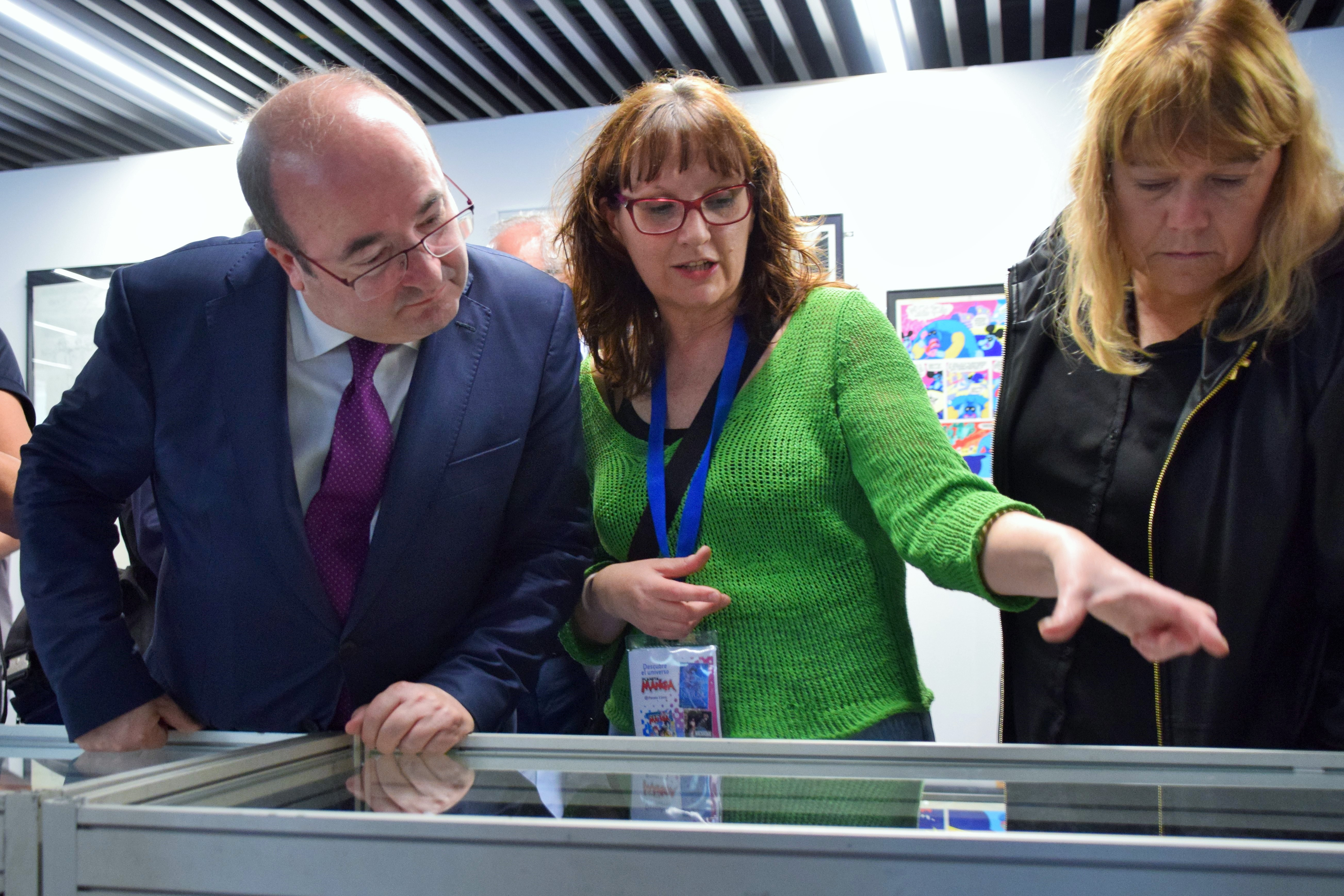
Roser Messa amb Miquel Iceta i Natàlia Garriga.
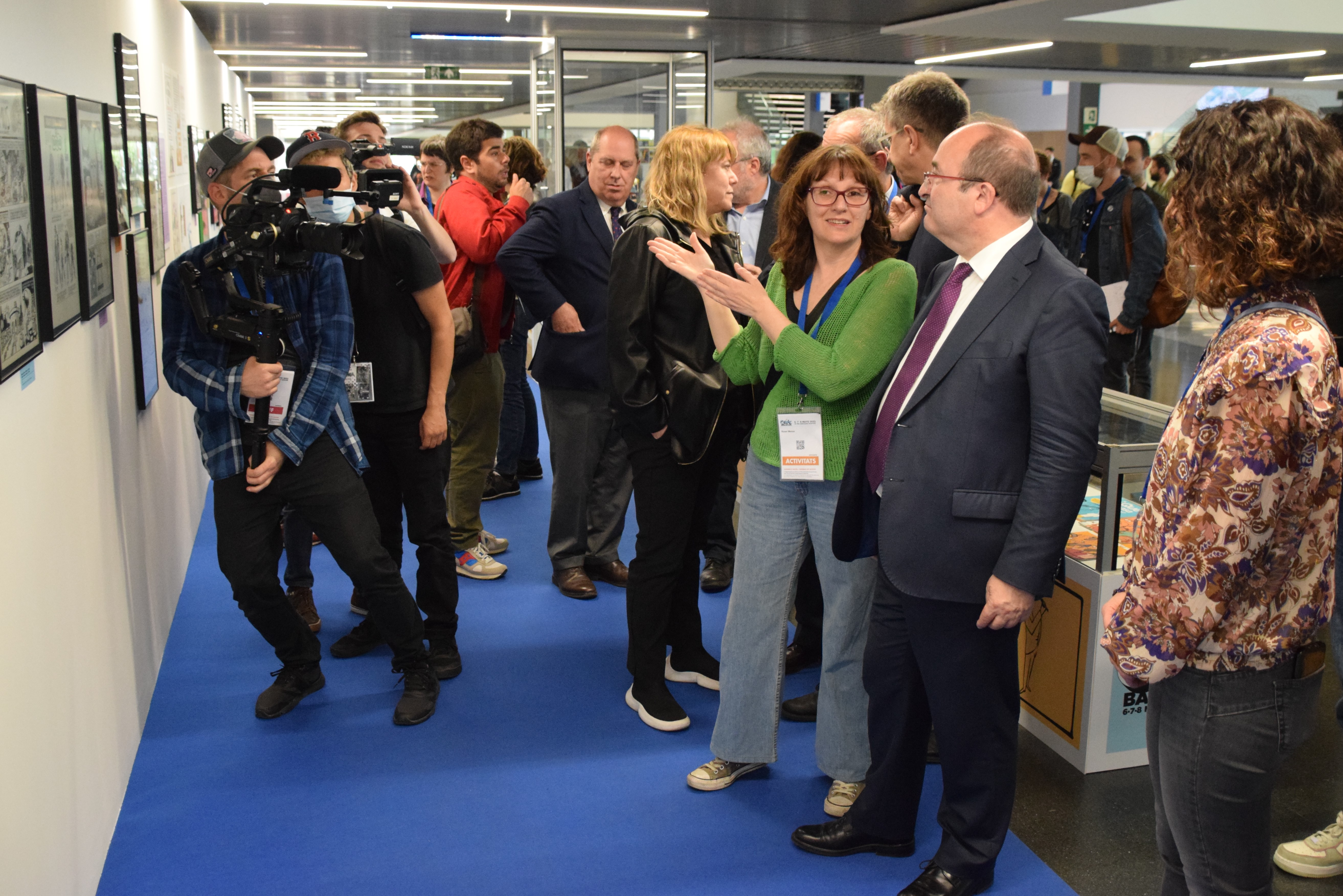
Visita protocol·lària al Saló.

- Aroha Travé. Exposició dedicada a l'autora terrassenca Aroha Travé, guanyadora del premi a l'autora revelació del 39 Comic Barcelona (2021).[12]

## Jurat

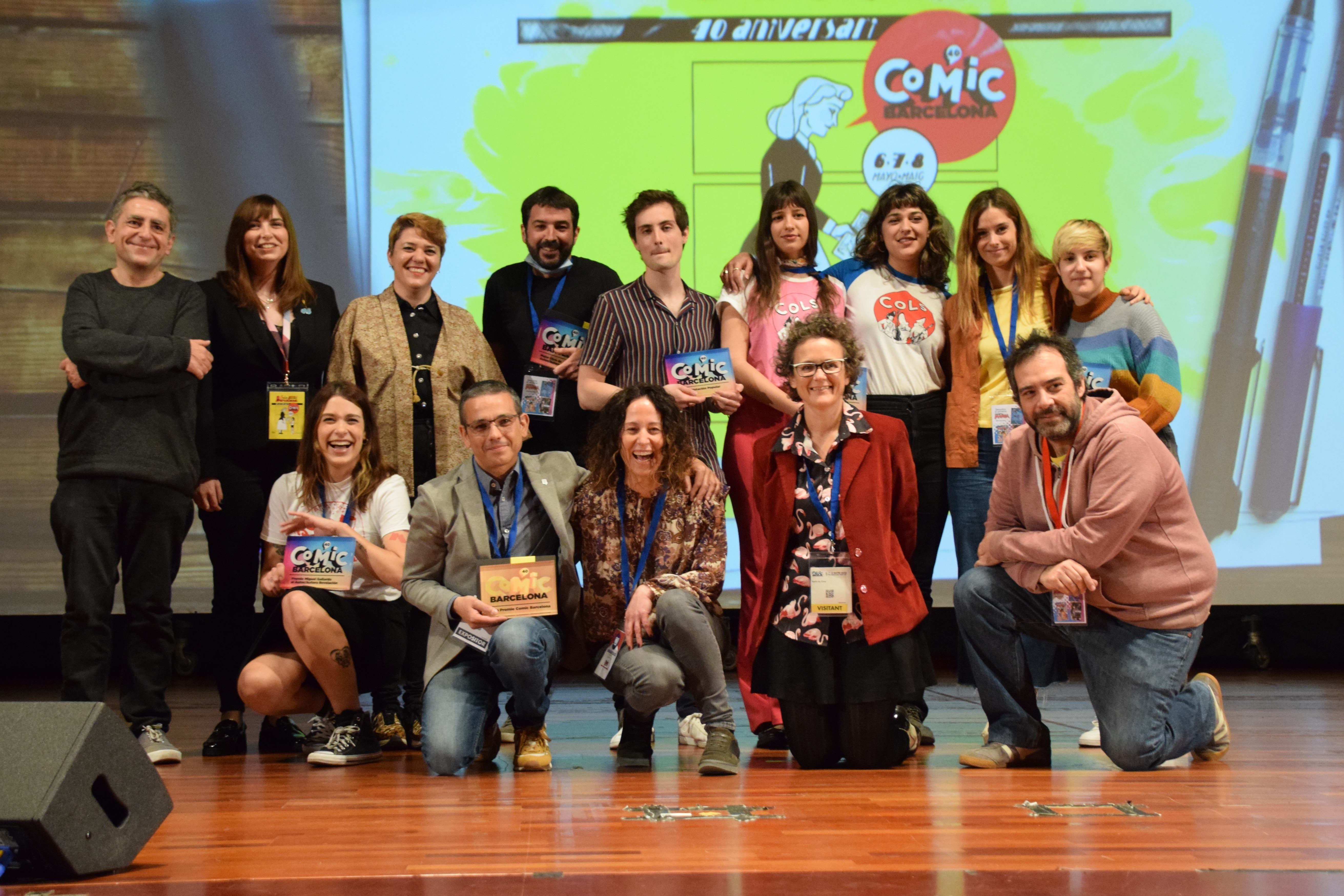
Foto de grup de guanyadors, jurat i organització.

El jurat va estar compost pels 5 membres següents: 
- Mery Cuesta, crítica d'art i divulgadora cultural
- Jordi Costa, crític cultural i cap del departament d'exposicions del CCCB
- Fernando Llor, guionista i membre de l'associació ARGH!
- Iria Ros, divulgadora i membre de l'associació ACDCómic
- Ferran Clavero, dibuixant i membre de l'associació APCómic

## Noves bases dels premis
Ficomic va renovar les bases del Gran Premi del Saló per tal que especifiqués que el premi honorífic és exclusiu per a autors. Aquest canvi va arribar arran de la polèmica sorgida en l'edició anterior degut al rebuig per part de molts autors a la concessió del Gran Premi del Saló a l'historiador Antonio Martín, pel fet de no ser ni dibuixant ni guionista.
La polèmica va derivar en la publicació d'un manifest de protesta per part dels autors, que fou signat per més de 300 professionals del sector. Alguns dels firmants d'adhesió a aquest manifest, com David Aja, Mamen Moreu, Luis NCT o David Rubín, declinaren participar al Saló. D'altres, com Paco Roca, Santiago Sequeiros o Sara Soler hi participaren d'alguna manera, tal com Aroha Travé, que havia rebut el premi a l'autora revelació de l'edició anterior i comptava amb una exposició en la present. Un altre dels signants del manifest, Miguel Gallardo, havia mort uns mesos abans, fou homenatjat amb una exposició planejada quan encara era viu.

## Palmarès

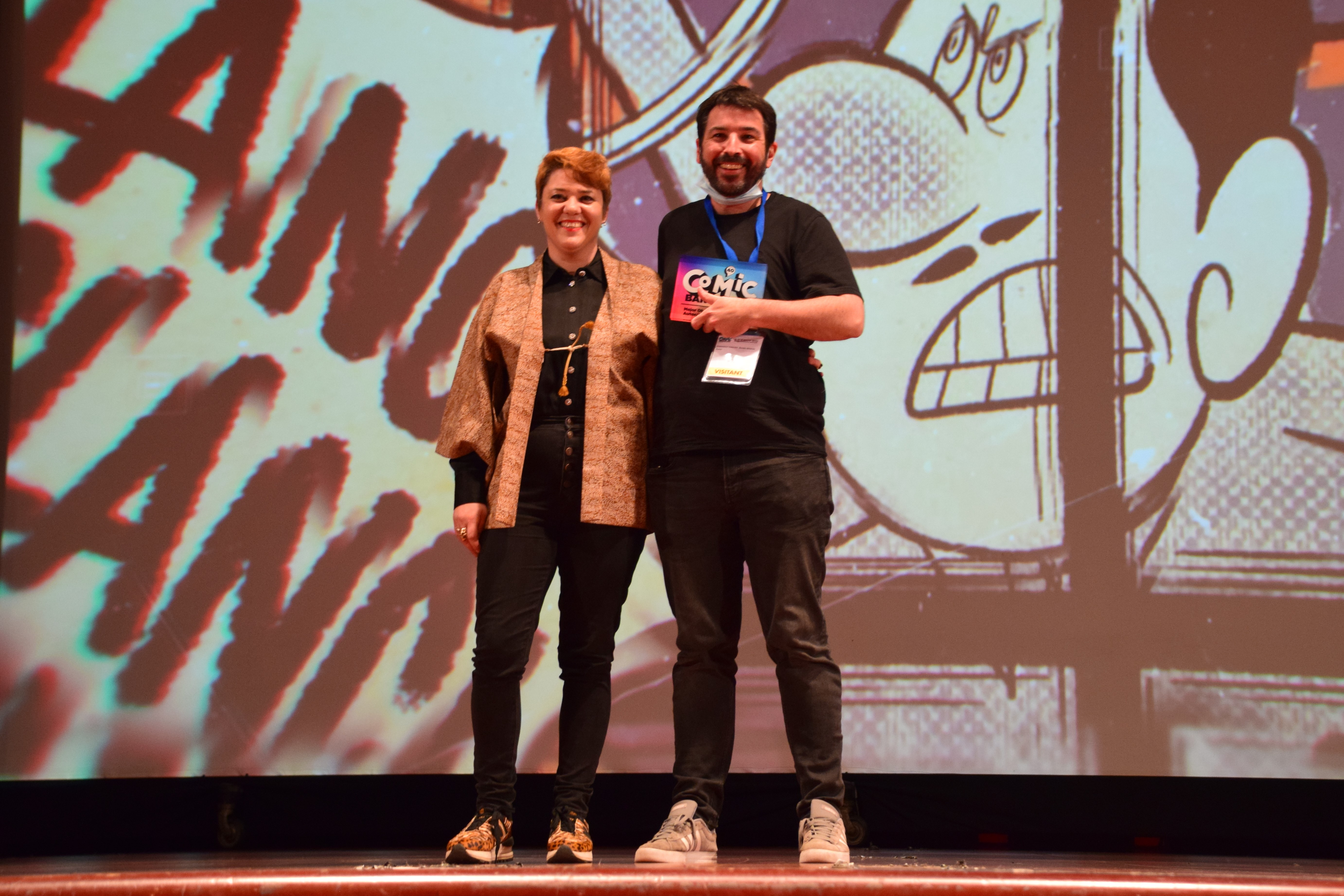
Mery Cuesta amb Paco Sordo, premi a la Millor obra.

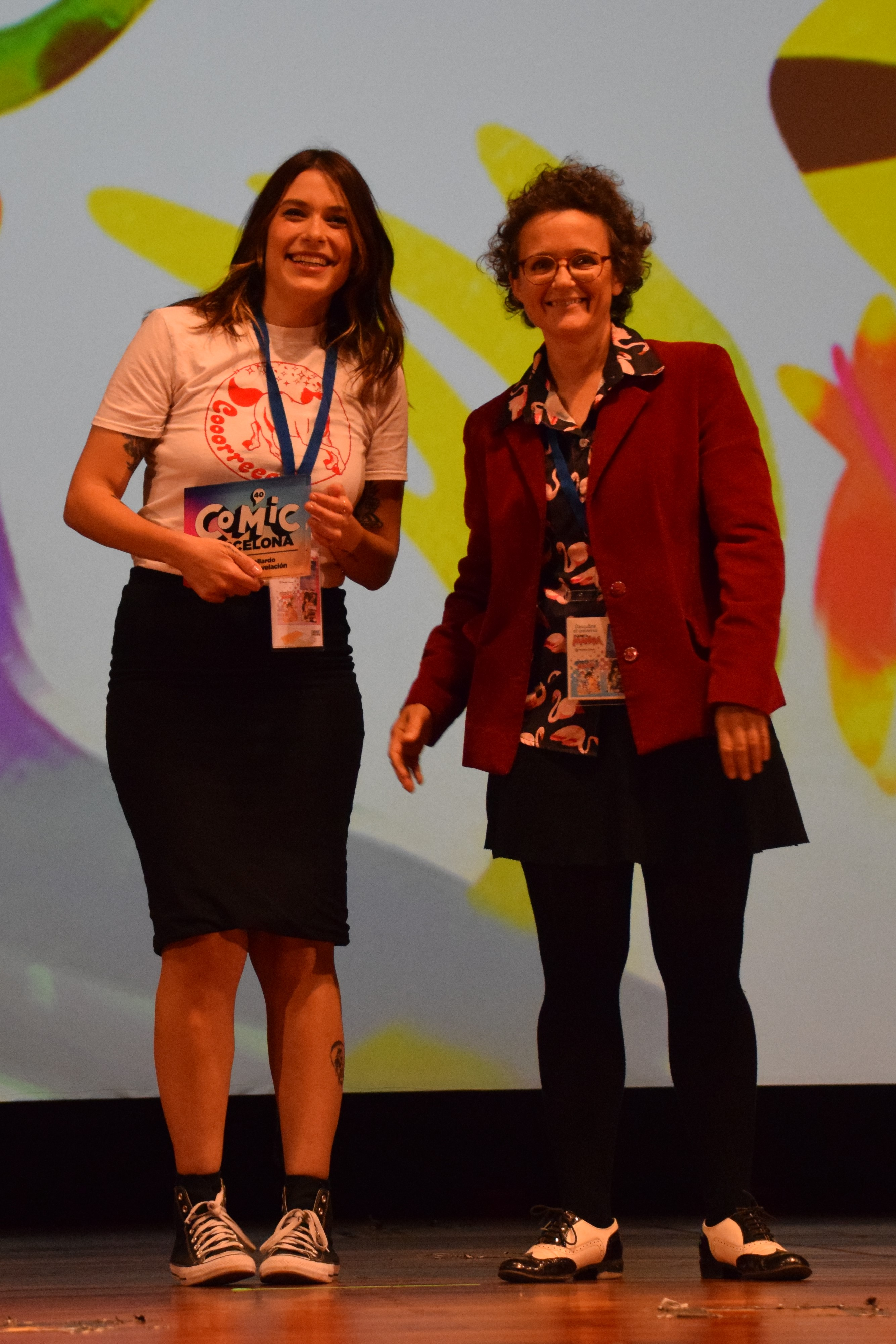
Genie Espinosa, autora revelació.

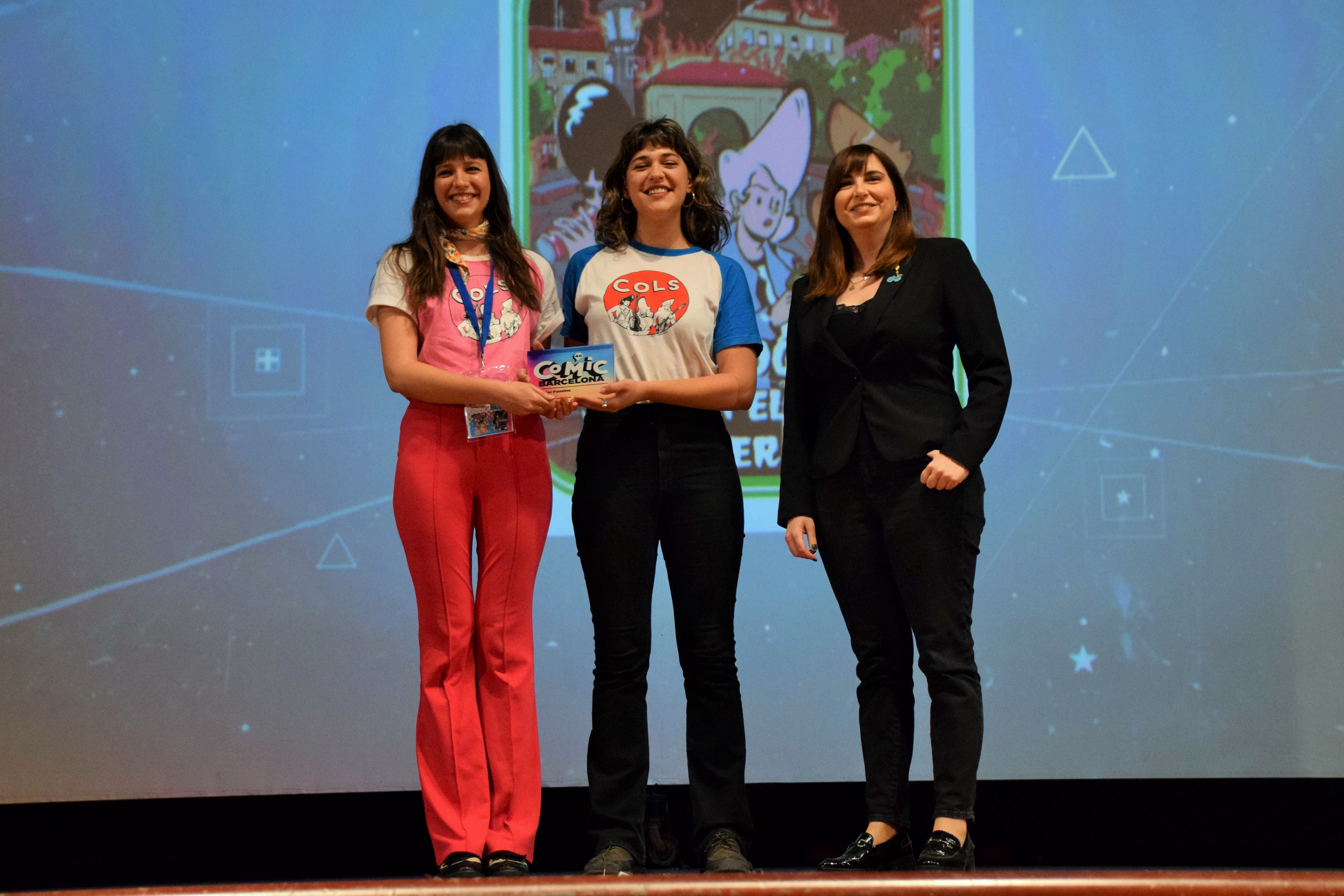
Clara i Olivia Cábez, guanyadores del premi al Millor fanzine.

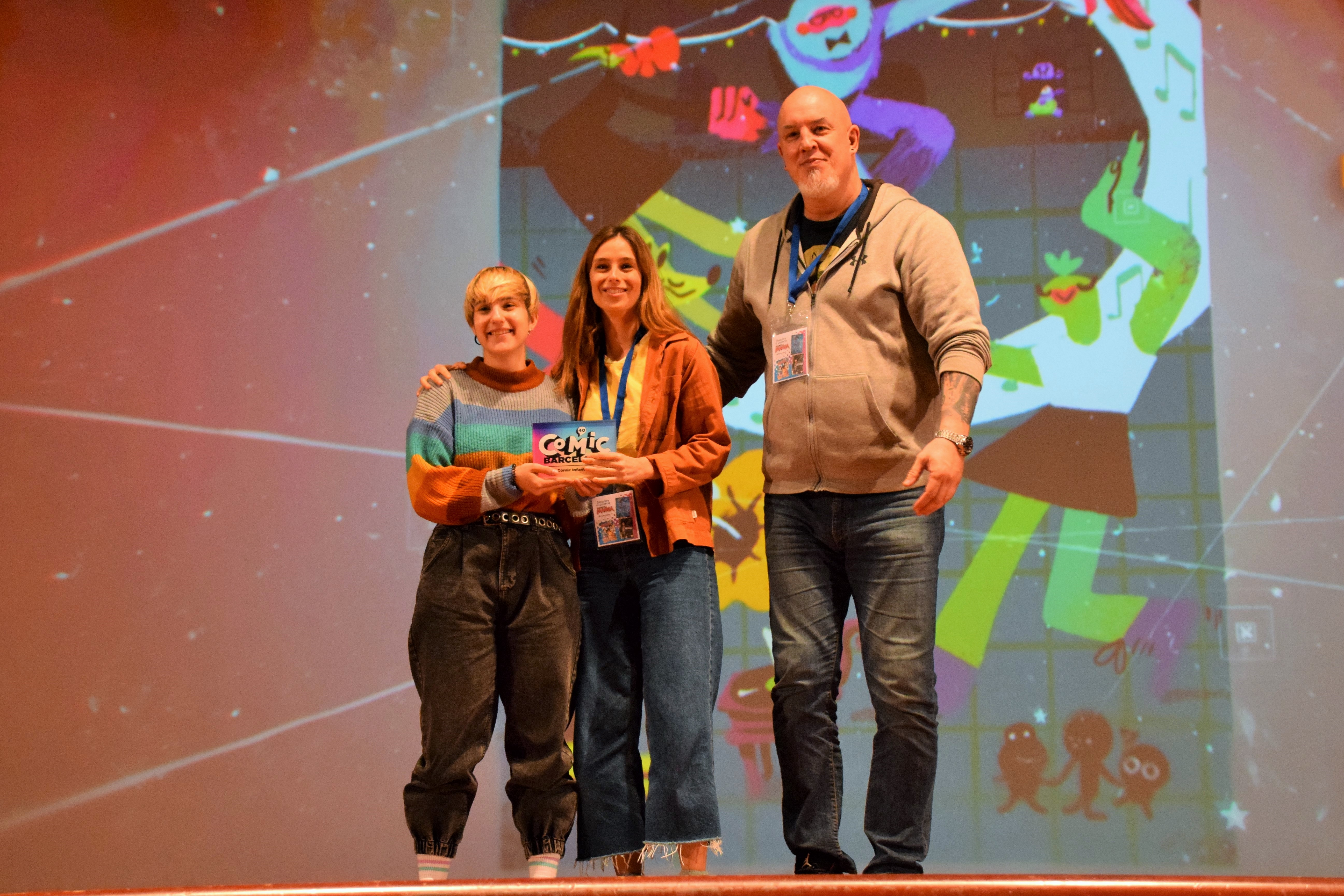
Katia Klein i Rut Pedreño, premiades pel Millor còmic infantil i juvenil.

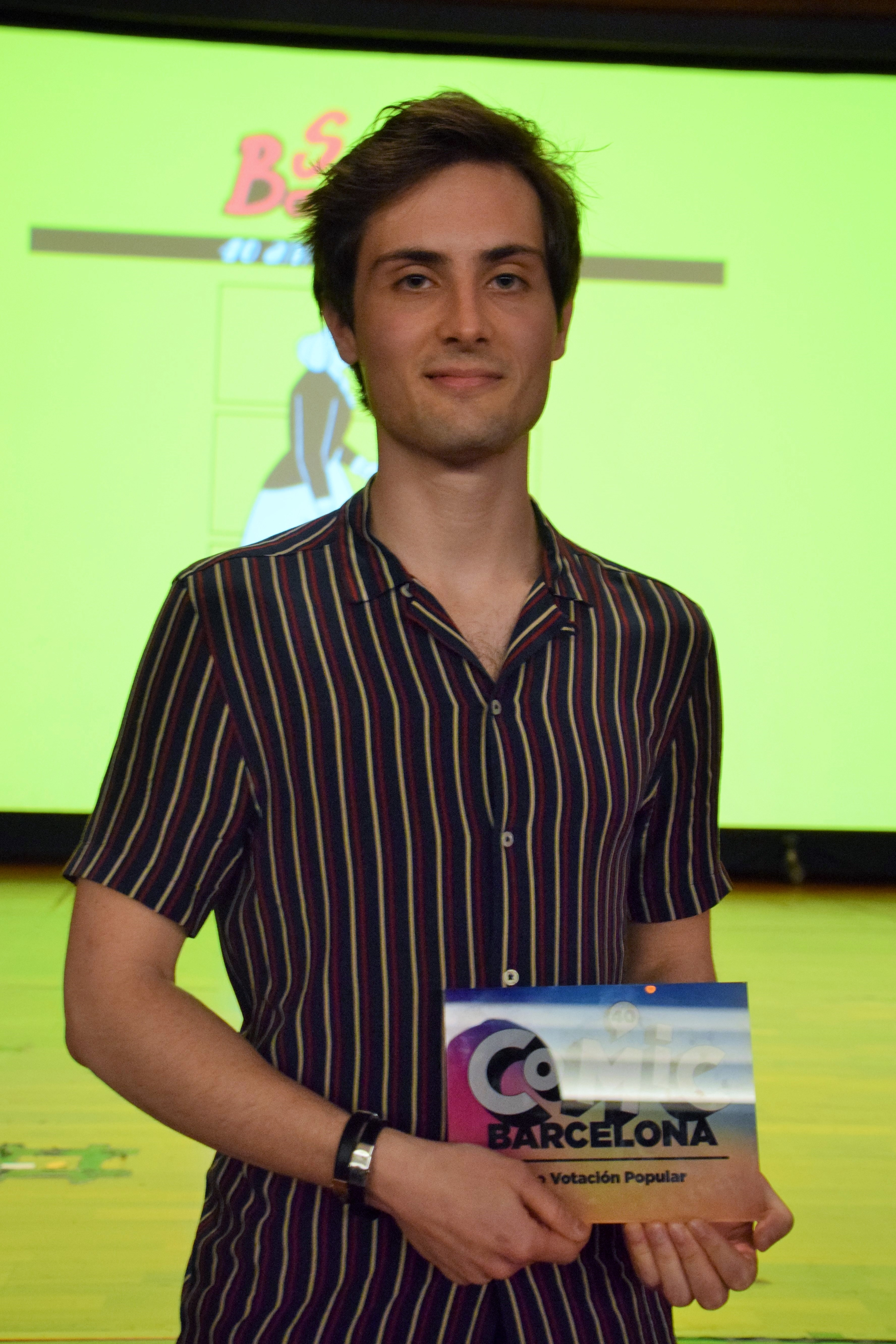
Manuel Álvarez, guanyador del Premi del Públic.

### Gran Premi del Saló
- Daniel Torres.[18]

### Millor obra
| Títol        | Autor              | Editorial       |
| ------------ | ------------------ | --------------- |
| Contrapaso   | Teresa Valero      | Norma Editorial |
| El Pacto     | Paco Sordo         | Nuevo nueve     |
| Romeo Muerto | Santiago Sequeiros | Reservoir Books |
| Us           | Sara Soler         | Astiberri       |
| Villanueva   | Javi de Castro     | Astiberri       |

### Millor obra estrangera
| Títol                      | Títol original             | Autor                                               | Editorial   | País         |
| -------------------------- | -------------------------- | --------------------------------------------------- | ----------- | ------------ |
| Corto Maltés: Océano negro | Corto Maltese - Océan noir | Martin Quenehen Bastien Vivès                       | Norma       | França       |
| Giant Days                 | Giant Days                 | John Allison Julia Madrigal Max Sarin Whitney Cogar | Fandogamia  | Estats Units |
| Los grandes espacios       | Les Grands Espaces         | Catherine Meurisse                                  | Impedimenta | França       |
| Piel de hombre             | Peau d'homme               | Hubert Zanzim                                       | Norma       | França       |
| Snapdragon                 | Snapdragon                 | Kat Leyh                                            | Astronave   | Estats Units |

### Autor revelació
| Autor             | Títol                                              | Editorial     |
| ----------------- | -------------------------------------------------- | ------------- |
| Alba Cardona      | La chica invisible                                 | Planeta Cómic |
| Fran P. Lobato    | Dreambreaker                                       | Sallybooks    |
| Guillermo Lizarán | Sácamelo Todo: Las tiras completas de Mr. Prolapso | Fandogamia    |
| Paco Sordo        | El Pacto                                           | Nuevo nueve   |
| Genie Espinosa    | Hoops                                              | Sapristi      |

### Millor fanzine
| Títol                                | Autor                      |
| ------------------------------------ | -------------------------- |
| Cols Vol.2: Una Noche en el Infierno | Clara Cábez i Olivia Cábez |
| Día sin lluvia                       | Enuji Robotto              |
| Forn de Calç                         | diversos autors            |
| HUM cómics                           | José Tomás                 |
| La máquina de albóndigas             | diversos autors            |

### Millor còmic infantil i juvenil
| Títol                                       | Autor                     | Editorial    |
| ------------------------------------------- | ------------------------- | ------------ |
| En Claudi i la Llúcia contra l'Agència Fake | Cris Broquetas Max Vento  | Mamut Comics |
| Home                                        | Rut Pedreño               | Sallybooks   |
| Mi primera invasión mundial                 | Sergi Jiménez David Pérez | Fandogamia   |
| Nicoleta y el misterio del colmillo         | Katia Klein Rut Pedreño   | Sallybooks   |
| Todo Dinokid                                | David Ramírez             | Astronave    |

### Premi del Públic
- THE (Editorial Fandogamia), de Manuel Álvarez.

## Invitats internacionals
Entre els autors internacionls assistents hi hagué John Allison, Peter Bagge, Nora Krug, Jacques Tardi i Dominique Grange.

## Programa cultural

### Taules rodones

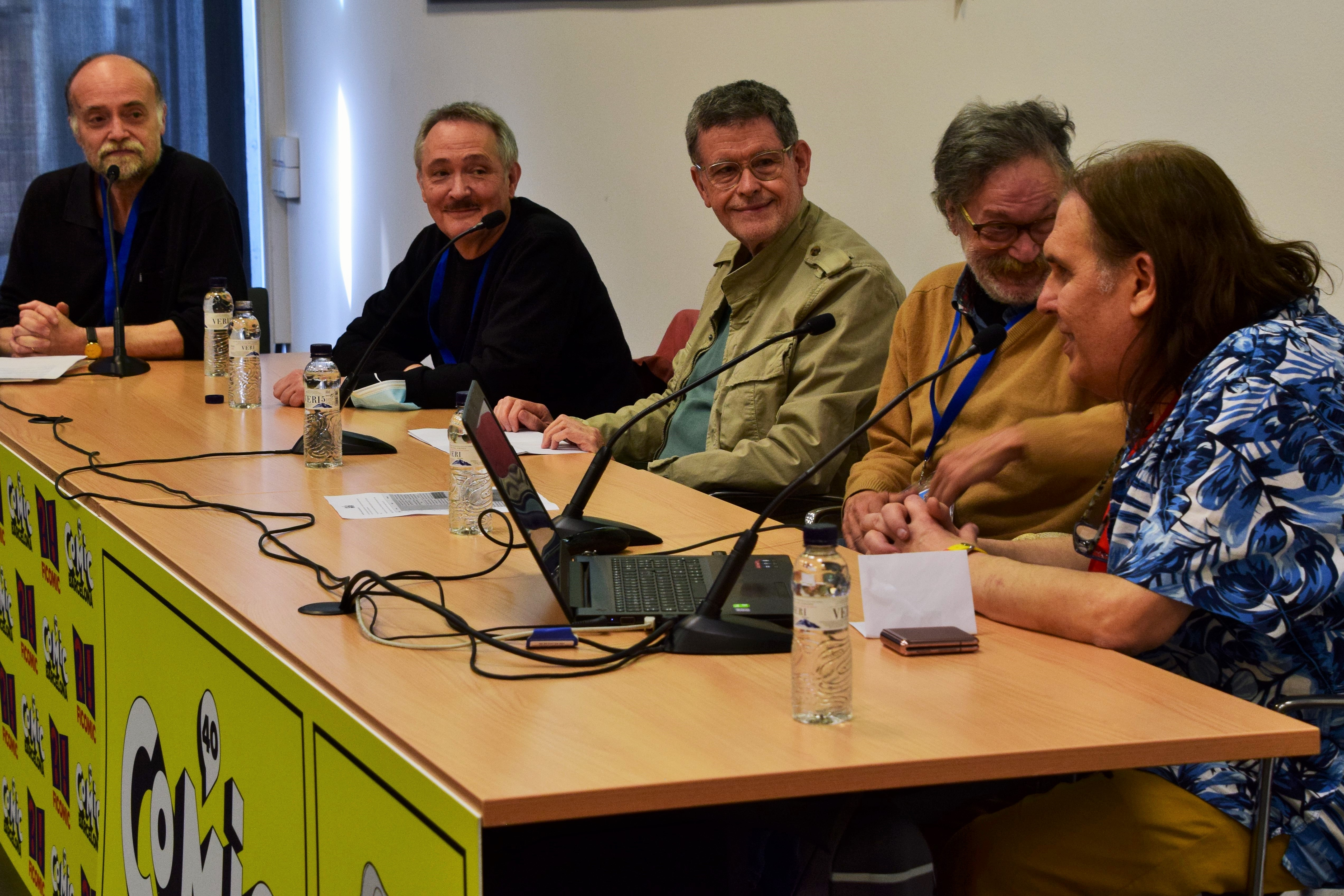
Taula rodona "Com es va fraguar el Saló del Còmic?".

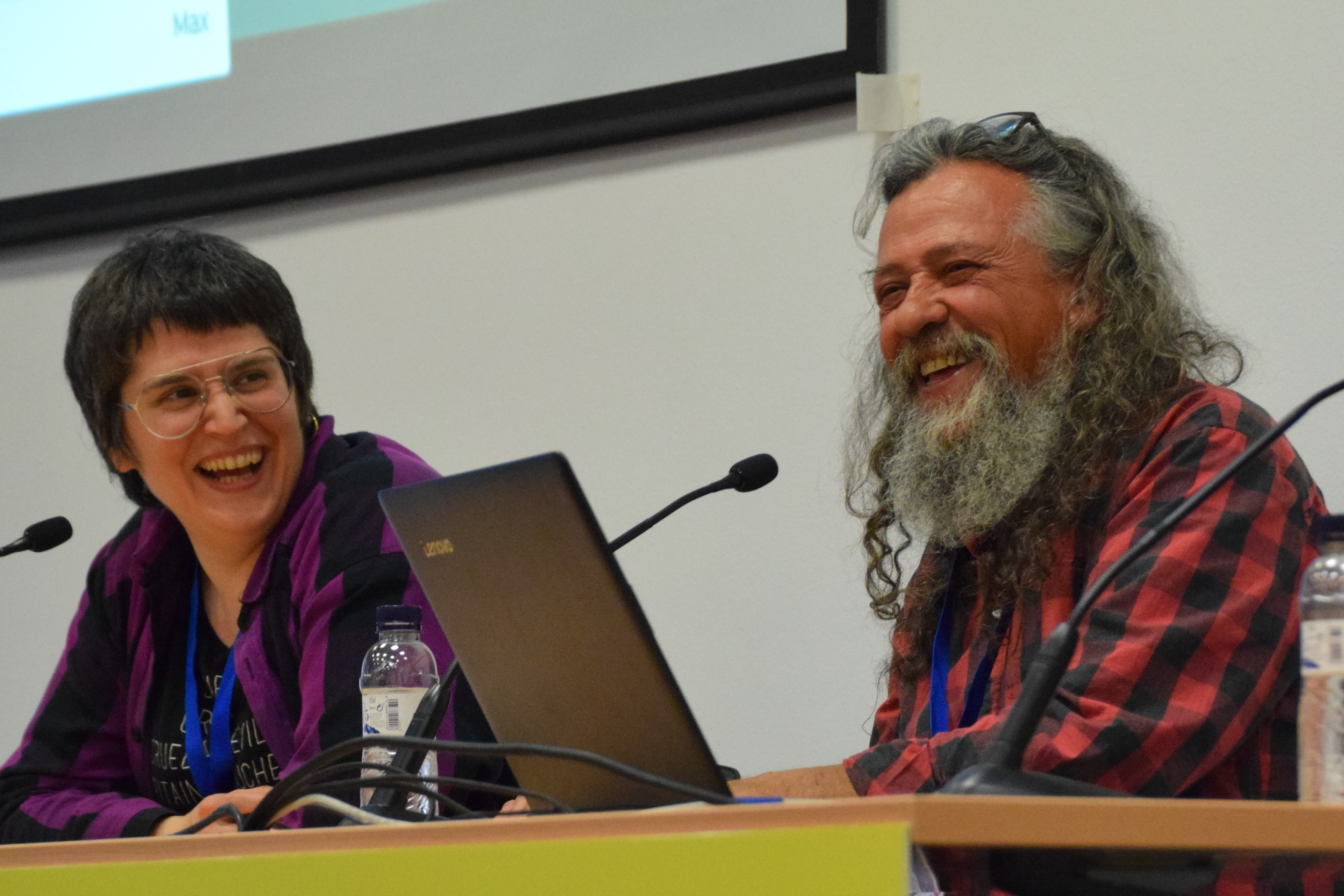
Carla Berrocal conversant amb Max.

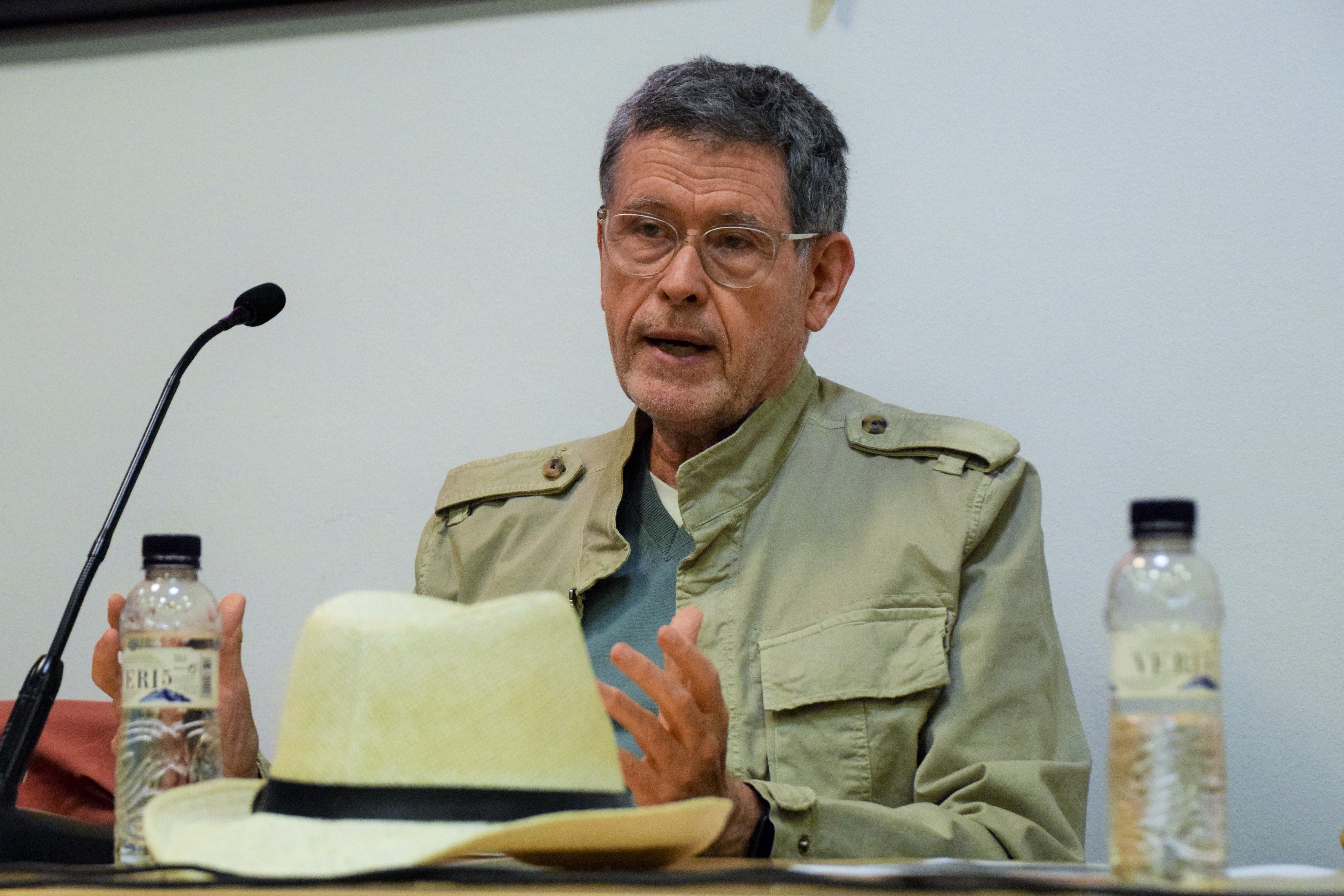
Paco Baena explicant els orígens del Saló.

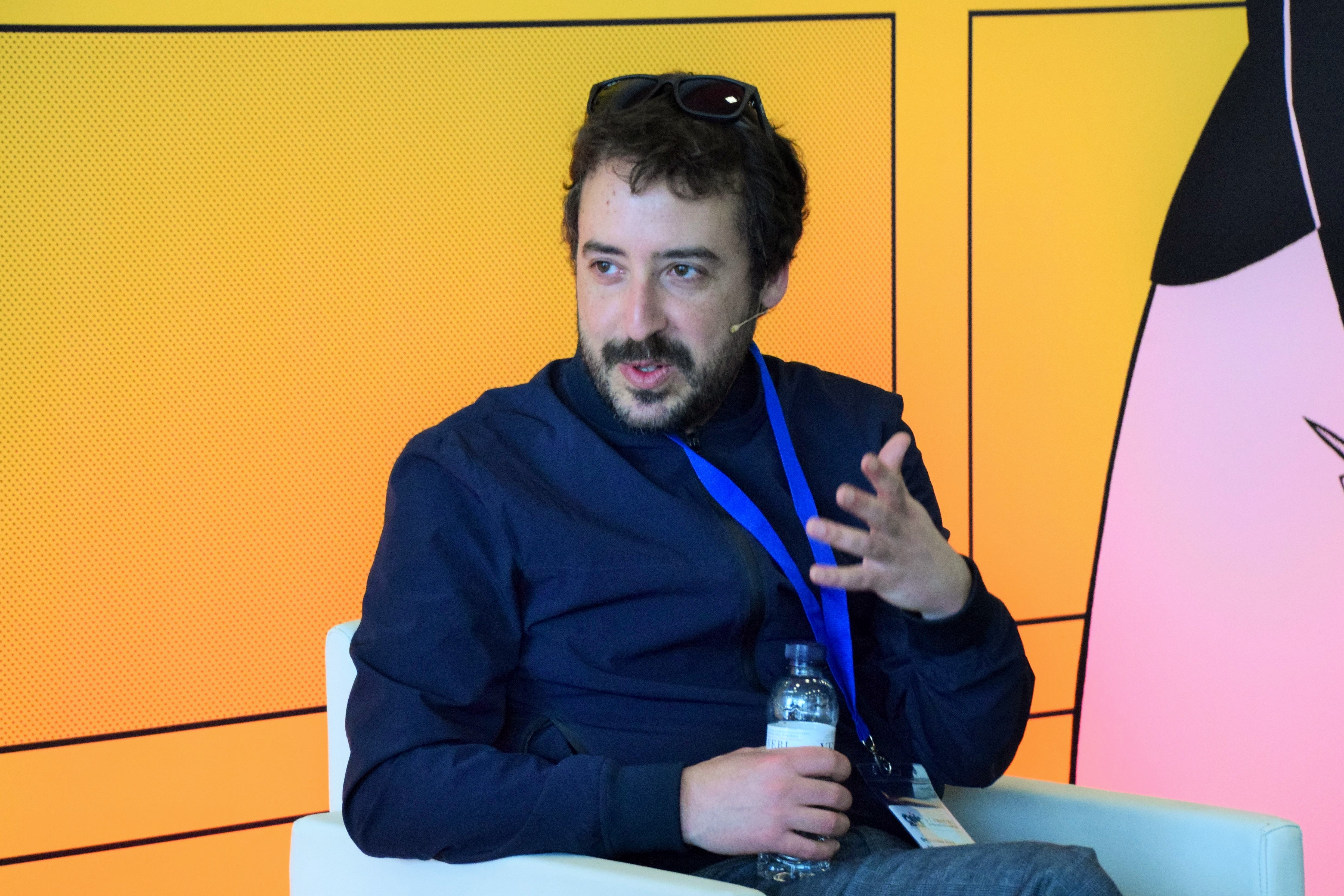
Conversa amb l'autor Borja González.

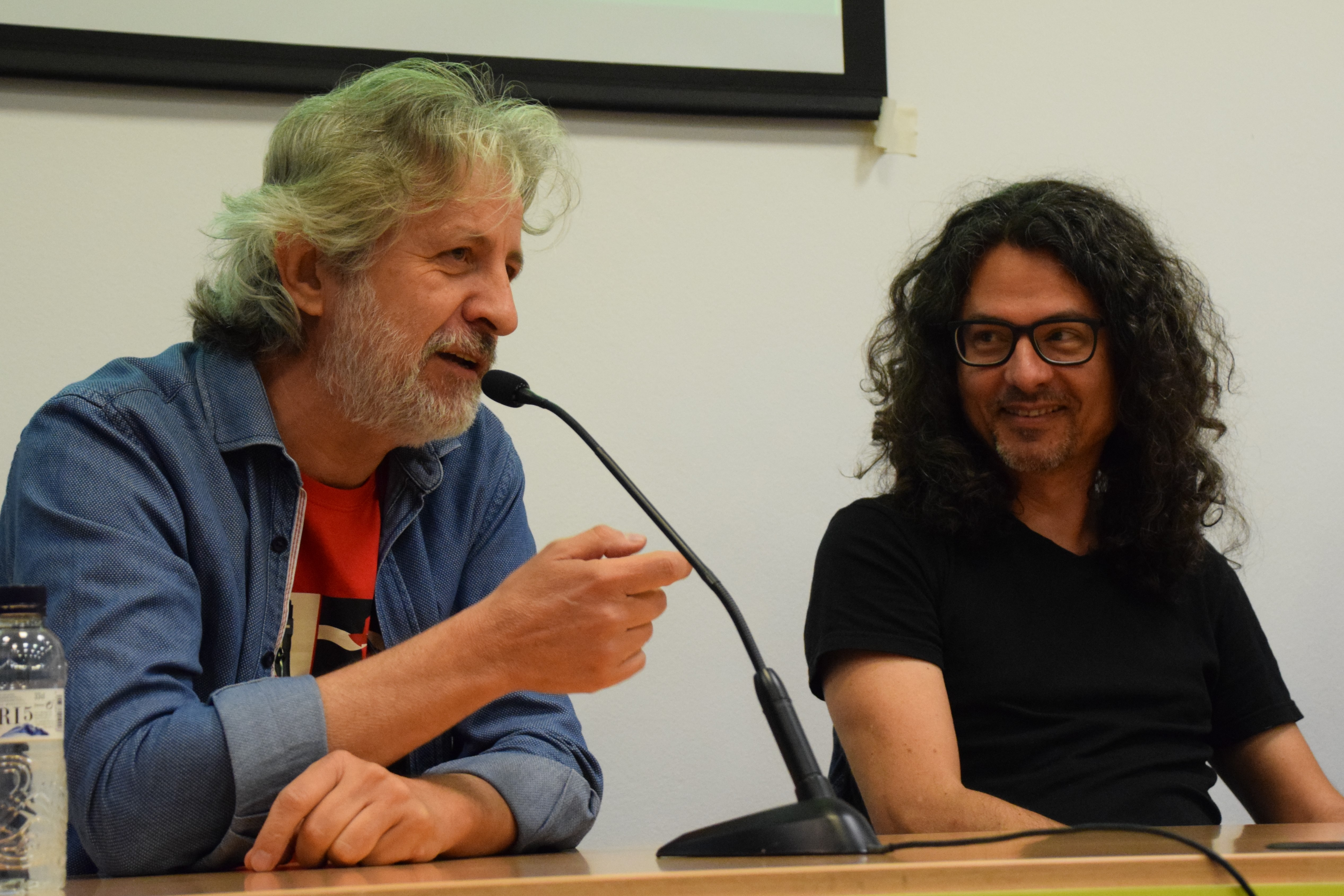
Tomeu Seguí i Jaime Martín conversant en una taula rodona.

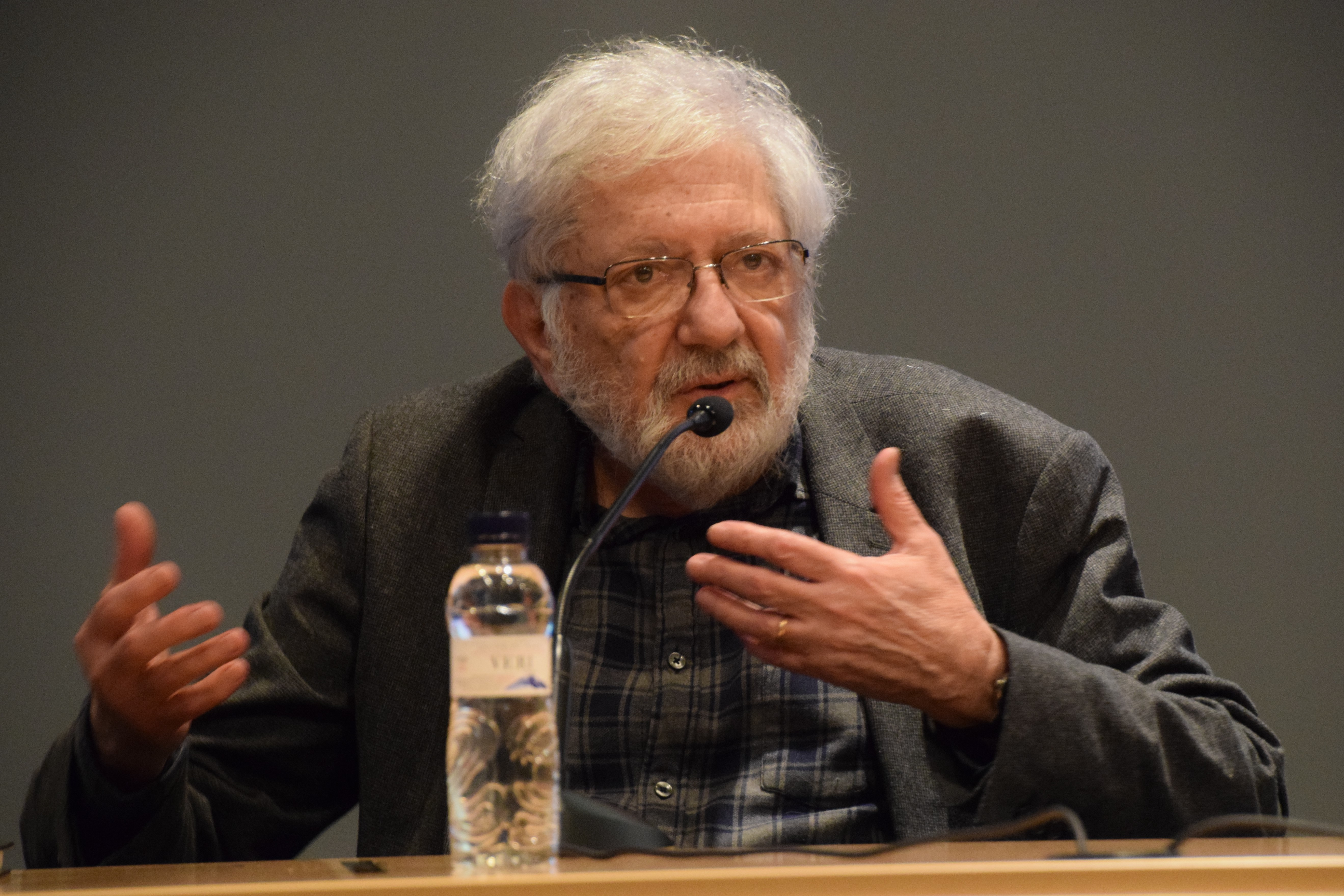
Jacques Tardi interactuant amb el públic.

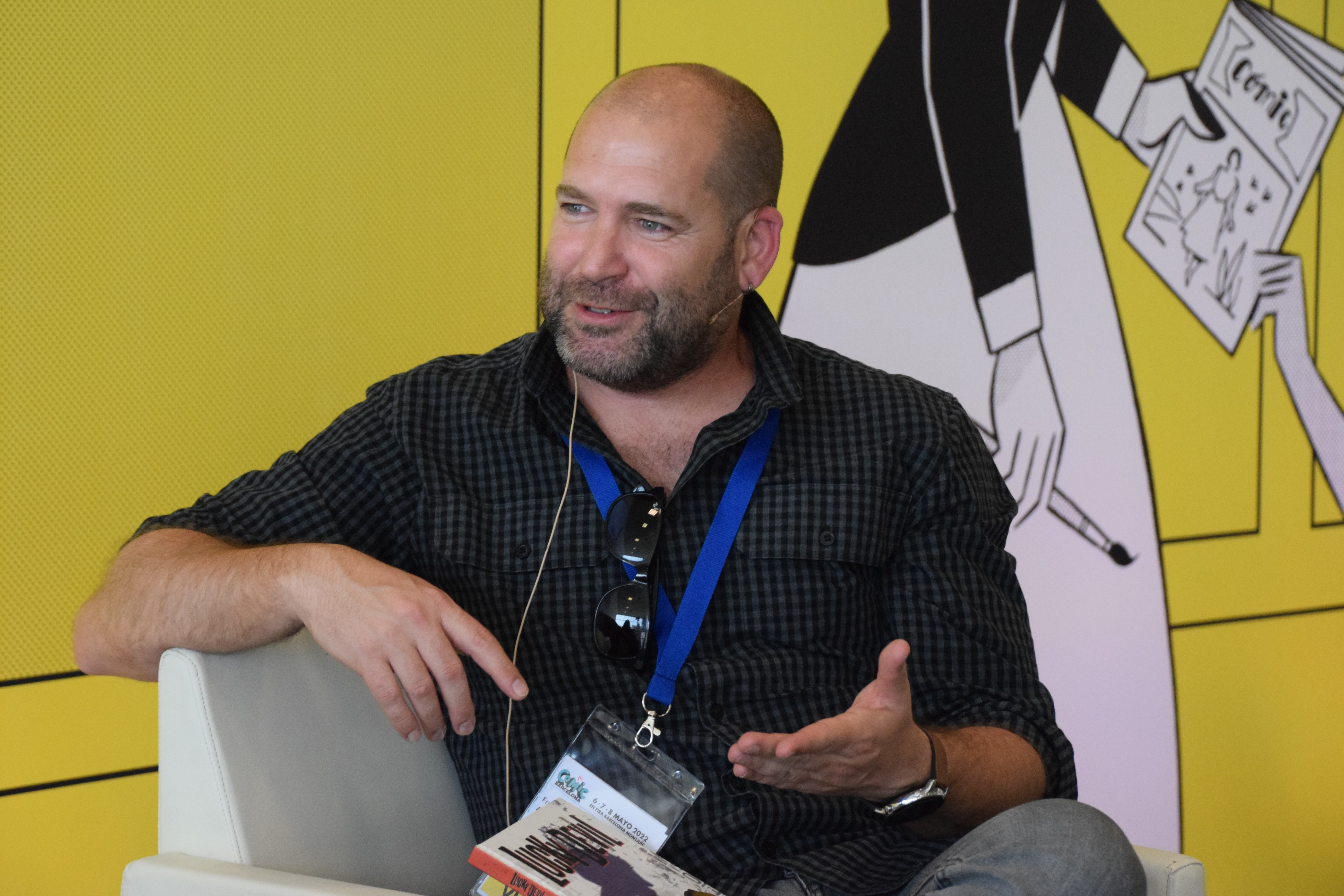
Conversa amb l'autor Fran Galán.

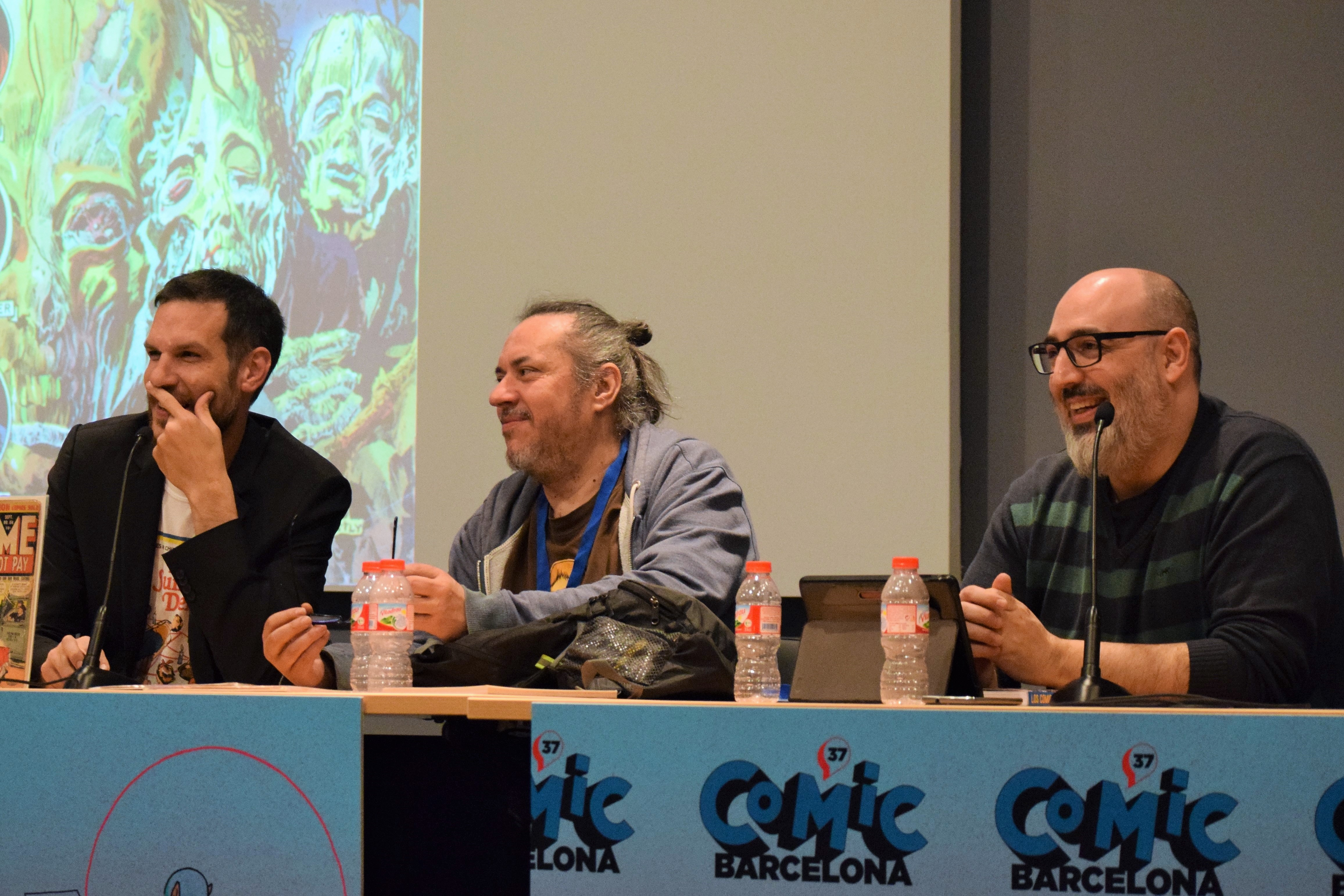
Taula rodona sobre la Comics Code Authority, amb Daniel Ausente i Manu González.

| Data                | Hora           | Acte |
| ------------------- | -------------- | --- |
| Divendres 6 de maig | 16:00-17:00 h. | Reconeixement autoral i popular Amb: Cristina Durán, Ana Penyas, Emma Ríos, Ana Oncina, Laura Pérez. Modera: Teresa Castro. |
| Divendres 6 de maig | 17:00-18:00 h. | Com es fa un cartell pel Saló? Amb: Max i Carla Berrocal. Modera: Iria Ros. |
| Divendres 6 de maig | 18:00-19:00 h. | Com es va fraguar el Saló del Còmic? Amb: Emilio Bernárdez, Alfons López, Felipe Borrallo i Paco Baena. Modera: Antoni Guiral. |
| Divendres 6 de maig | 19:00-20:00 h. | Superherois: 28 anys després de la irrupció dels autors espanyols a USA Amb: Emma Ríos, David Galán Galindo i Manu González Modera: Cels Piñol. |
| Dissabte 7 de maig  | 10:30-11:30 h. | Les millors obres nacionals del Saló. Amb: Paco Roca, Jaime Martín, Miguelanxo Prado, Bartolomé Seguí. Modera: Antoni Guiral. |
| Dissabte 7 de maig  | 10:30-11:30 h. | 40 anys de manga i anime. Amb: CineAsia. |
| Dissabte 7 de maig  | 10:30-11:00 h. | Karel Čapek i l'origen de la paraula robot. Amb: Katerina Cupova. |
| Dissabte 7 de maig  | 11:00-12:00 h. | Carmona, una experiència en la difusió del còmic. |
| Dissabte 7 de maig  | 11:30-12:30 h. | Els còmics dels anys vuitanta. Amb: Max i Kim. Modera: Roser Messa. |
| Dissabte 7 de maig  | 12:00-13:00 h. | Taula rodona: El manga a les llistes de vendes... i la crítica? Amb: Iria Ros, Iván Galiano i Jordi T. Pardo. Modera: Oriol Estrada. |
| Dissabte 7 de maig  | 12:30-13:30 h. | Els còmics dels anys noranta. Amb Rubén Pellejero, Miguel Ángel Martín, Santiago Sequeiros i Álex Fito. Modera: Cels Piñol. |
| Dissabte 7 de maig  | 13:00-14:30 h. | Comic Vision: Robot dreams. Amb: Sara Varon, Pablo Berger, Jose Luís Ágreda i Benoît Feroumont. Modera: Borja Crespo. |
| Dissabte 7 de maig  | 13:30-14:30 h. | Les novel·les gràfiques del segle xxi. Amb: Paco Roca, Anabel Colazo, Paco Sordo, Miguel Ángel Giner i Lola Lorente. Modera: Roser Messa. |
| Dissabte 7 de maig  | 15:00-16:00 h. | Parlem d'Hugo Pratt. Amb: Paco Linares i Antoni Guiral. |
| Dissabte 7 de maig  | 16:00-17:00 h. | Comic Fantasy: 'Warriors, sortiu a jugar'. Els Clubs de Rol. Amb: Stronghold, El Dado Dorado, Sant Niggurath i Kritik. Modera: Cels Piñol. |
| Dissabte 7 de maig  | 16:00-17:00 h. | Cossos i vinyetes: al voltant de la representació en el còmic. Amb: Camille Vannier, Josune Urrutia i Raquel Gu. Modera: Marika Vila. |
| Dissabte 7 de maig  | 17:00-18:00 h. | Comic Vision: Unicorn Wars. Amb: Alberto Vázquez. Modera: Borja Crespo. |
| Dissabte 7 de maig  | 17:00-18:30 h. | Esperant a Sandman: Còmic i televisió de prestigi. Amb: Emma Ríos, Diego Salgado i Guillem F. Marí. Modera: Elisa McCausland. |
| Dissabte 7 de maig  | 18:00-19:00 h. | Comic Vision: Escriure un cómic, pensar una pel·lícula. Amb: David Muñoz. Modera: Borja Crespo. |
| Dissabte 7 de maig  | 18:00-19:00 h. | Luis Gasca i la figura del divulgador. Amb: Antonio Altarriba i Pepe Gálvez. Modera: Antoni Guiral. |
| Dissabte 7 de maig  | 19:00-20:00 h. | Comic Fantasy: Fanhunter, el joc de rol. 30 anys al Regne de Dick. Amb: Xavier Garriga, Chema Pamundi i Cels Piñol. |
| Diumenge 8 de maig  | 10:30-11:30 h. | Què va suposar ser Autor/a Revelació del Saló? Amb: Santiago Sequeiros, Fermín Solís i Aroha Travé. Modera: Iria Ros. |
| Diumenge 8 de maig  | 11:00-12:00 h. | Comic Fantasy: Advanced Dungeons & Dragons: 30 anys a Espanya. Amb: Xavier Garriga, Chema Pamundi i Vanessa Carballo. Modera: Cels Piñol. |
| Diumenge 8 de maig  | 11:30-12:30 h. | L'explosió de les revistes de còmics per adults. Amb: Marika Vila, Emilio Bernárdez. Modera: Antoni Guiral. |
| Diumenge 8 de maig  | 12:00-13:00 h. | Comic Fantasy: Dibuixar els jocs, jugar amb dibuixos. Amb: Emma Ríos, Sara Soler, Stelladia i Diana Franco. Modera: Cels Piñol. |
| Diumenge 8 de maig  | 12:30-13:30 h. | Les altres identitats de gènere als còmics. Amb: Kat Leyh, Sara Soler. Modera: Carla Berrocal. |
| Diumenge 8 de maig  | 13:00-14:00 h. | Taula rodona: Una nova era pel còmic en català? Amb: Montserrat Terrones, Xavi Serra, Humberto González. Modera: Oriol Estrada-Rangil. |
| Diumenge 8 de maig  | 13:30-14:30 h. | L'assentament de les llibreries especialitzades. Amb: Albert Mestres, Ferran Velasco i Germán Puig. Modera: Cels Piñol. |
| Diumenge 8 de maig  | 13:30-14:30 h. | Còmic, censura i cancel·lació. Amb: Miguel Ángel Martín, Irene Márquez i Dario Adanti. Modera: Mery Cuesta. |
| Diumenge 8 de maig  | 14:00-15:00 h. | Taula rodona: Un repàs al manga publicat en català. Amb: Olga Resina i Marc Pérez. Modera: Oriol Estrada-Rangil. |
| Diumenge 8 de maig  | 14:30-15:30 h. | Del manga al cine. El live-action el 2022. Amb: CineAsia. |
| Diumenge 8 de maig  | 14:30-15:20 h. | Presentació del Catàleg 'Dones xilenes en la historieta' amb Prochile. Taula rodona sobre la presència de dones professionals del món del còmic a Xile. Amb: participació de les historietistes Lesbilalis, Margarita Valdés i Panchulei. Modera: Elisa McCausland. |
| Diumenge 8 de maig  | 15:00-16:00 h. | Comic Fantasy: Ajudar jugant, jugant de forma solidària. Amb: Marc Travé i Pablo Giménez. Modera: Cels Piñol. |
| Diumenge 8 de maig  | 15:30-16:30 h. | De Vertigo a Scream: Còmic i cinema de terror dels noranta. Amb: Elisa McCausland, David Galán Galindo, Tonio L. Alarcón i Diego Salgado. Modera: Borja Crespo. |
| Diumenge 8 de maig  | 16:00-17:00 h. | Taula rodona: El fons Bruguera. Amb: Sergi Escobar i Xavi Serra. Modera: Antoni Guiral. |
| Diumenge 8 de maig  | 16:30-17:30 h. | Arriba el manga al Saló. Amb: Óscar Valiente i Alfons Moliné. Modera: Oriol Estrada. |
| Diumenge 8 de maig  | 16:30-17:30 h. | Fanzineras i autogestió. Amb: Xulia Vicente, Genie Espinosa, Flor Coll, Marina Vidal, Teresa Castro. Modera: Elisa McCausland. |
| Diumenge 8 de maig  | 17:00-18:00 h. | 75 anys de l'aparició de Carpanta. Amb: Jordi Canyissà, Pepe Gálvez i Sergi Escobar. Modera: Antoni Guiral. |
| Diumenge 8 de maig  | 17:30-19:00 h. | Còmic i folklore pop. Amb: Carla Berrocal, Anabel Colazo i Panchulei. Modera: Elisa McCausland. |
| Diumenge 8 de maig  | 17:30-18:30 h. | Comic Vision: Cine i Còmic en vena. Amb: Iván Mulero i Ertito Montana. Modera: Borja Crespo. |
| Diumenge 8 de maig  | 18:00-19:00 h. | Parlem del Museu del Còmic de Sant Cugat. Amb: José Luis Villanueva, Diana Villanueva i Paco Baena. Modera: Antoni Guiral. |
| Diumenge 8 de maig  | 18:30-19:30 h. | 20 anys de la AACE i associacions de còmic: AAAC i ExTrebeo. Passat, present i futur. |

### Projeccions, concerts i col·loquis
| Data                | Hora           | Acte |
| ------------------- | -------------- | --- |
| Divendres 6 de maig | 10:30-11.30 h. | 'Subnormal' xerrada sobre bullying. Amb: Iñaki Zubizarreta (dirigit a grups escolars) |
| Divendres 6 de maig | 15:00-16:30 h. | Ladroncomix: Tinta y Alto Voltaje de Rock & Roll. Presentació més Col·loqui (62 min.) |
| Divendres 6 de maig | 16:30-18:30 h. | Projecció de l'anime: La casa encantada en el cabo (100 min. VOSE). Presenta: CineAsia |
| Divendres 6 de maig | 19:00-20:00 h. | Tronco, concert dibuixat Amb: Roberta Vázquez i Álvaro Ortiz |
| Dissabte 7 de maig  | 11:00-14:00 h. | Projecció de pel·lícula: Ninjababy més col·loqui inicial. Amb: Yngvild Sve Flikke (directora), Kristine Kujath Thorp (actriu i il·lustradora) i Inga H. Sætre (autora de còmic en el qual es basa el film). (103 min. VOSE) |
| Dissabte 7 de maig  | 14:00-16:30 h. | Projecció Live Action: Tokyo Revengers. Col·loqui inicial (120 min. VOSE) |
| Dissabte 7 de maig  | 19:00-20:00 h. | Concert: Paco Alcázar |
| Diumenge 8 de maig  | 10:30-12:00 h. | Especial Miguel Gallardo Projecció del documental María y yo |
| Diumenge 8 de maig  | 12:00-14:00 h. | Projecció de la pel·lícula: Gora automatikoa amb la presència de David Galán Galindo. (71 min) Col·loqui Presenta: Borja Crespo                                                                                             |
| Diumenge 8 de maig  | 14:00-15:00 h. | Projecció del documental: D'après Arnal, itinéraire d'un crayon rouge. (52 min. VOSE) |
| Diumenge 8 de maig  | 16:00-18:00 h. | Projecció COMIC KIDS de la pel·lícula: Ainbo: La guerrera de l'Amazones. (84 min. En català) |

### Trobades amb autors imaster classes
| Data                | Hora           | Acte                                              |
| ------------------- | -------------- | ------------------------------------------------- |
| Divendres 6 de maig | 16:00-17:00 h. | Q&A amb Katerina Cupova                           |
| Divendres 6 de maig | 16:00-17:00 h. | Q&A amb Brecht Evens                              |
| Divendres 6 de maig | 17:00-18:00 h. | Q&A amb Fran Galán                                |
| Divendres 6 de maig | 18:00-19:00 h. | Q&A amb Aroha Travé & Rosa Codina                 |
| Divendres 6 de maig | 19:00-20:00 h. | Q&A amb Ana Penyas                                |
| Divendres 6 de maig | 19:00-20:00 h. | Master Class amb Jacques Tardi i Dominique Grange |
| Dissabte 7 de maig  | 11:00-11:30 h. | Q&A amb Fermín Solís                              |
| Dissabte 7 de maig  | 11:30-12:30 h. | Q&A amb Jacques Tardi i Dominique Grange          |
| Dissabte 7 de maig  | 11:30-12:30 h. | Q&A amb Manuel Álvarez                            |
| Dissabte 7 de maig  | 12:30-13:30 h. | Q&A amb John Allisson                             |
| Dissabte 7 de maig  | 12:30-13:30 h. | Q&A amb Borja González                            |
| Dissabte 7 de maig  | 13:30-14:30 h. | Q&A amb Carla Berrocal                            |
| Dissabte 7 de maig  | 15:00-16:00 h. | Q&A amb Nora Krug                                 |
| Dissabte 7 de maig  | 15:30-16:30 h. | Q&A amb Mayte Alvarado                            |
| Dissabte 7 de maig  | 16:00-17:00 h. | Q&A amb Kat Leyh                                  |
| Dissabte 7 de maig  | 16:30-17:30 h. | Q&A amb Santiago Sequeiros                        |
| Dissabte 7 de maig  | 17:00-18:00 h. | Peter Bagge entrevistat per Hernán Migoya         |
| Dissabte 7 de maig  | 17:30-18:30 h. | Q&A amb Jerome Lereculey                          |
| Dissabte 7 de maig  | 18:30 19:30 h. | Q&A amb Sara Varon                                |
| Diumenge 8 de maig  | 10:30-11:30 h. | Q&A amb Magius                                    |
| Diumenge 8 de maig  | 11:30-12:30 h. | Q&A amb Manuele Fior                              |
| Diumenge 8 de maig  | 11:30-12:30 h. | Master class de Peter Bagge                       |
| Diumenge 8 de maig  | 12:30-13:30 h. | Q&A amb Teresa Valero                             |
| Diumenge 8 de maig  | 13:30-14:30 h. | Q&A amb Elisabeth Karin                           |
| Diumenge 8 de maig  | 14:30-15:30 h. | Q&A amb Anabel Colazo                             |
| Diumenge 8 de maig  | 15:30-16:30 h. | Q&A amb Ricardo Martínez                          |
| Diumenge 8 de maig  | 16:30-17:30 h. | Q&A amb Álvaro Ortiz                              |

## Galeria d'imatges
Visita protocol·lària

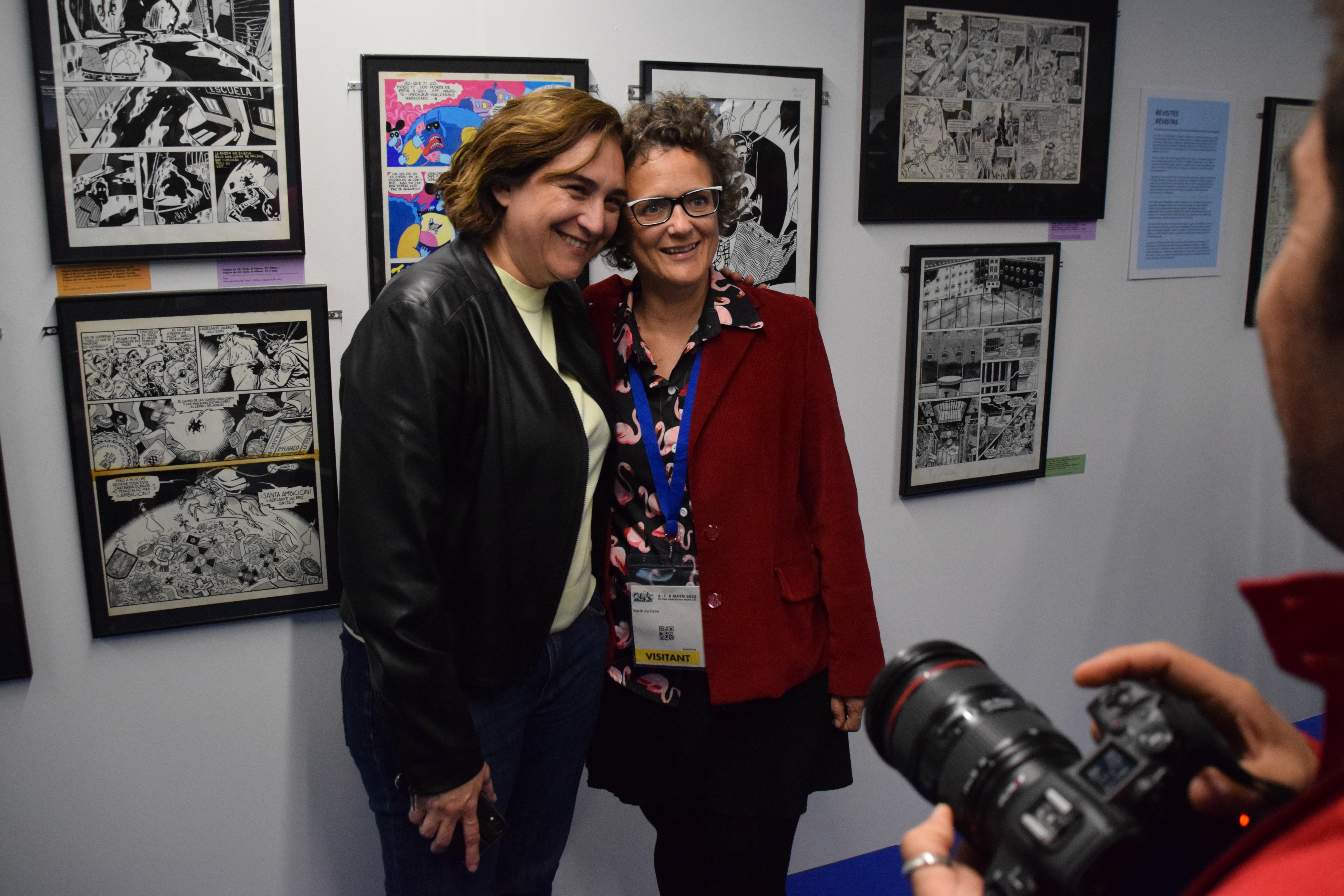
Ada Colau amb Karin du Croo.
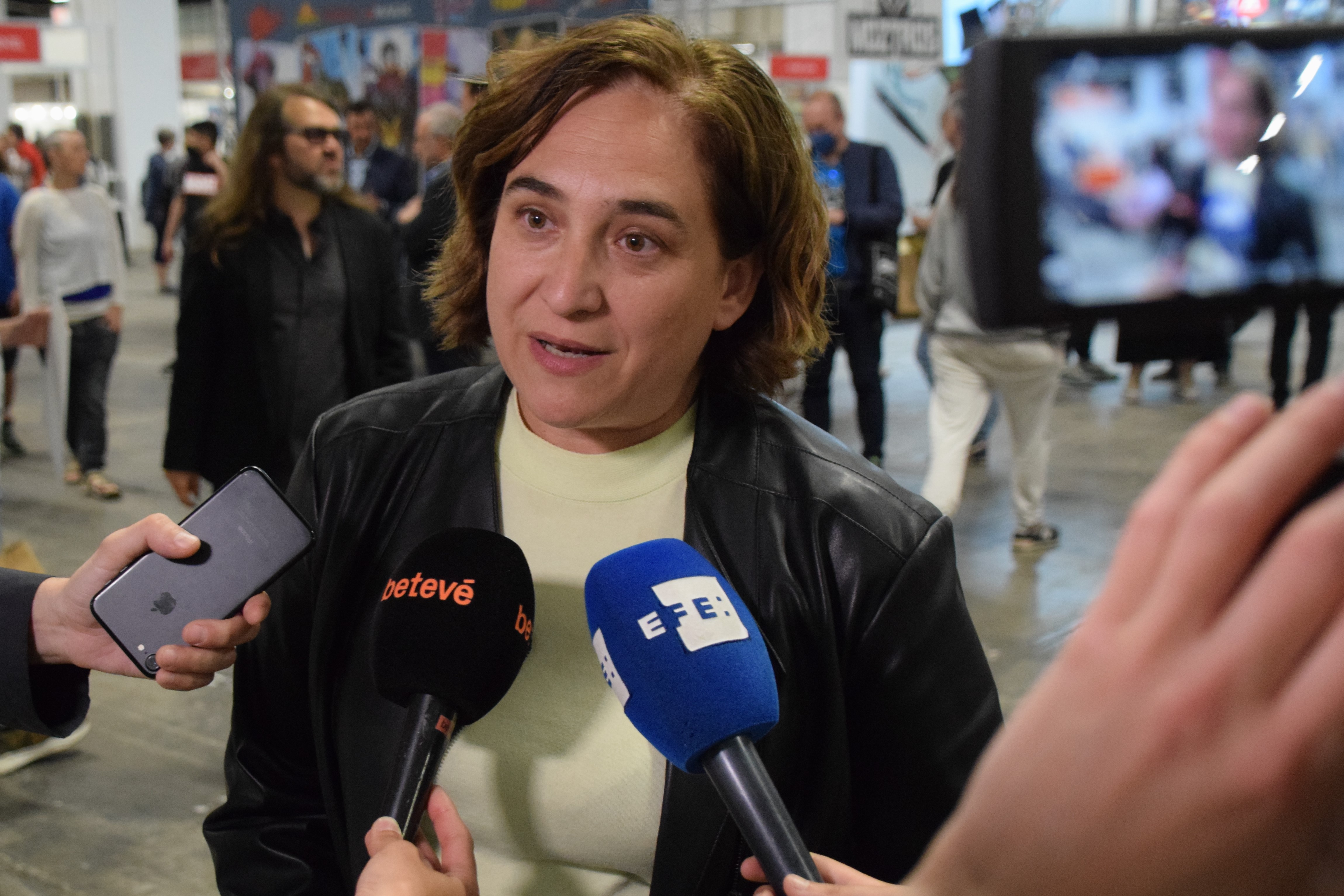
Entrevista a Ada Colau.
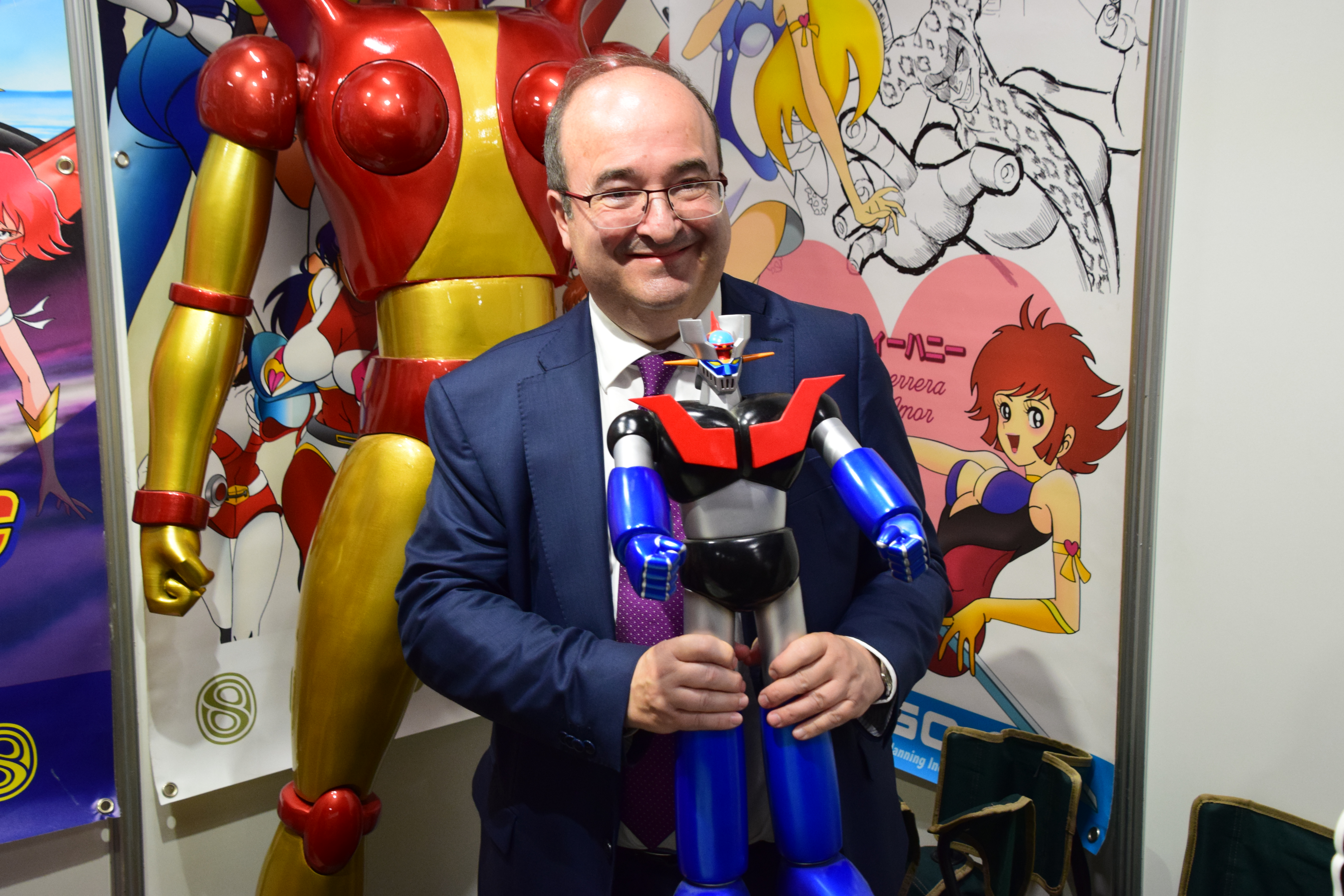
Miquel Iceta visitant el Saló.
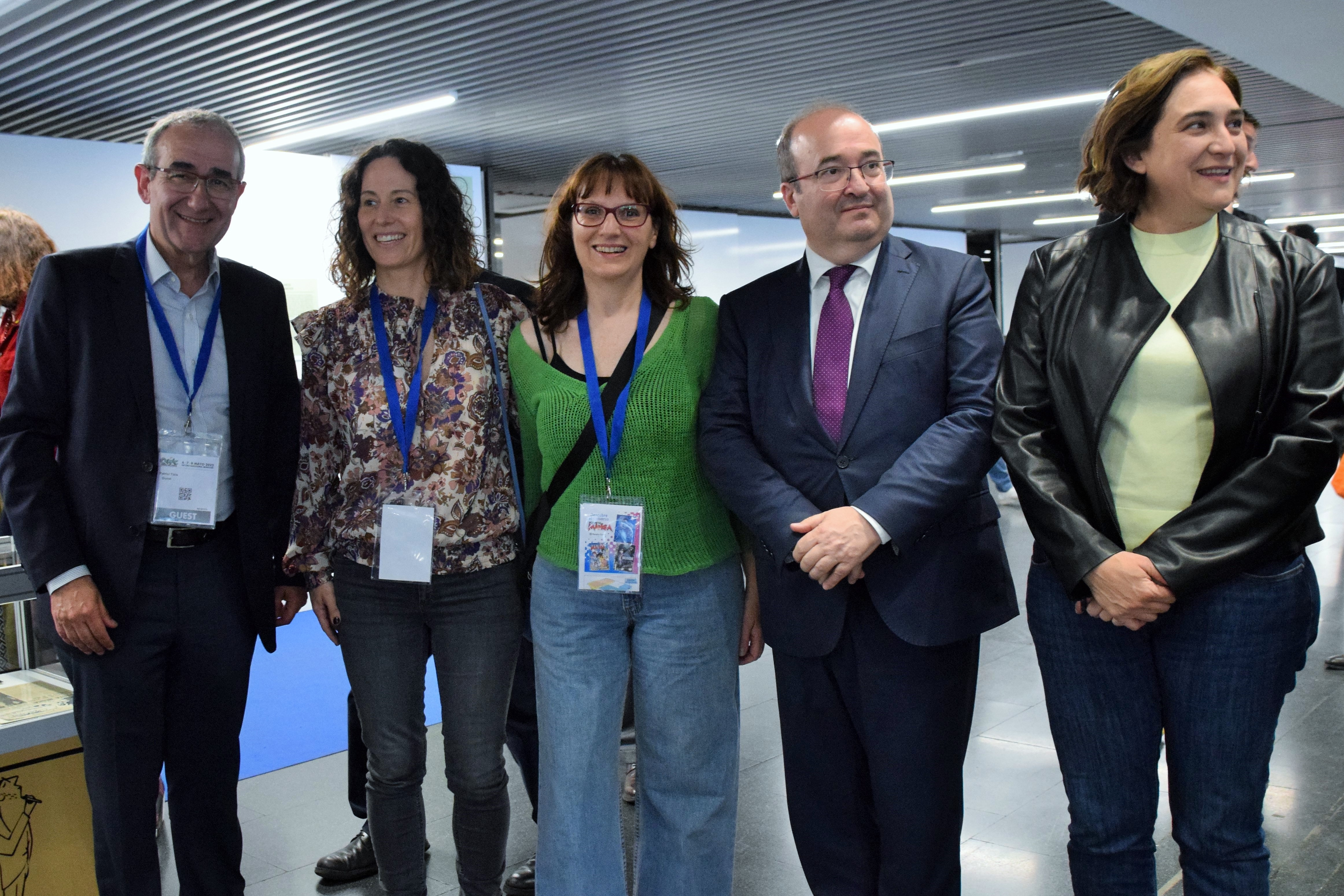
Diverses autoritats amb Ficomic.
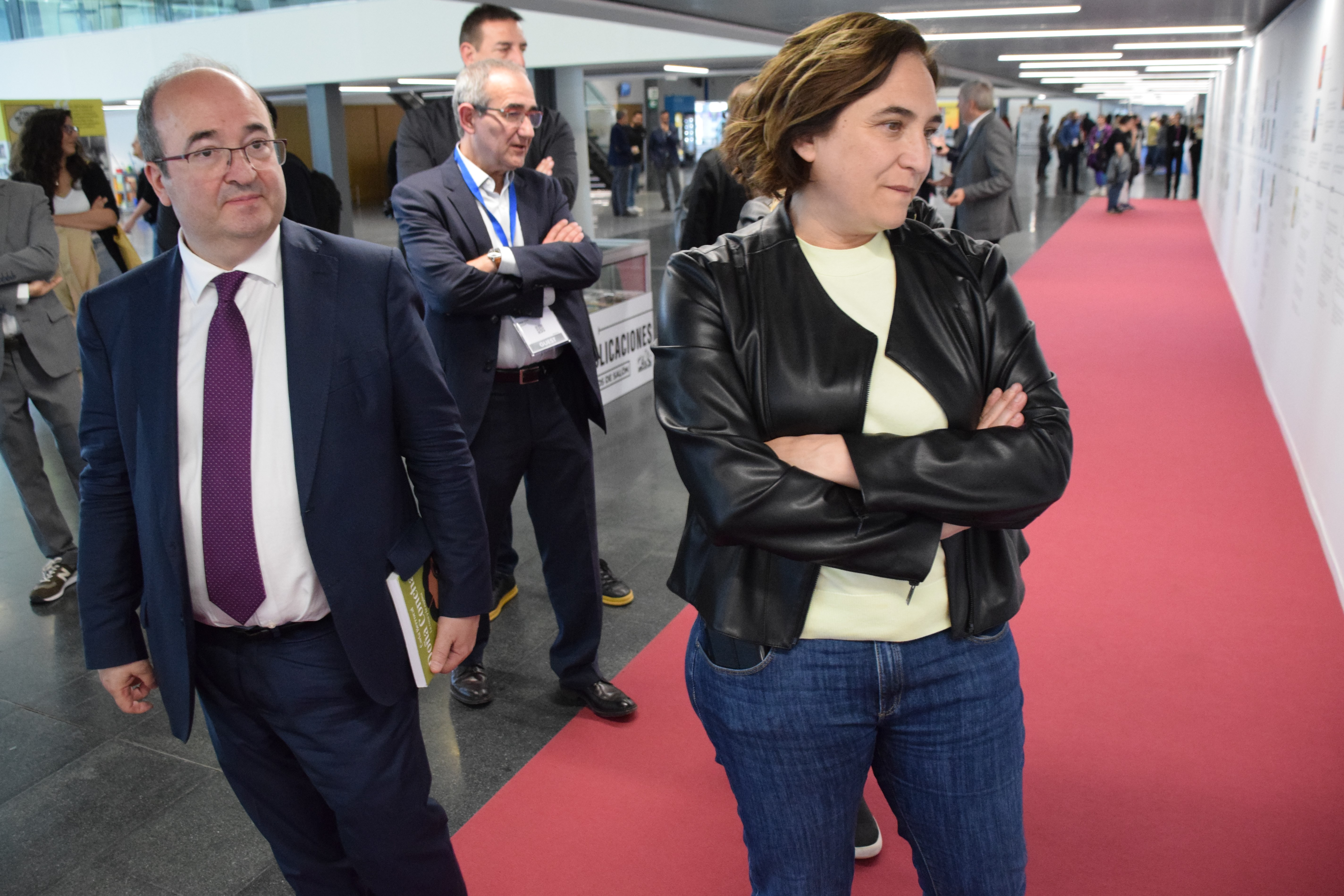
Iceta i Colau contemplant les exposicions.

Festa del 40è aniversari

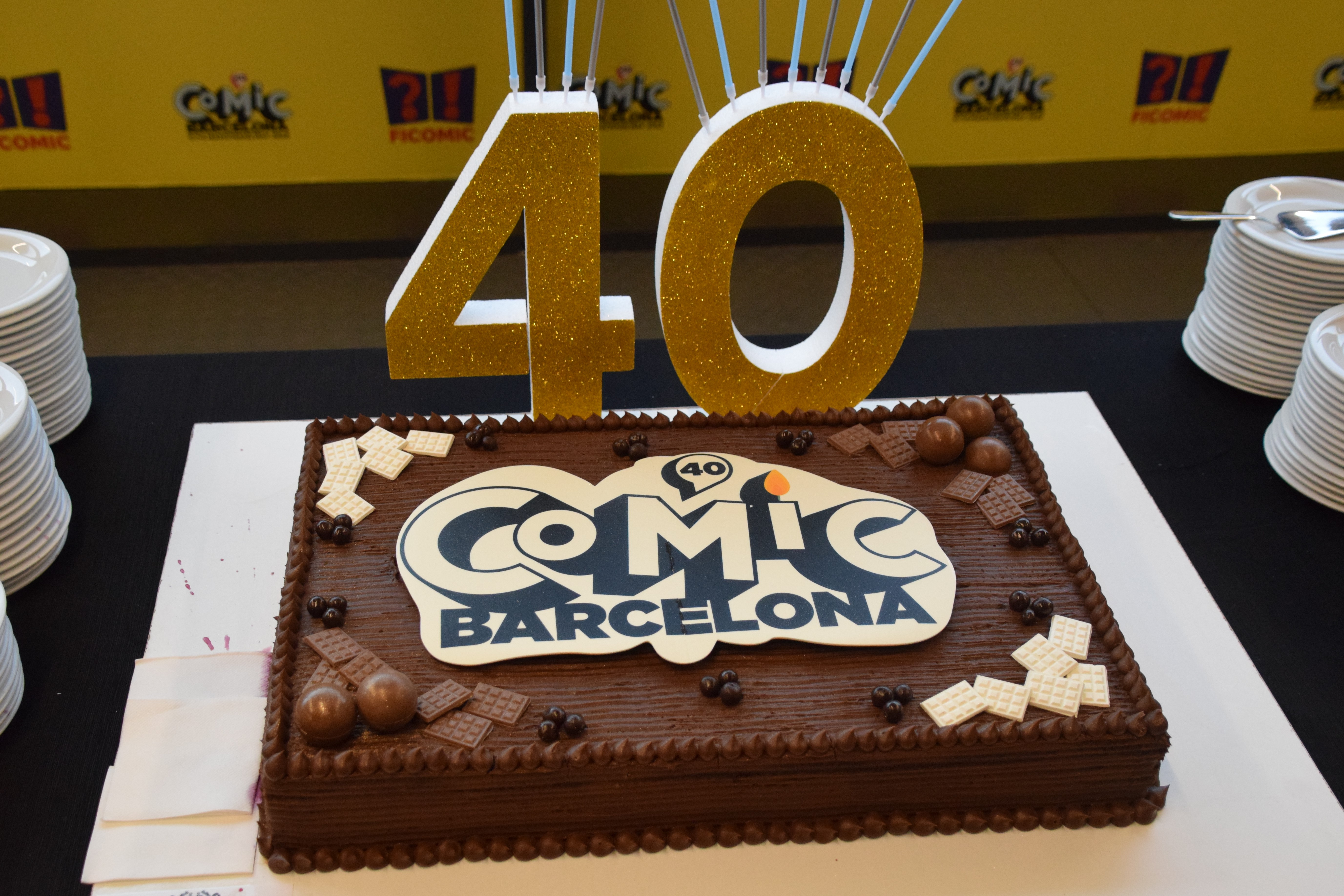
Pastís d'aniversari de la 40a edició.
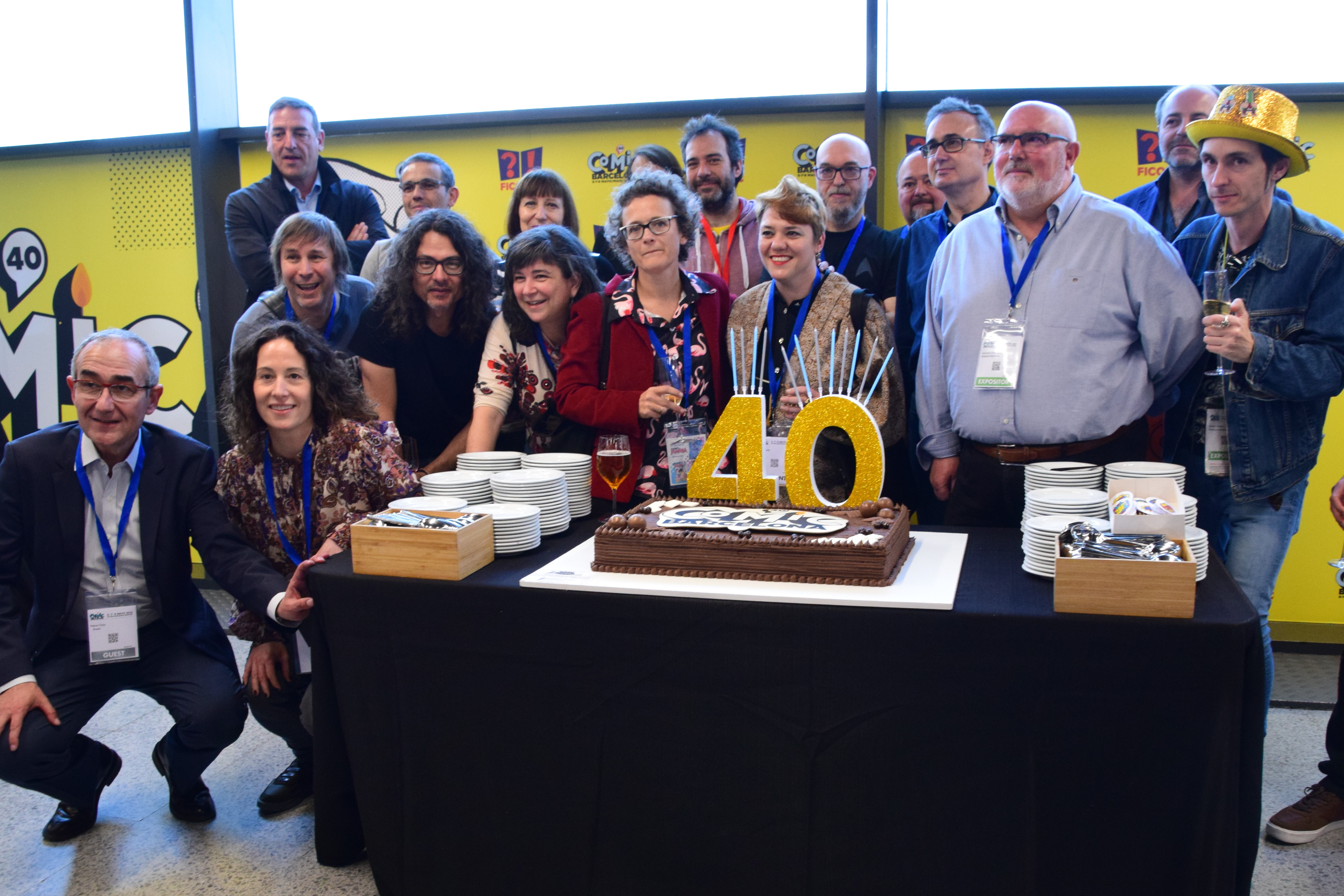
Foto de grup amb el pastís d'aniversari.
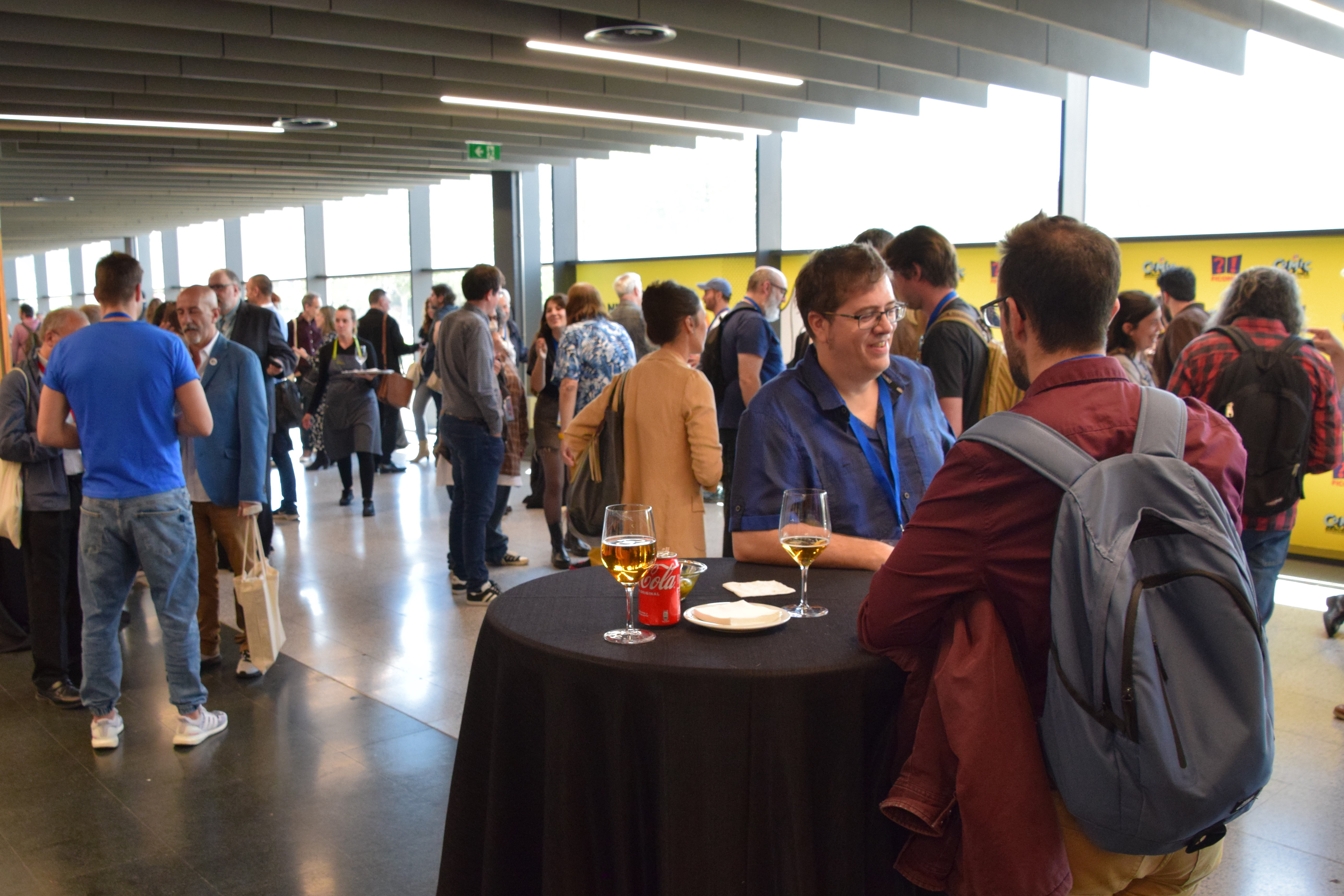
Diversos invitats a la festa.
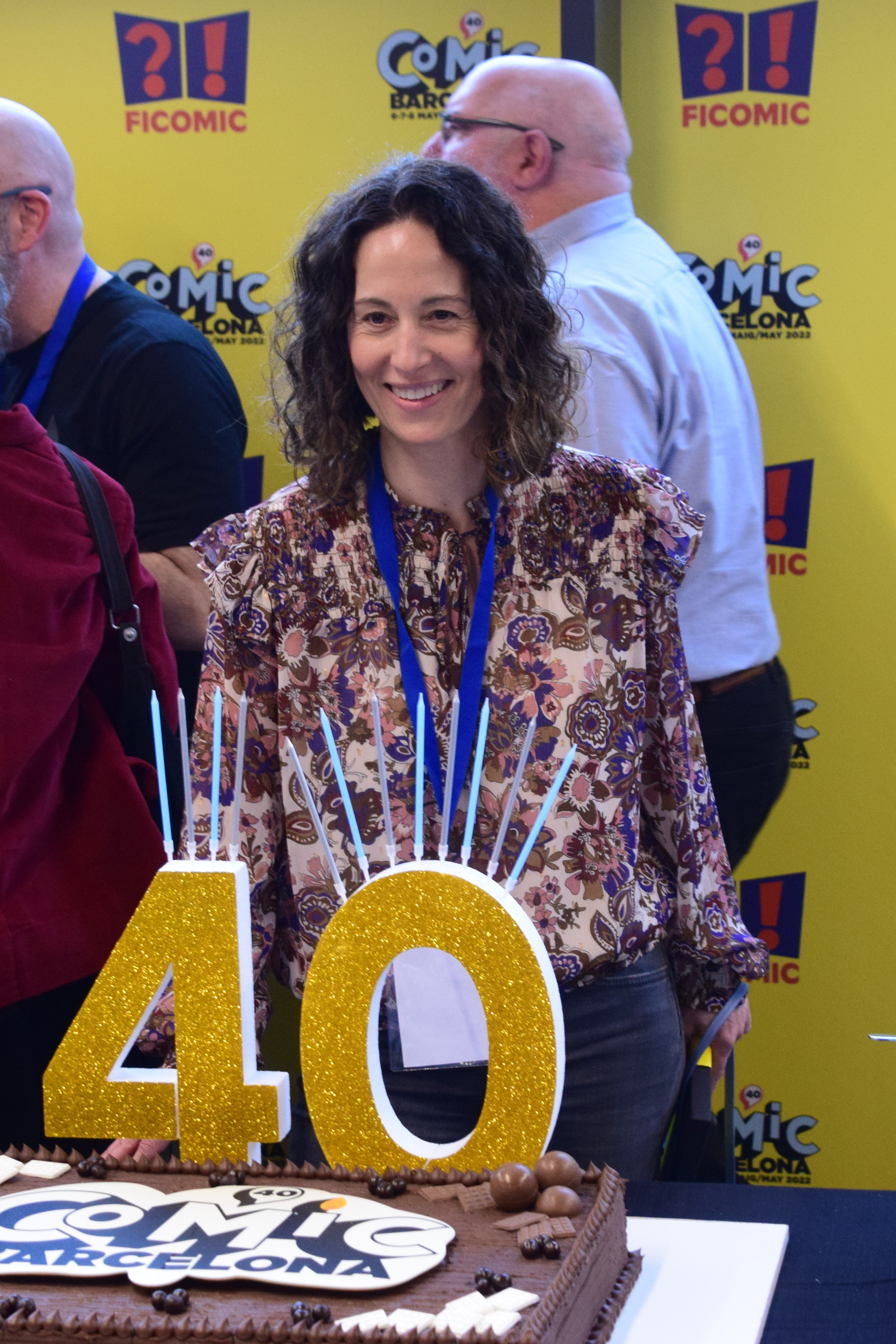
Meritxell Puig amb el pastís d'aniversari.
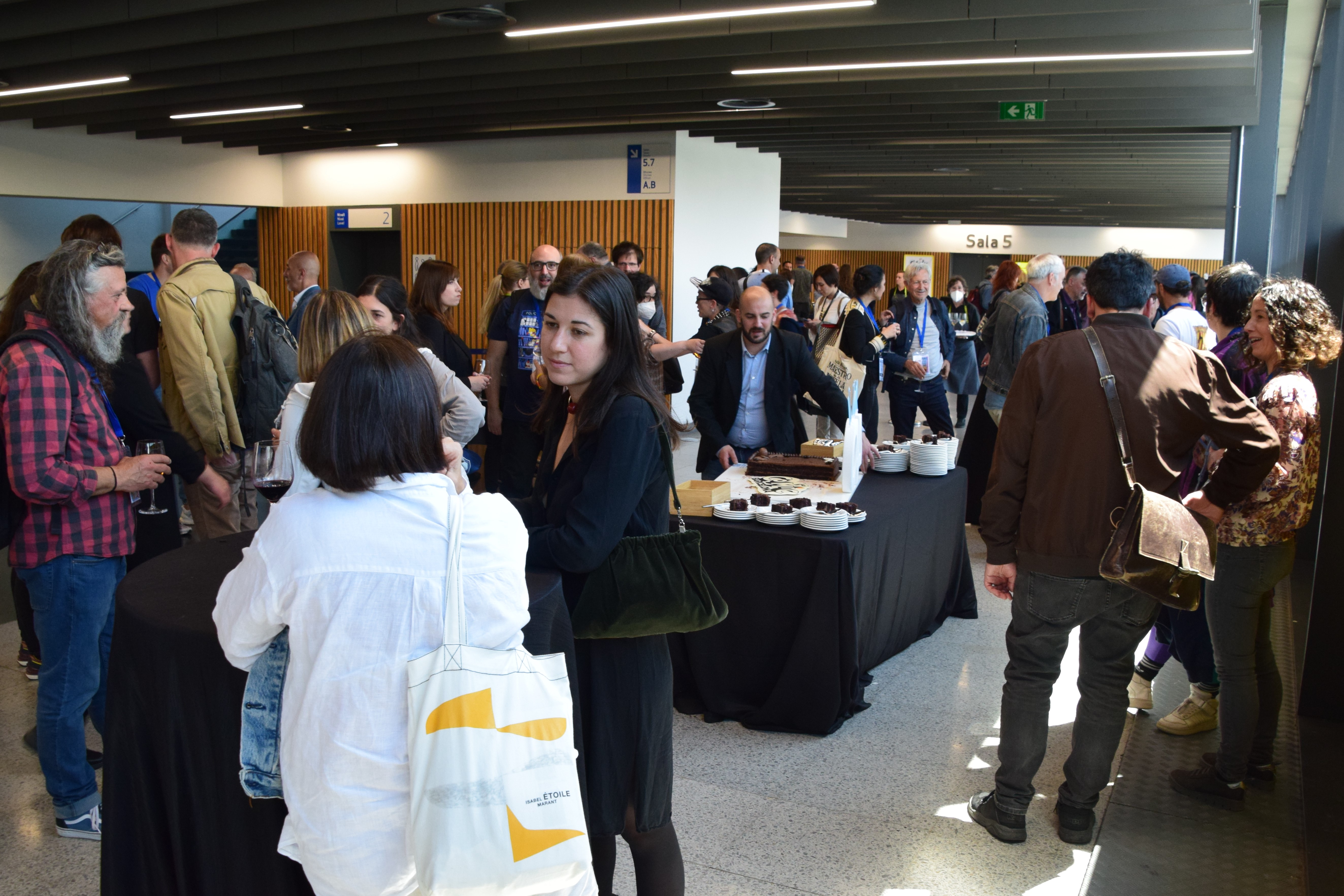
Ambient de la festa.
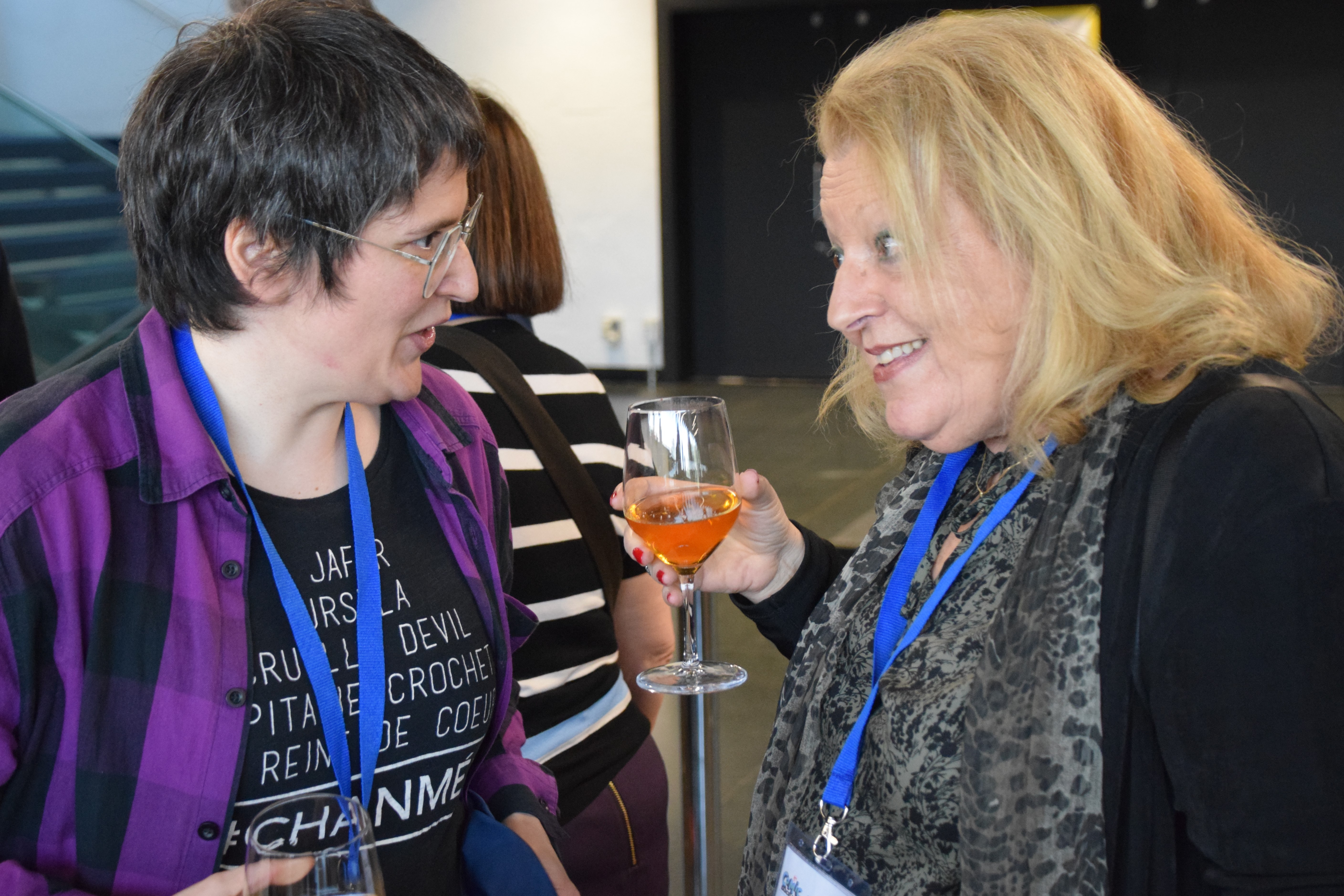
Carla Berrocal conversant amb Marika.
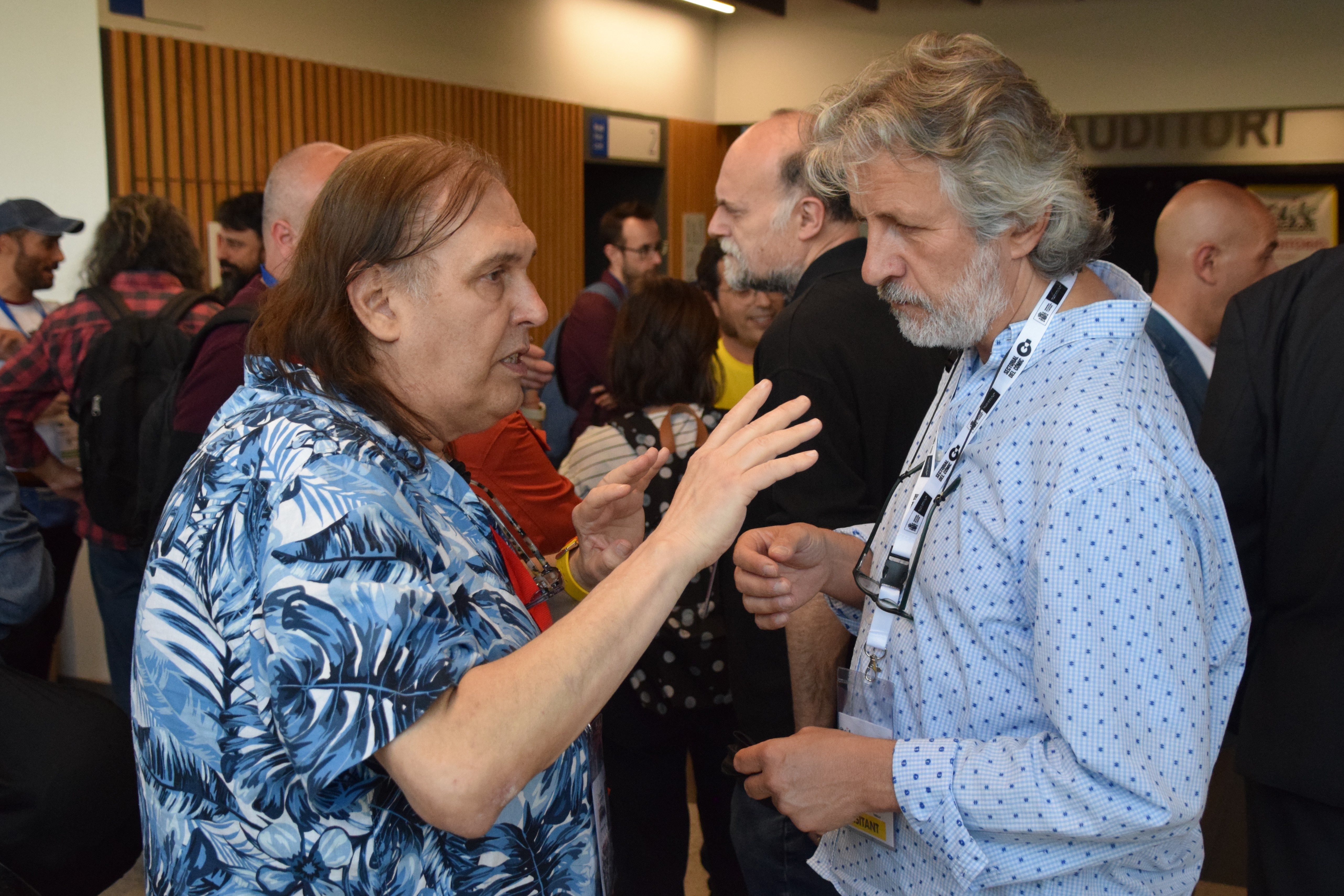
Emili Bernárdez amb Tomeu Seguí.
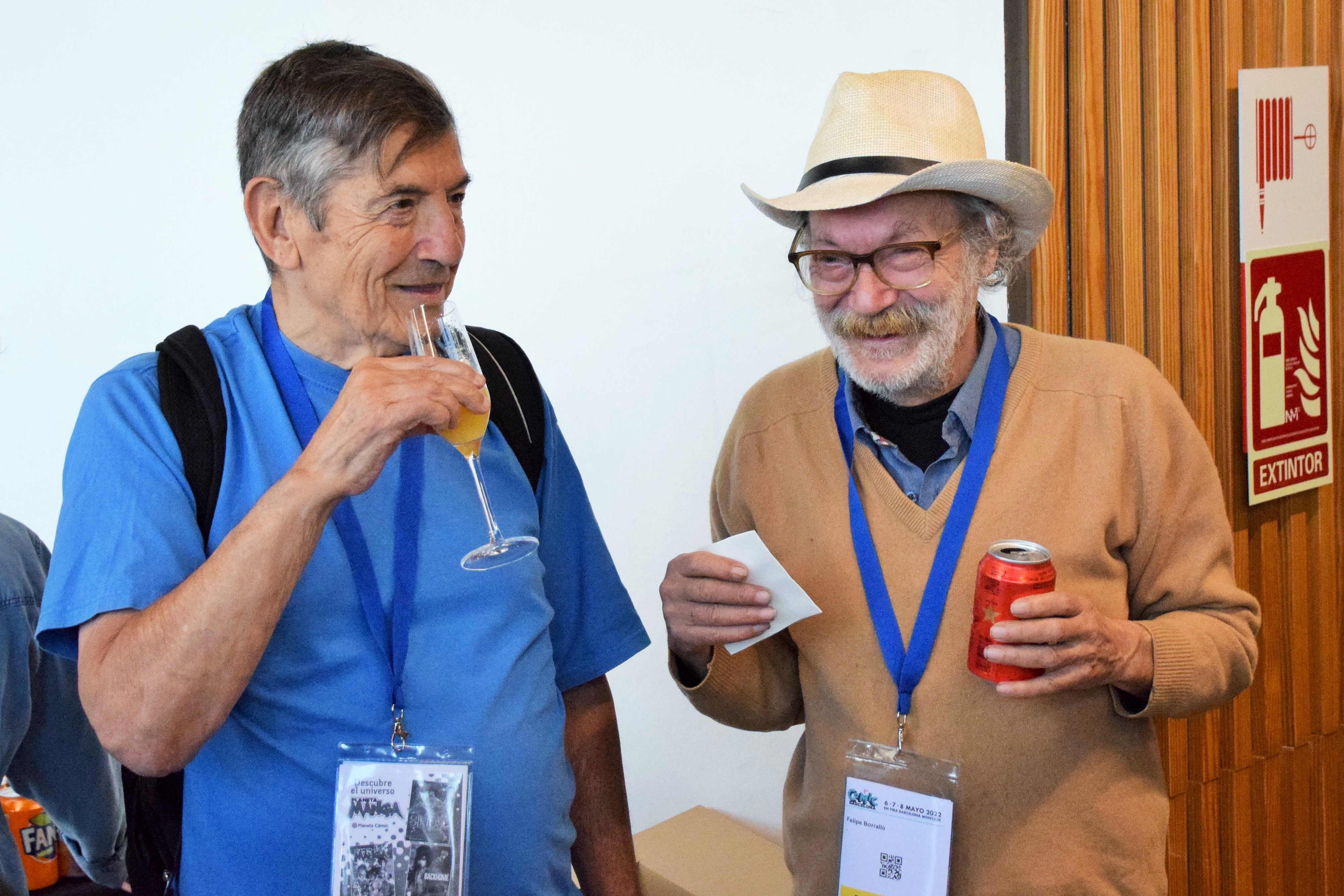
Enrique Sánchez Abulí amb Felipe Borrallo.
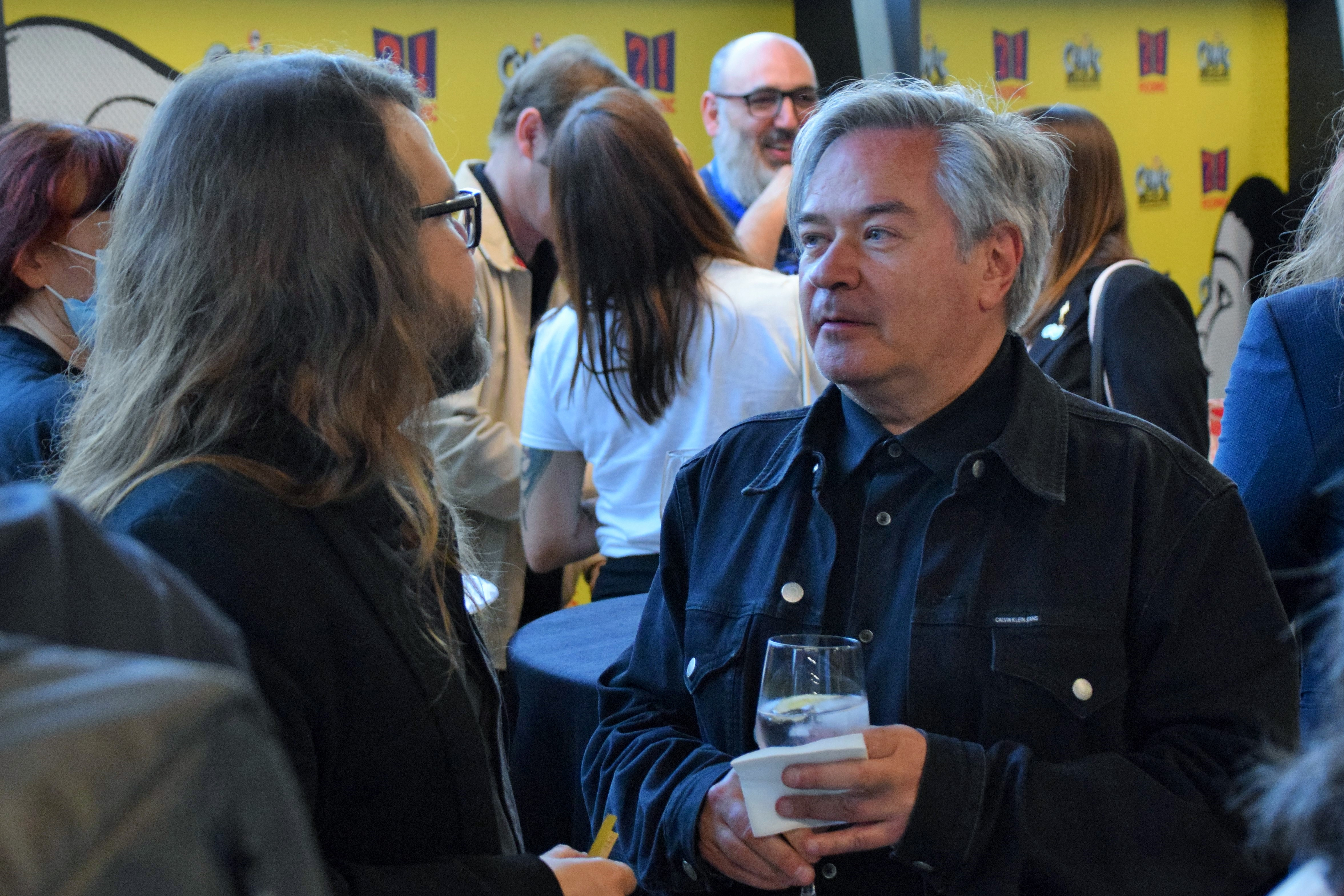
Borja Crespo i Miguel Ángel Martín.
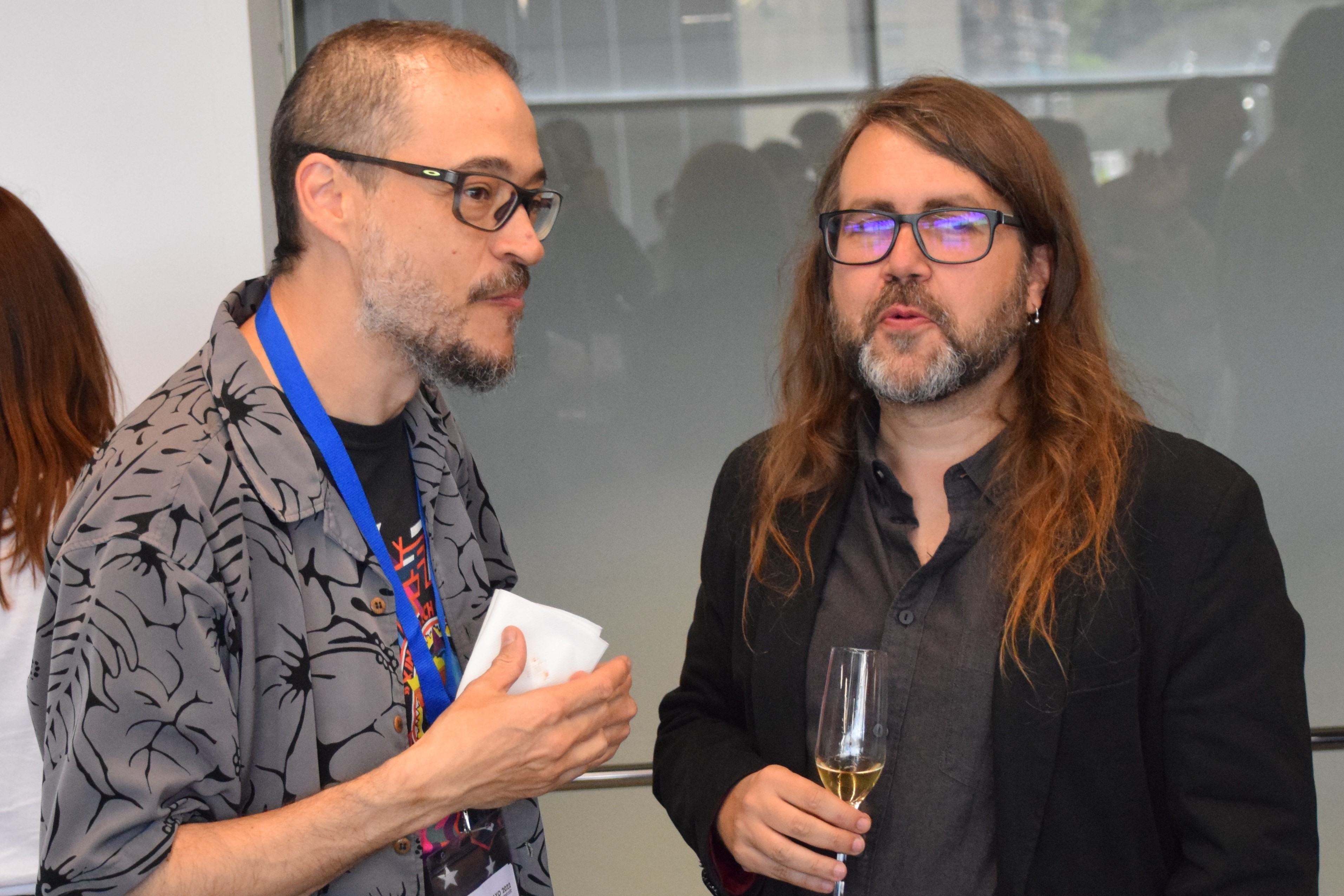
Fernando Blanco amb Borja Crespo.
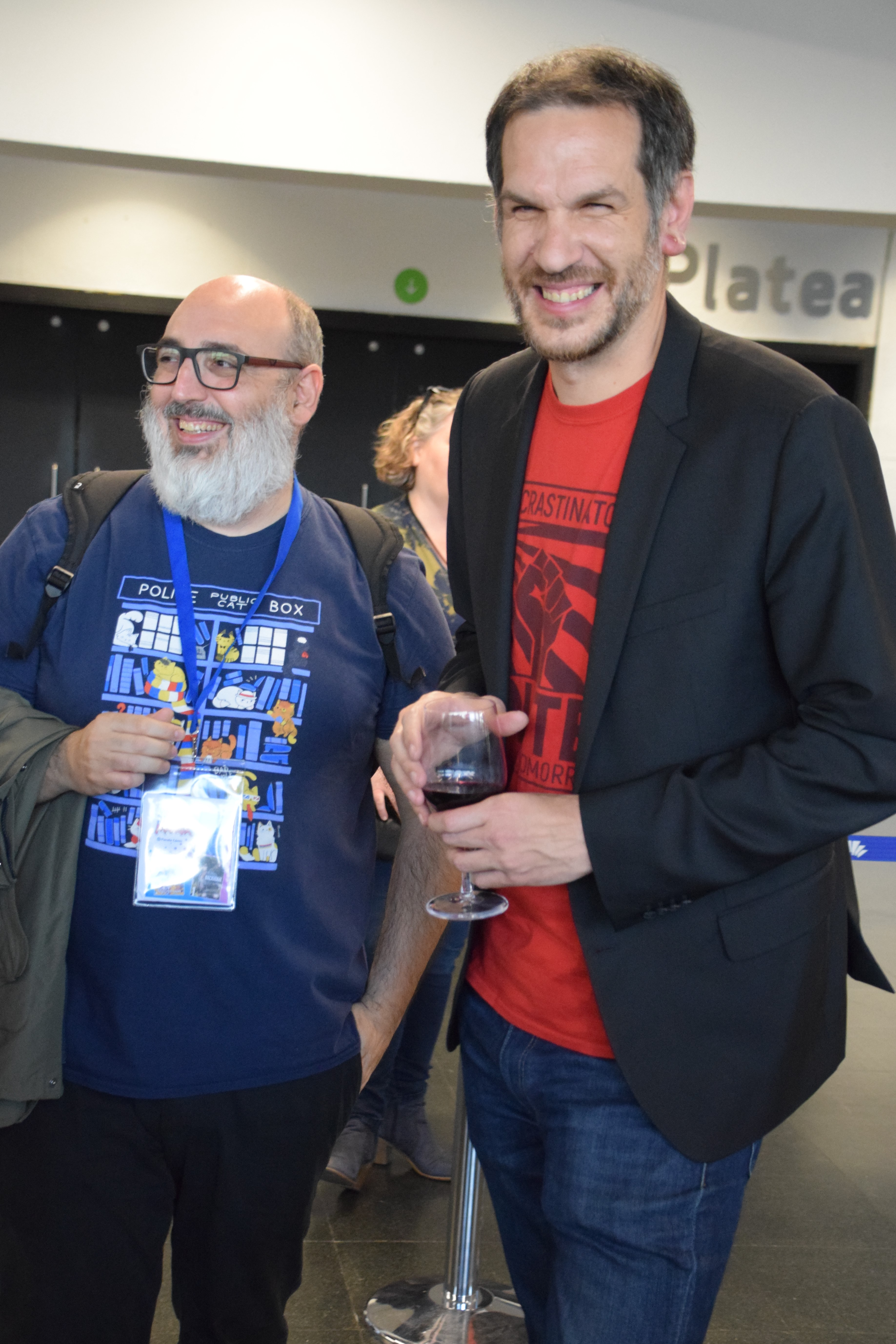
Els divulgadors Manu González i Oriol Estrada.
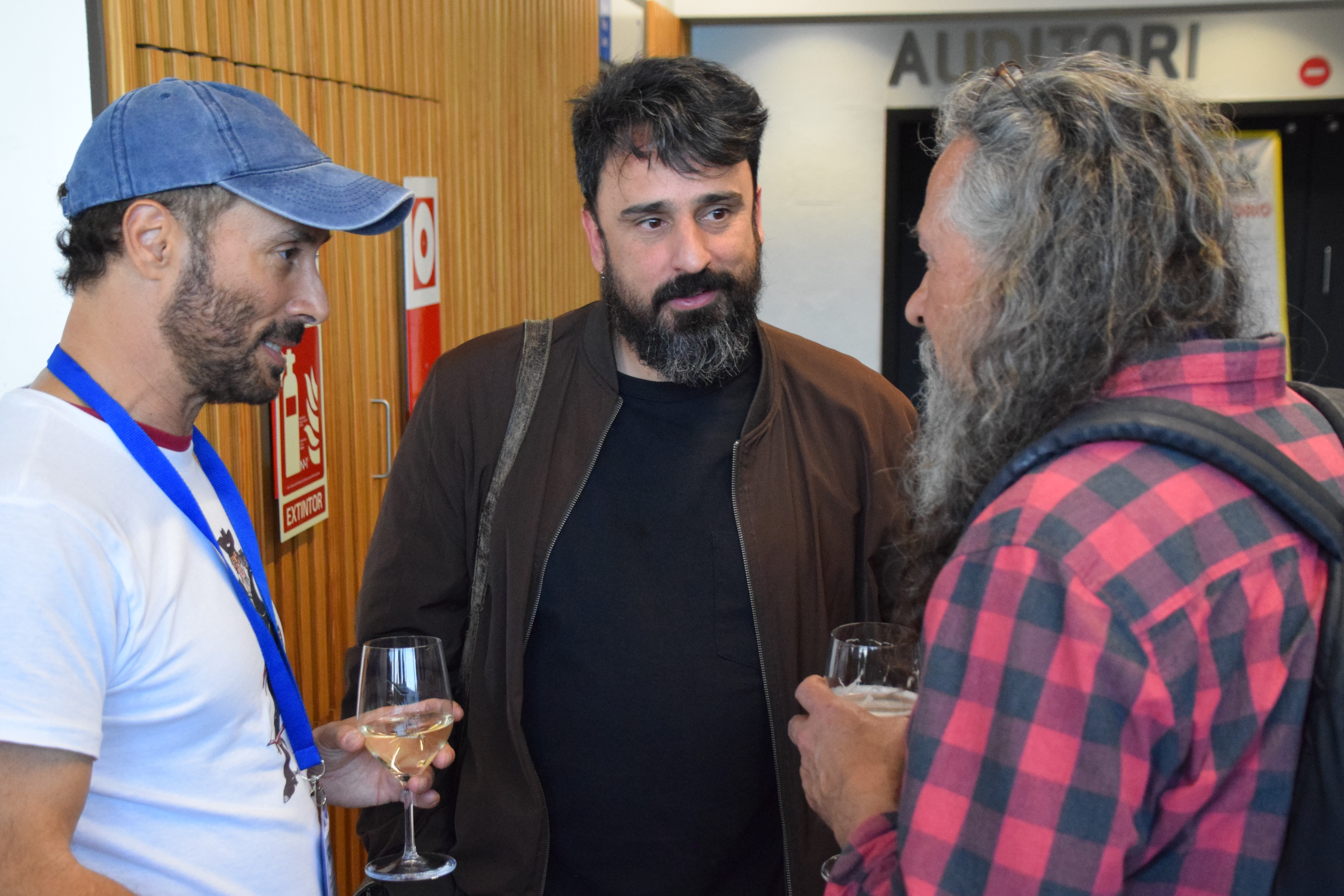
L'editor Jaume Bonfill amb Max.
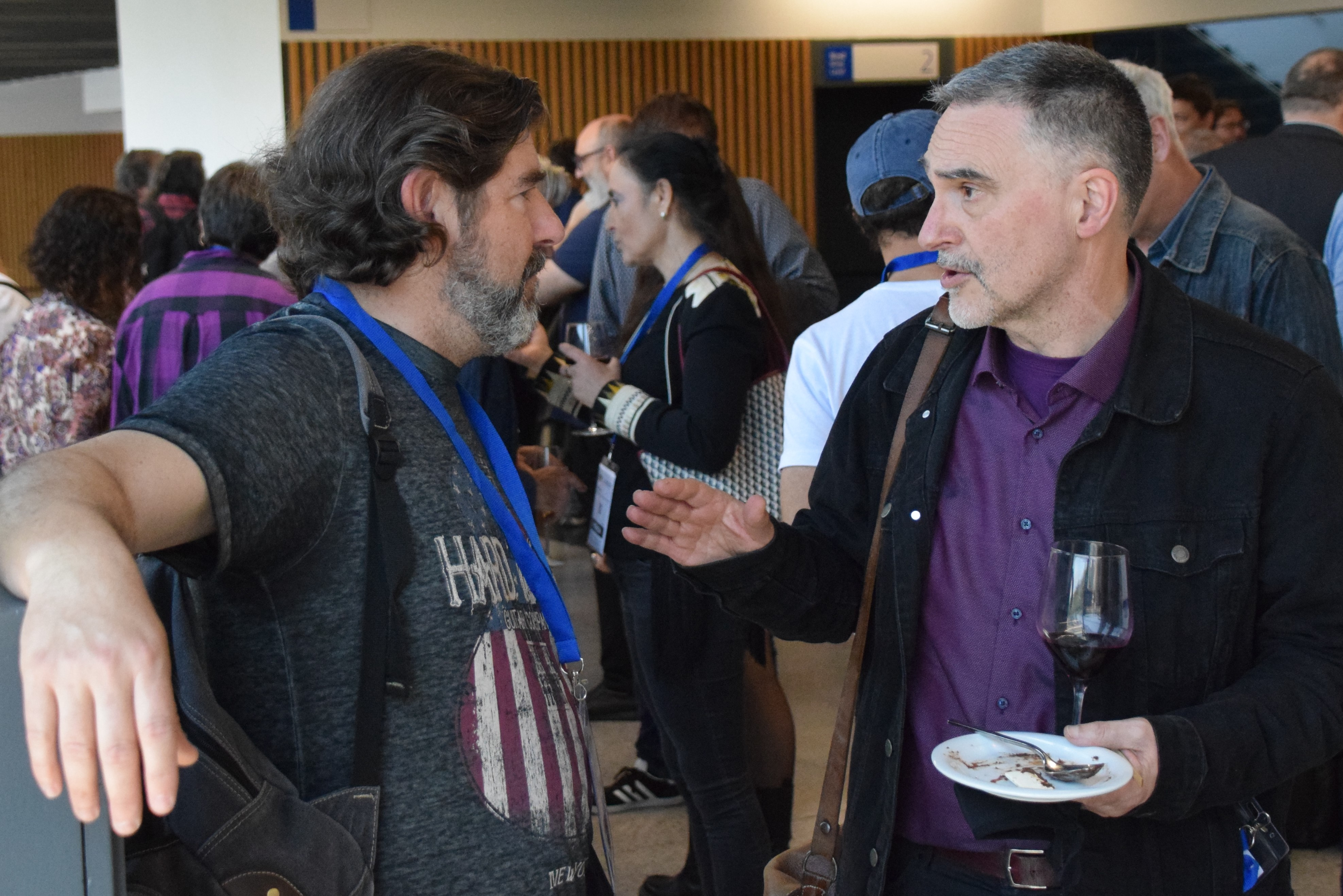
Juanjo Guarnido amb Miguelanxo Prado.
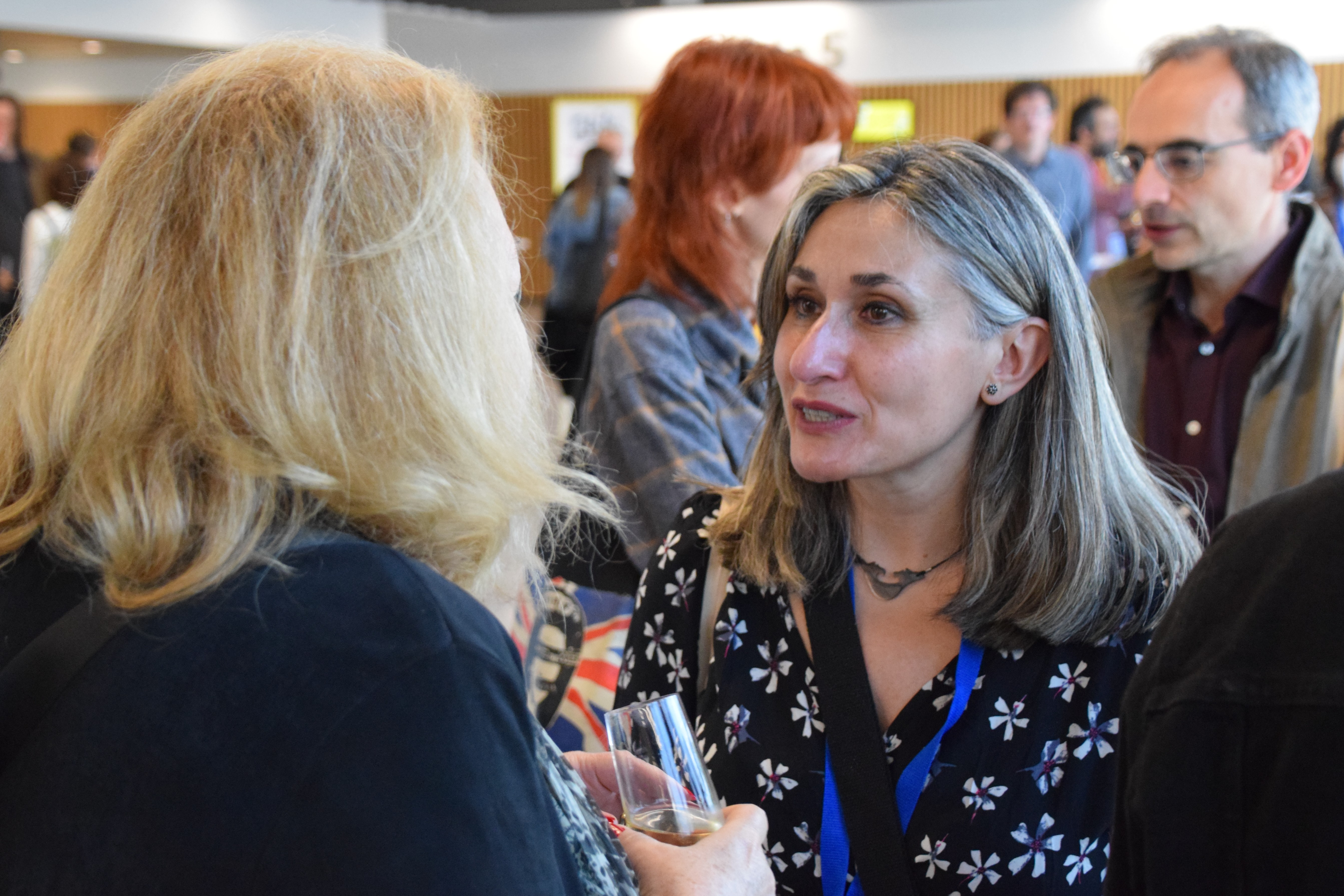
Marika conversant amb Teresa Valero.
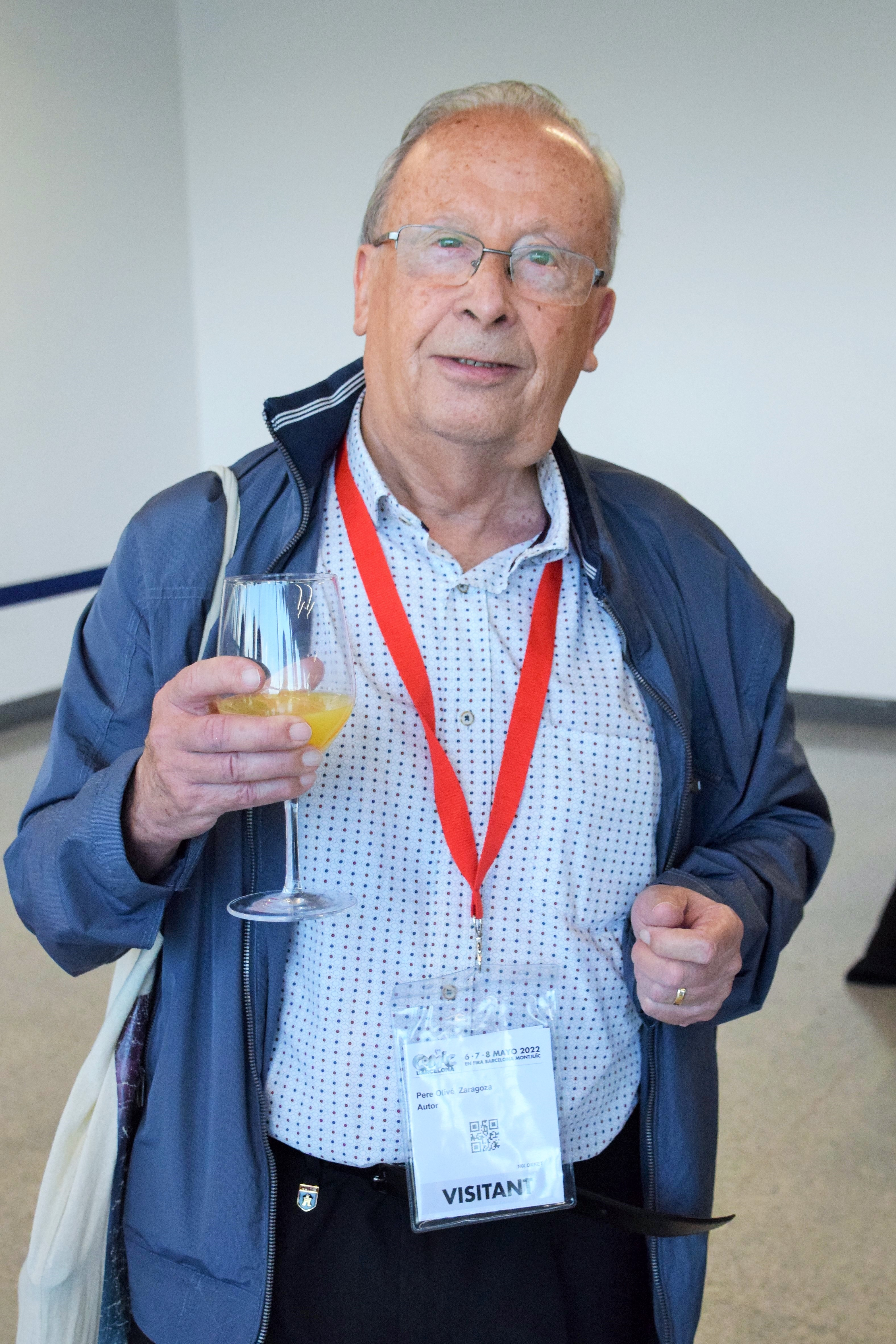
El dibuixant Pere Olivé fent un brindis.
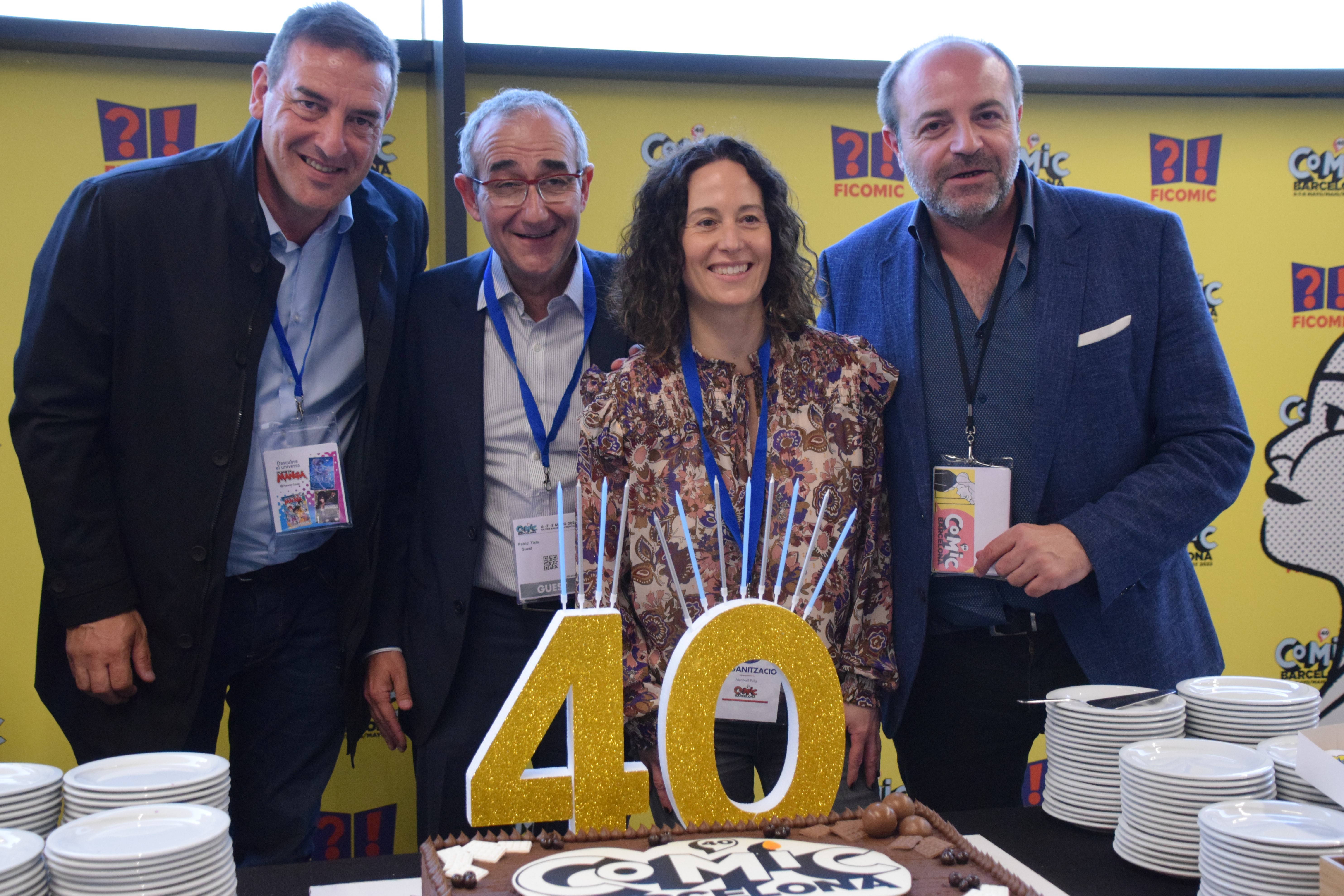
Meritxell Puig amb Patrici Tixis.
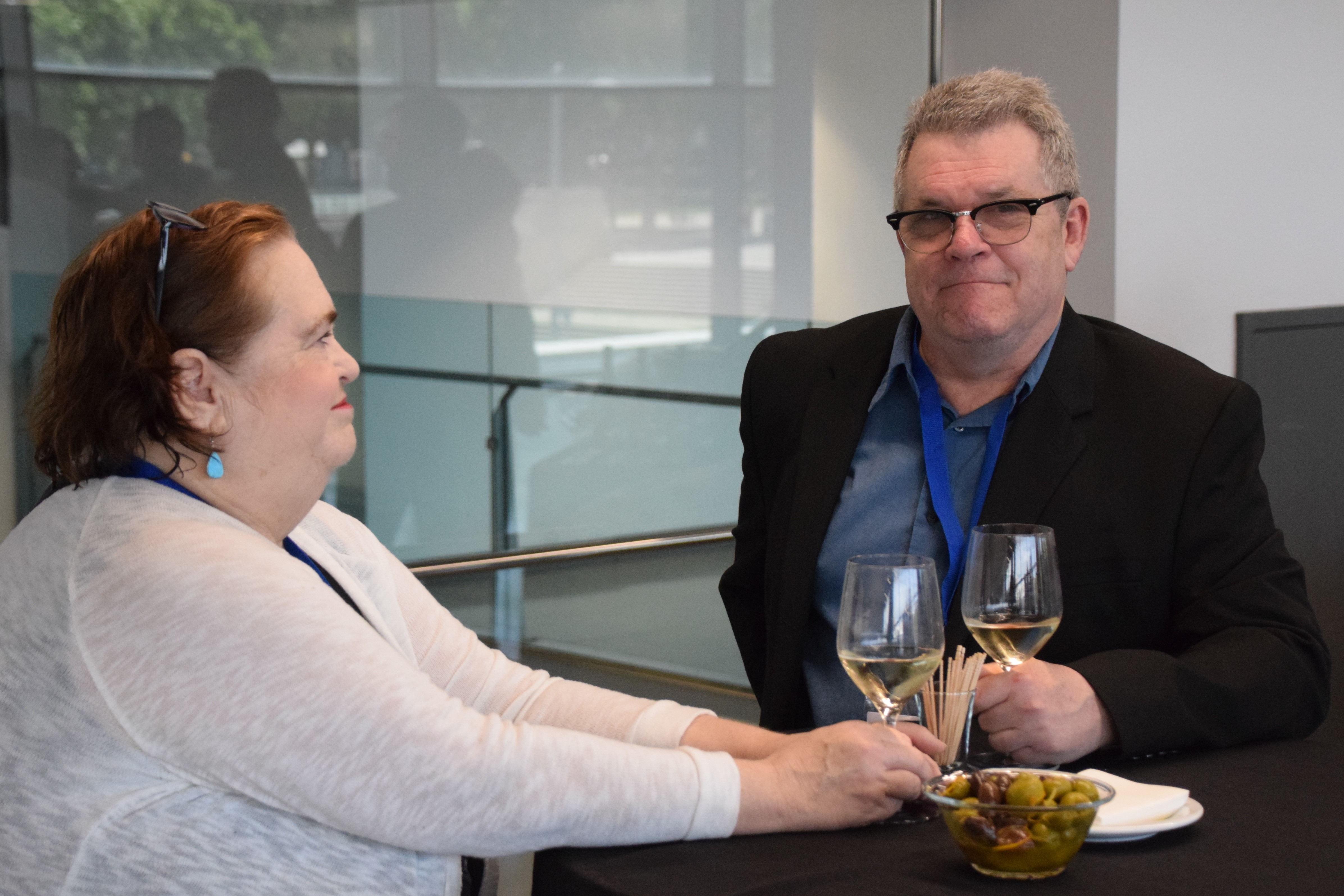
L'autor americà Peter Bagge.
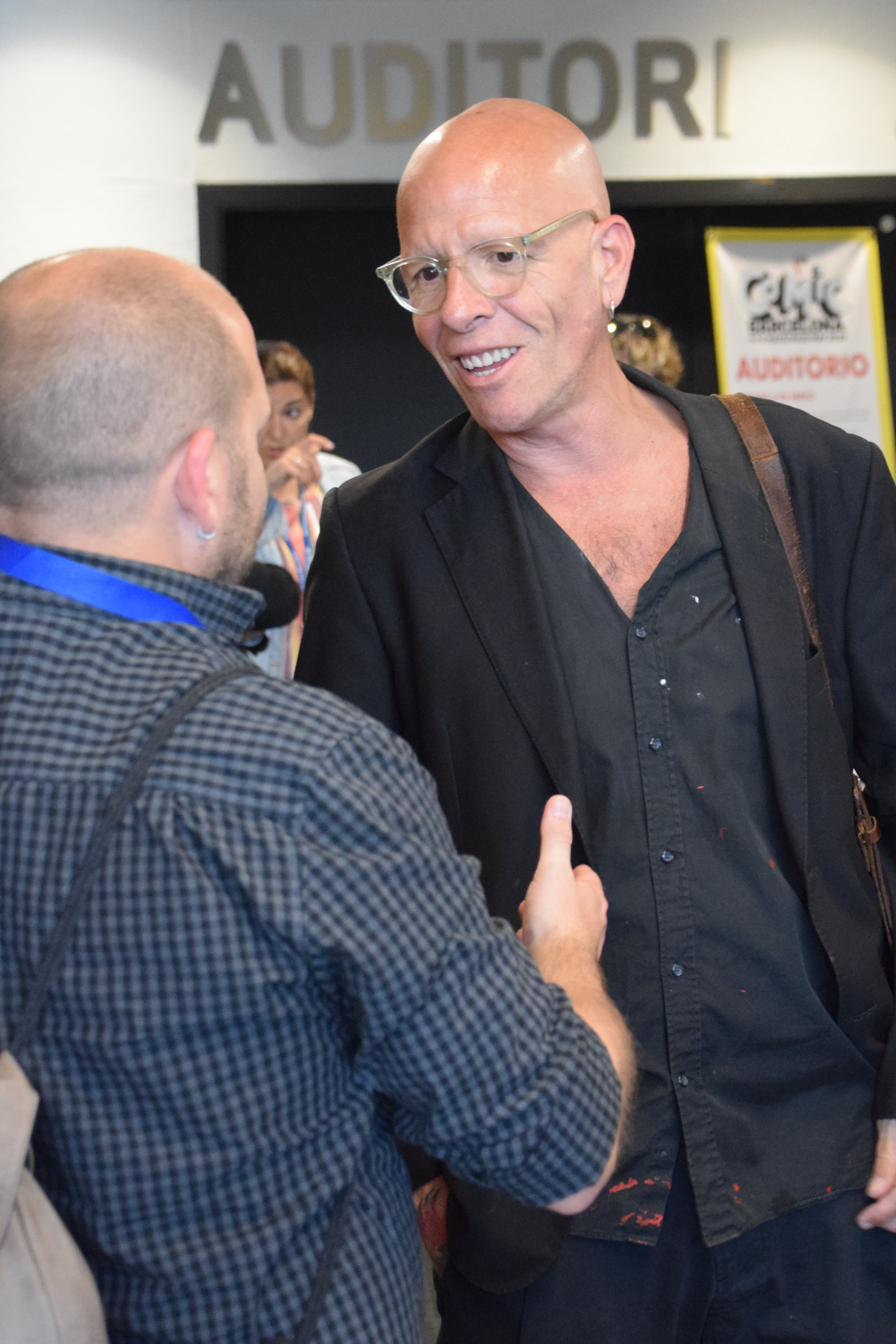
Santiago Sequeiros conversant a la festa.
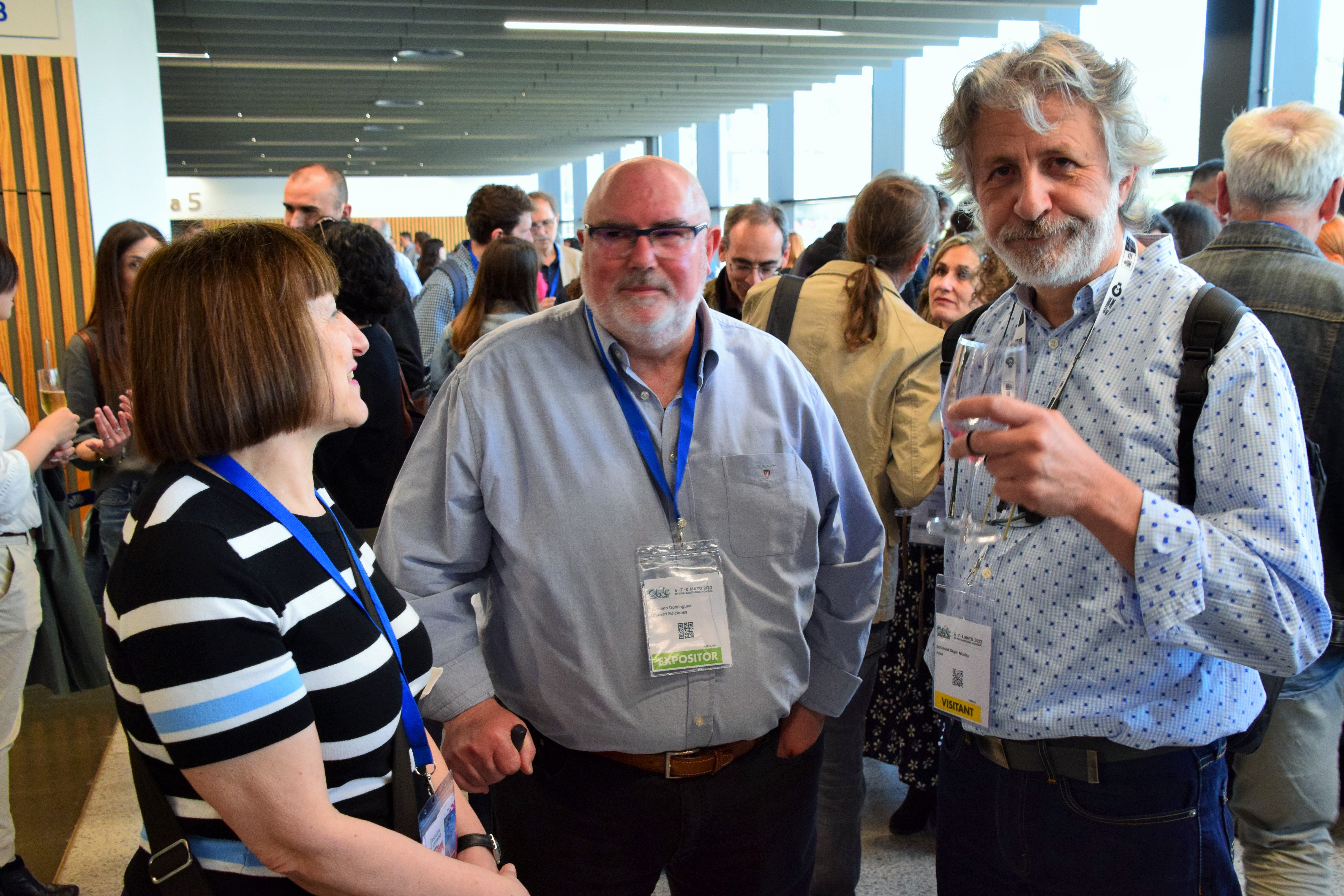
Laureano Domínguez amb T. Seguí i L. Vernetti.
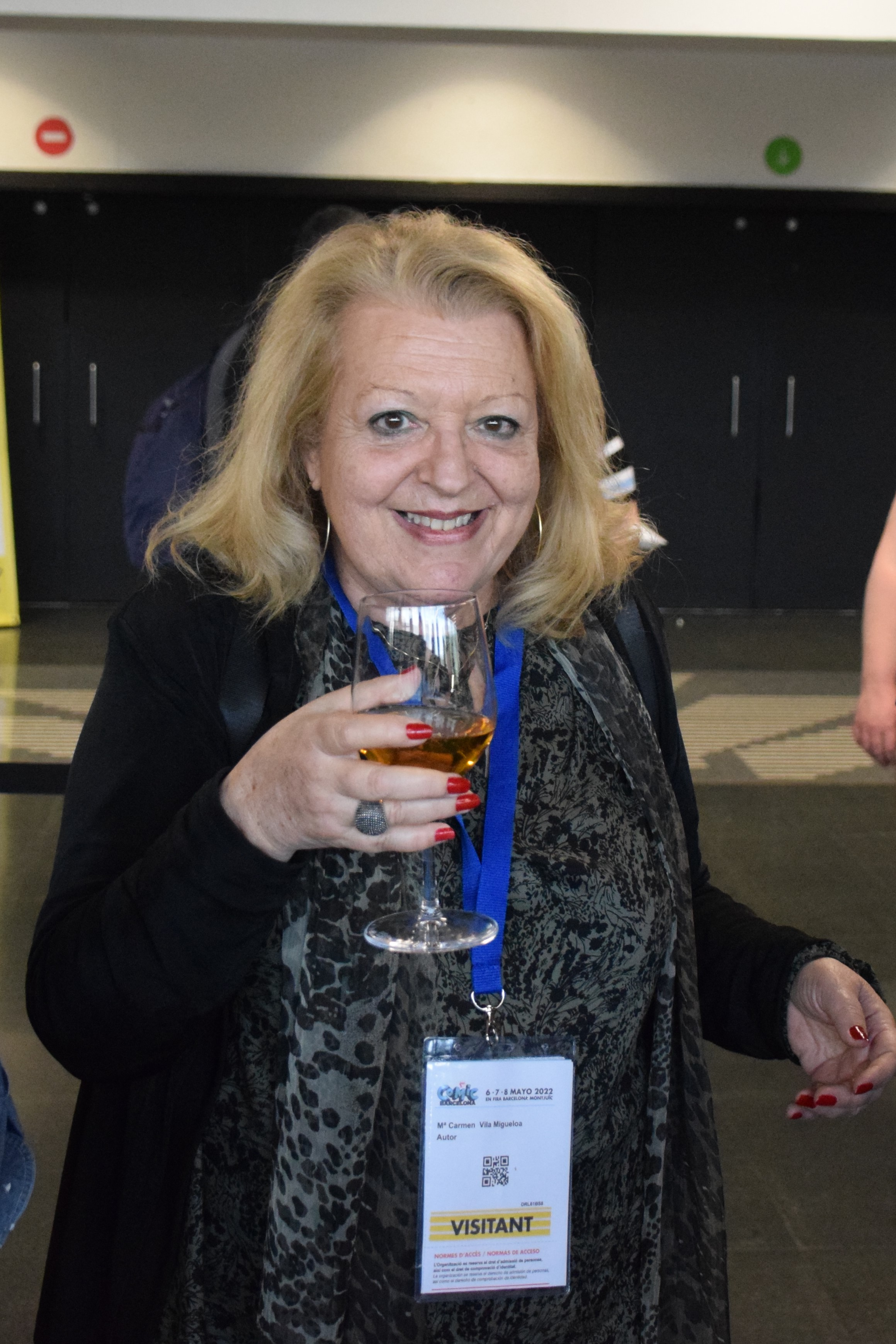
Marika brindant amb cava.

Autors i editors

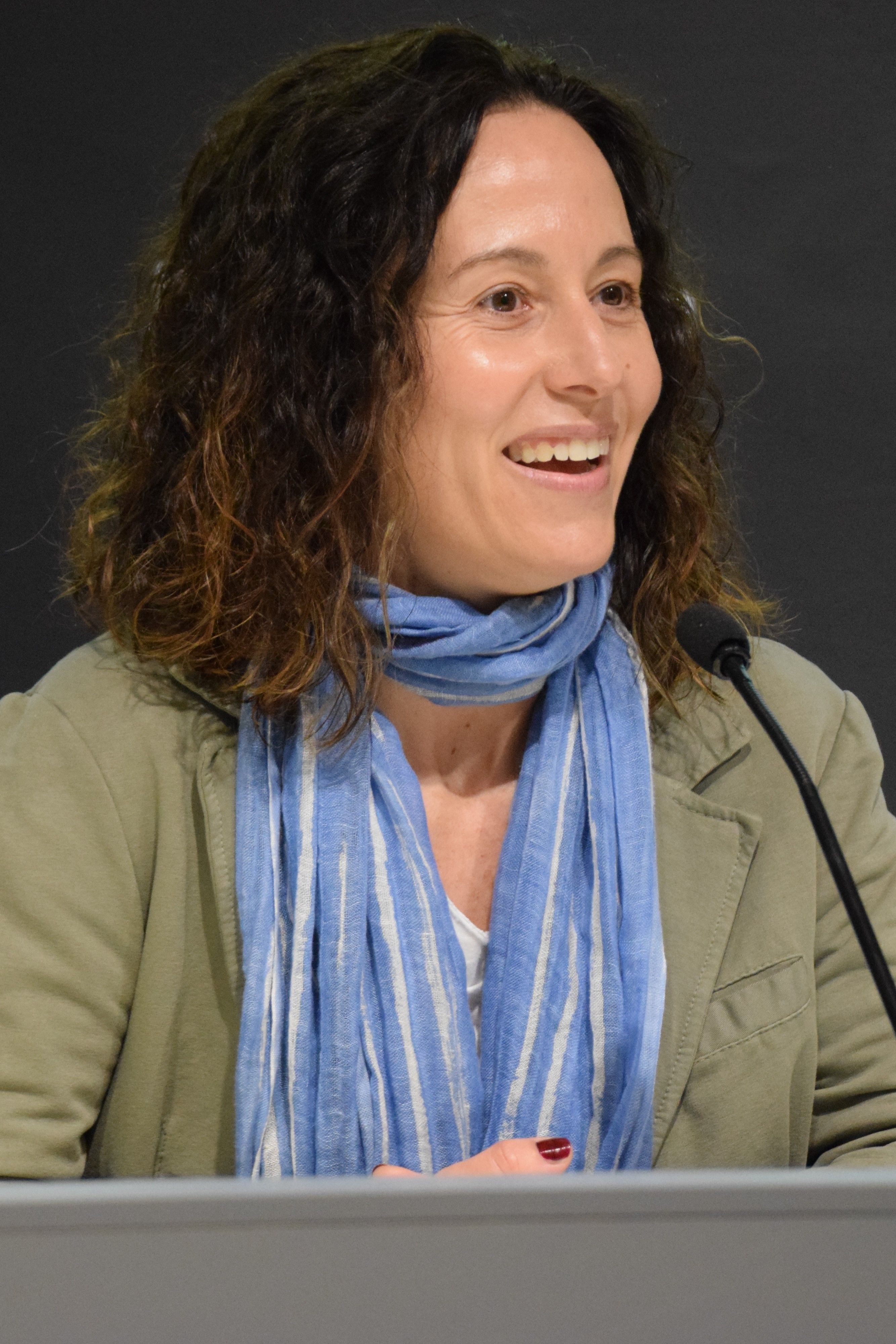
Meritxell Puig en una roda de premsa.
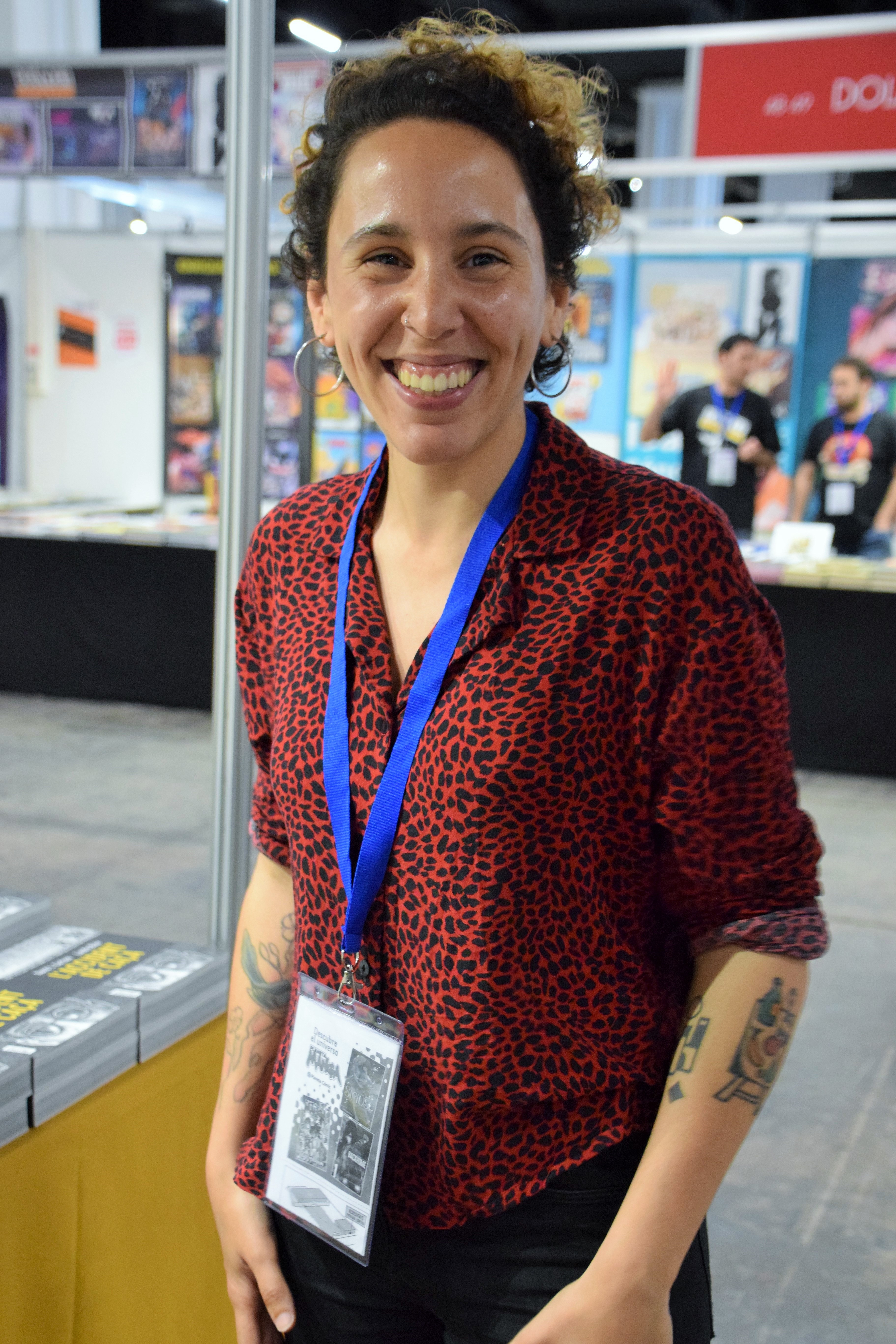
L'autora Nadia Hafid.
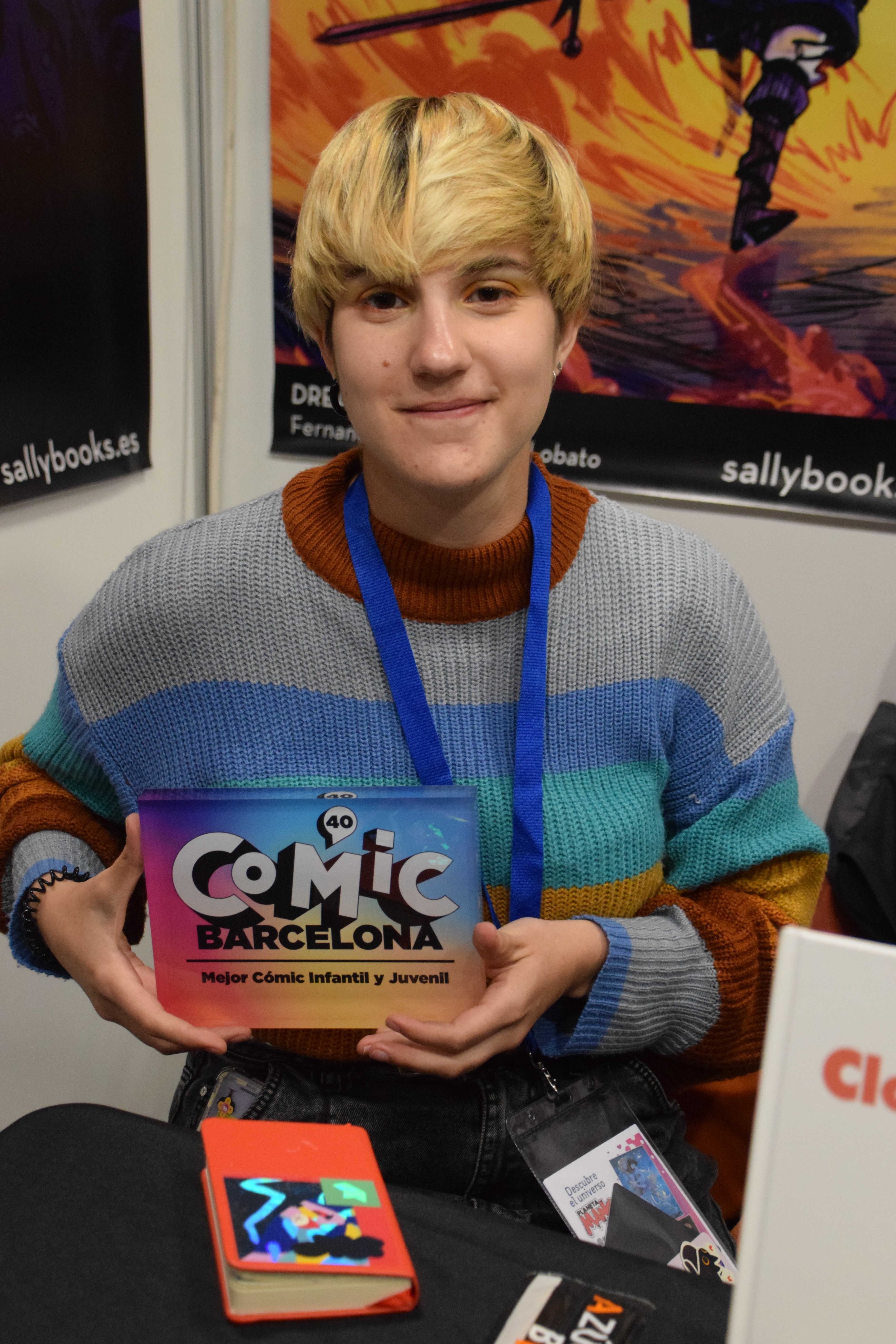
Rut Pedreño, guanyadora del millor còmic infantil.
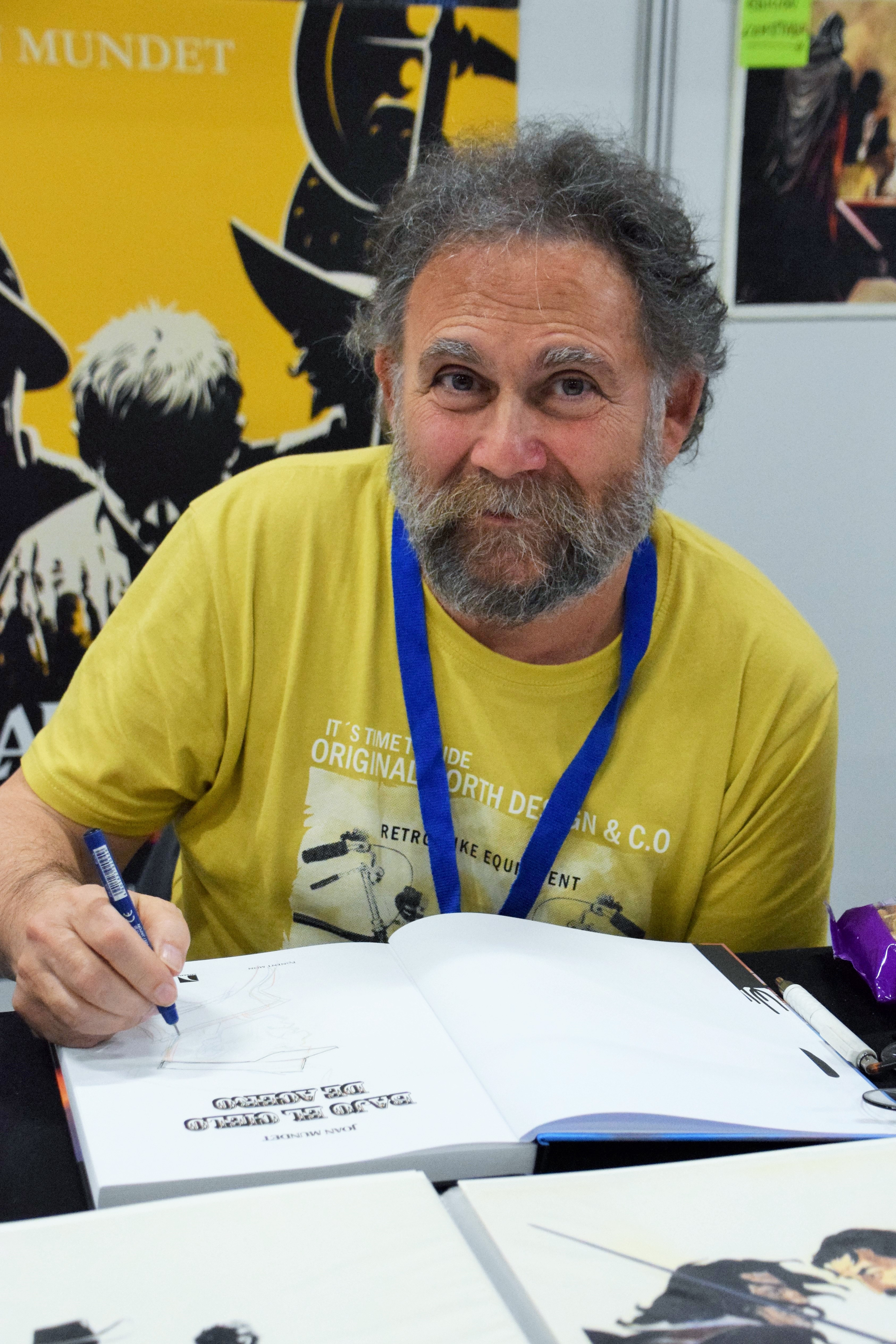
Joan Mundet signant exemplars.
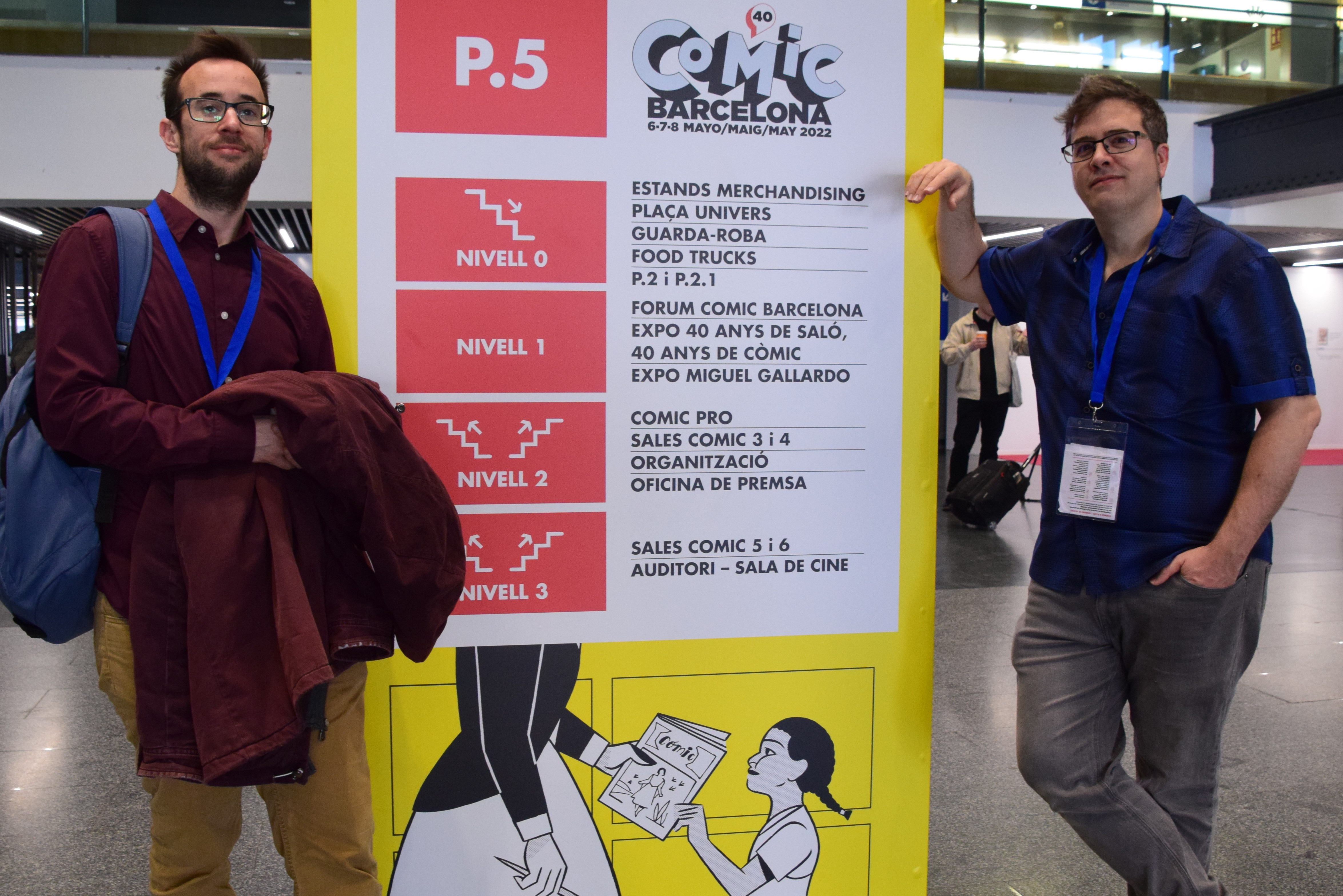
S. Jiménez i D. Pérez, nominats al millor còmic infantil.
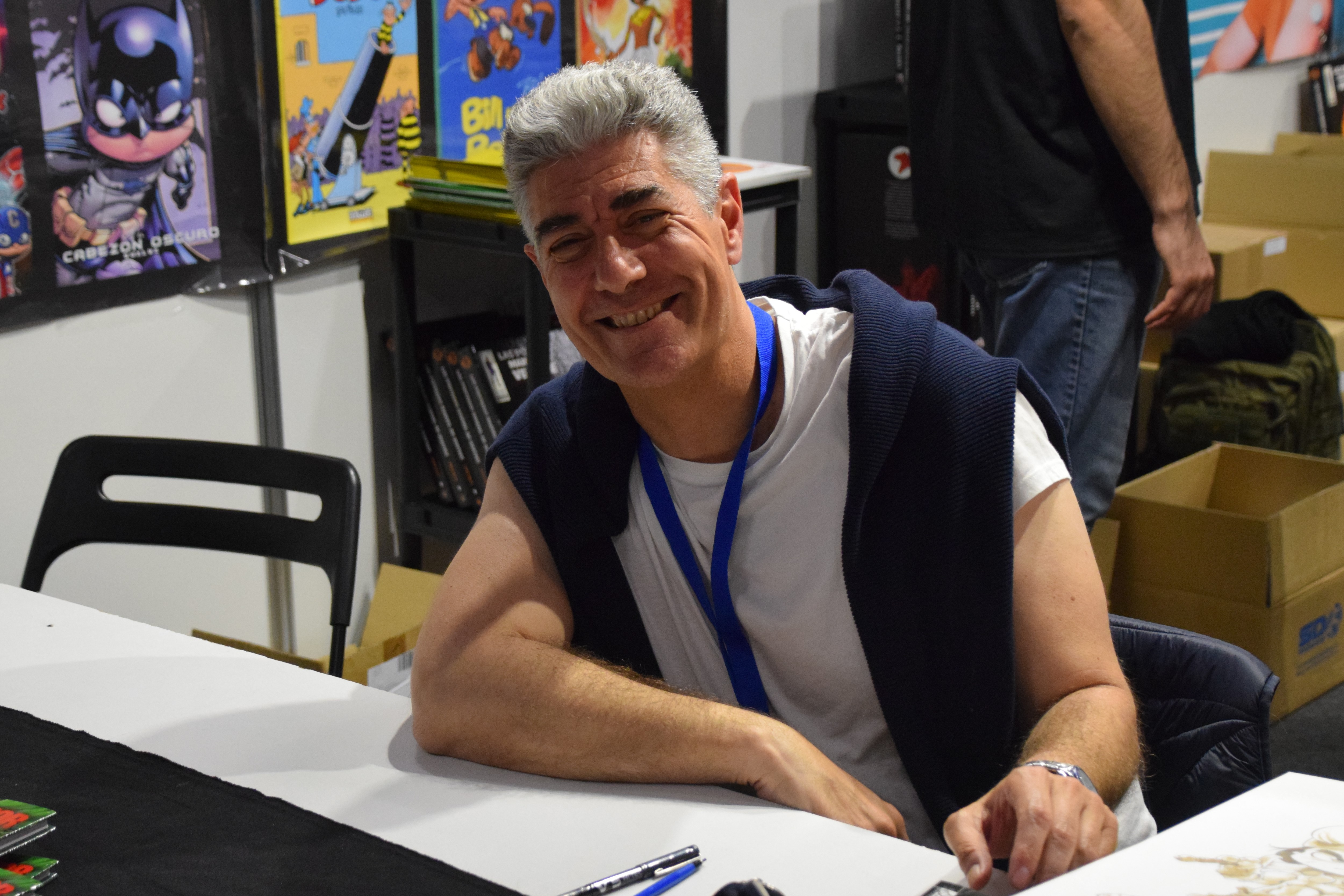
El dibuixant Enrique V. Vegas.
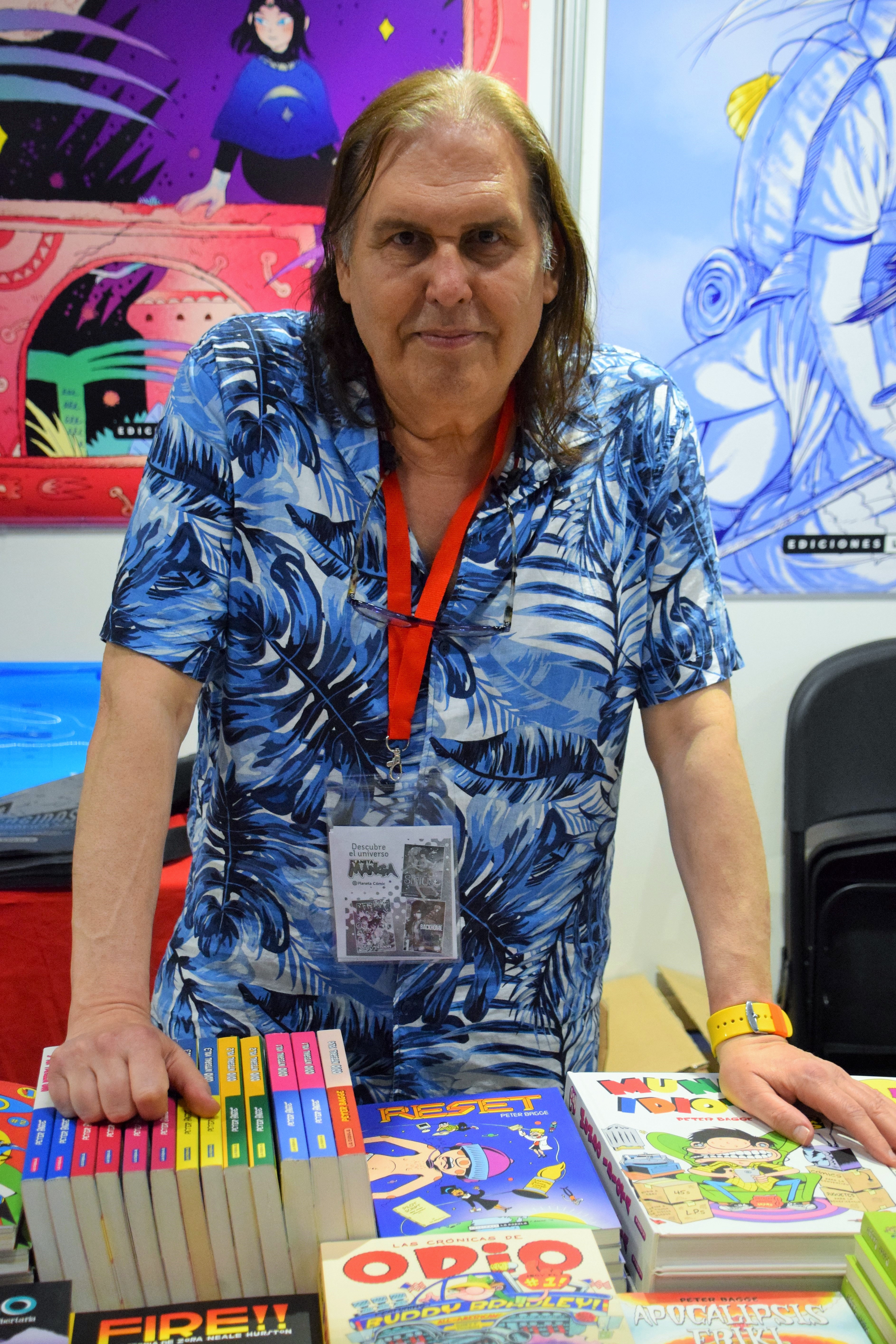
Emili Bernárdez, editor de La Cúpula.
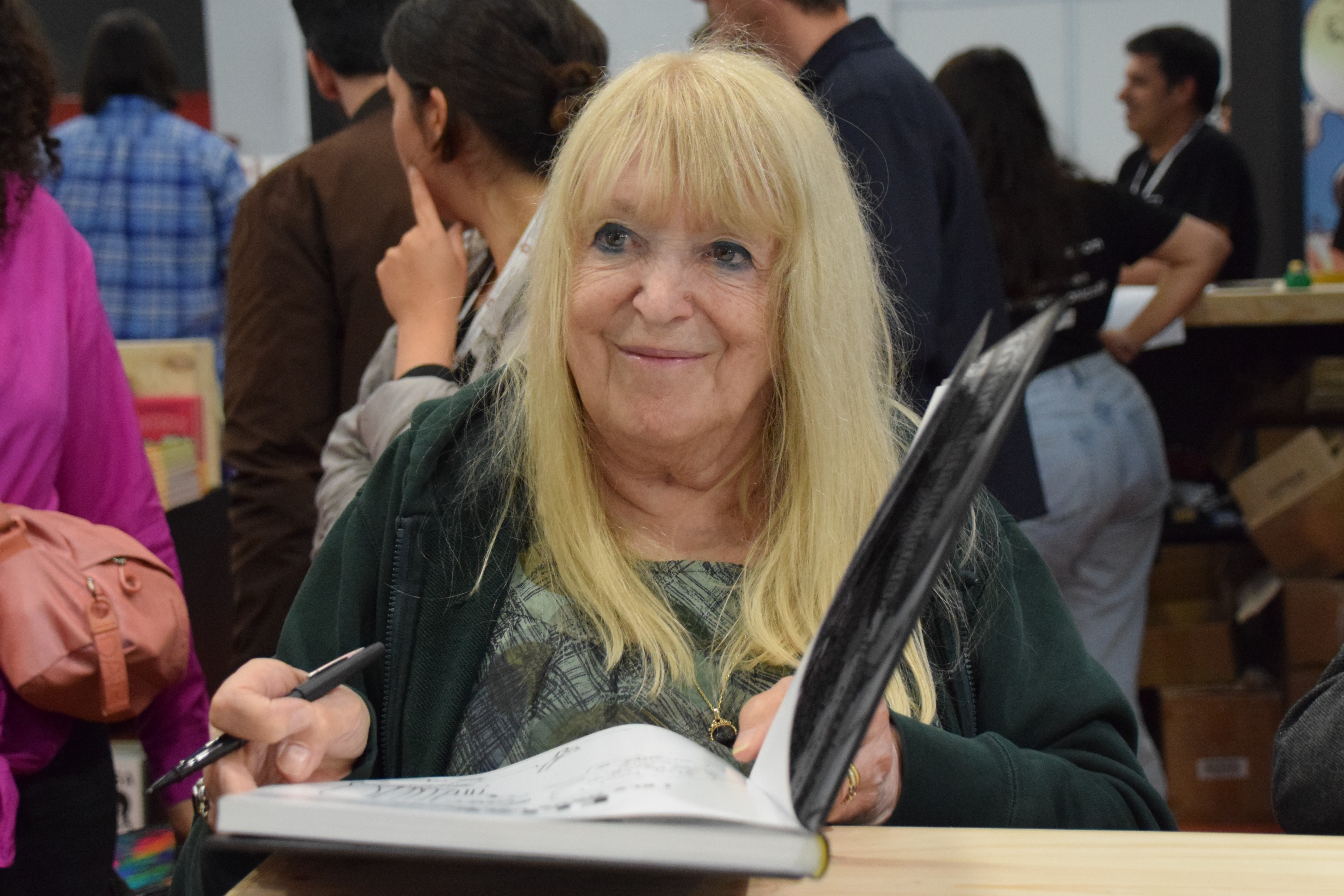
La cantautora Dominique Grange dedicant exemplars.
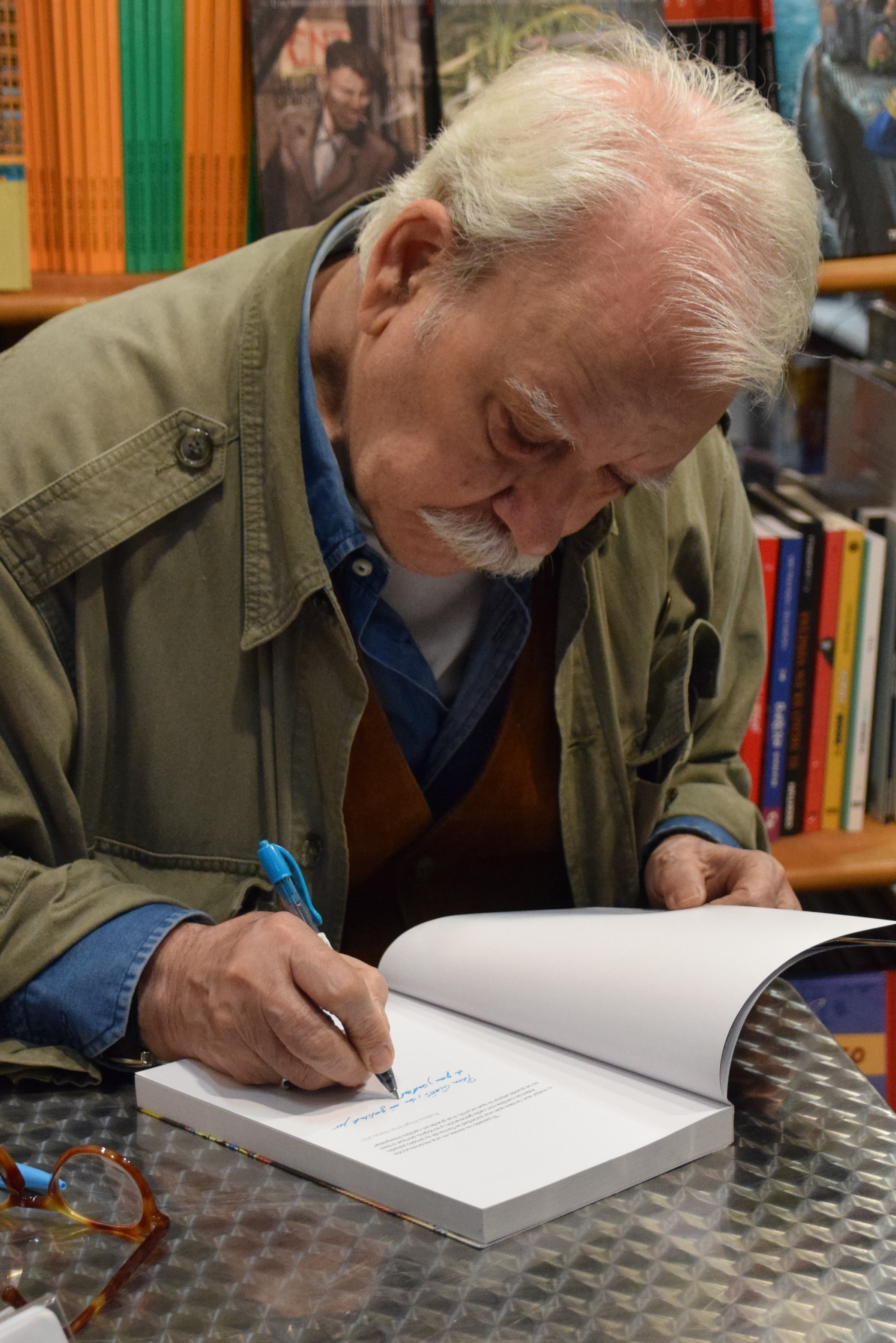
Antonio Martín dedicant exemplars d'un dels seus llibres.
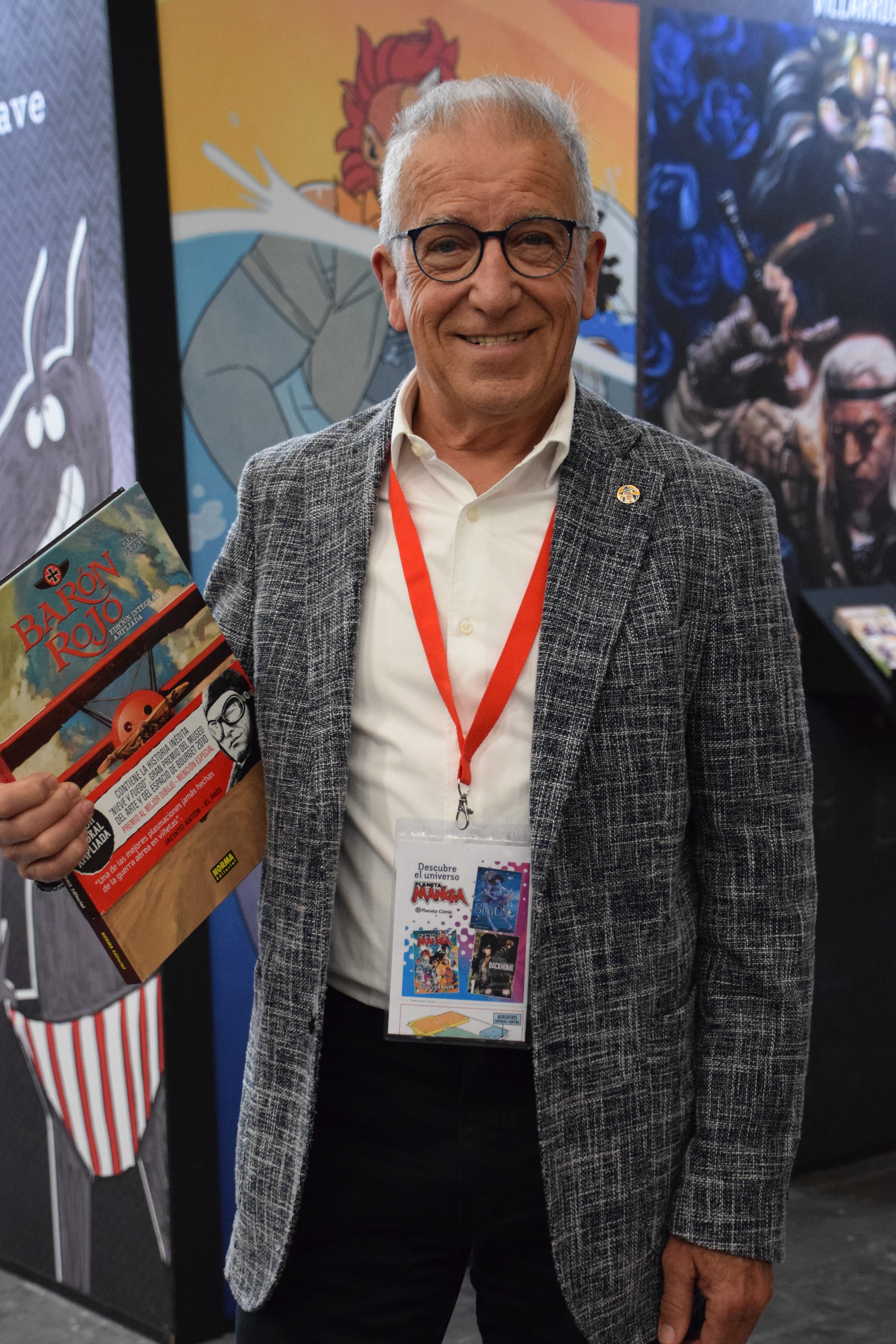
L'editor de Norma Rafa Martínez.
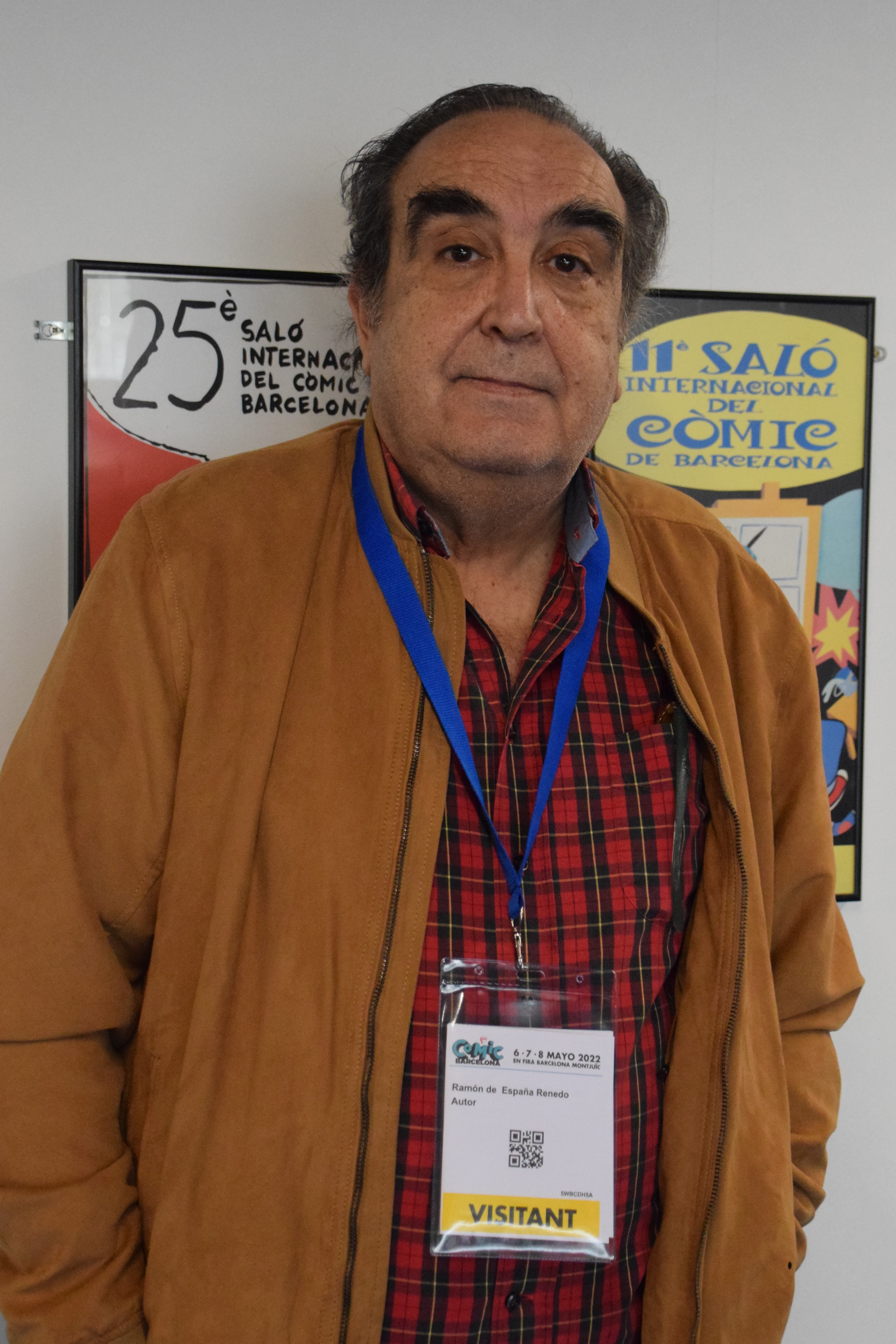
El crític i guionista Ramón de España.
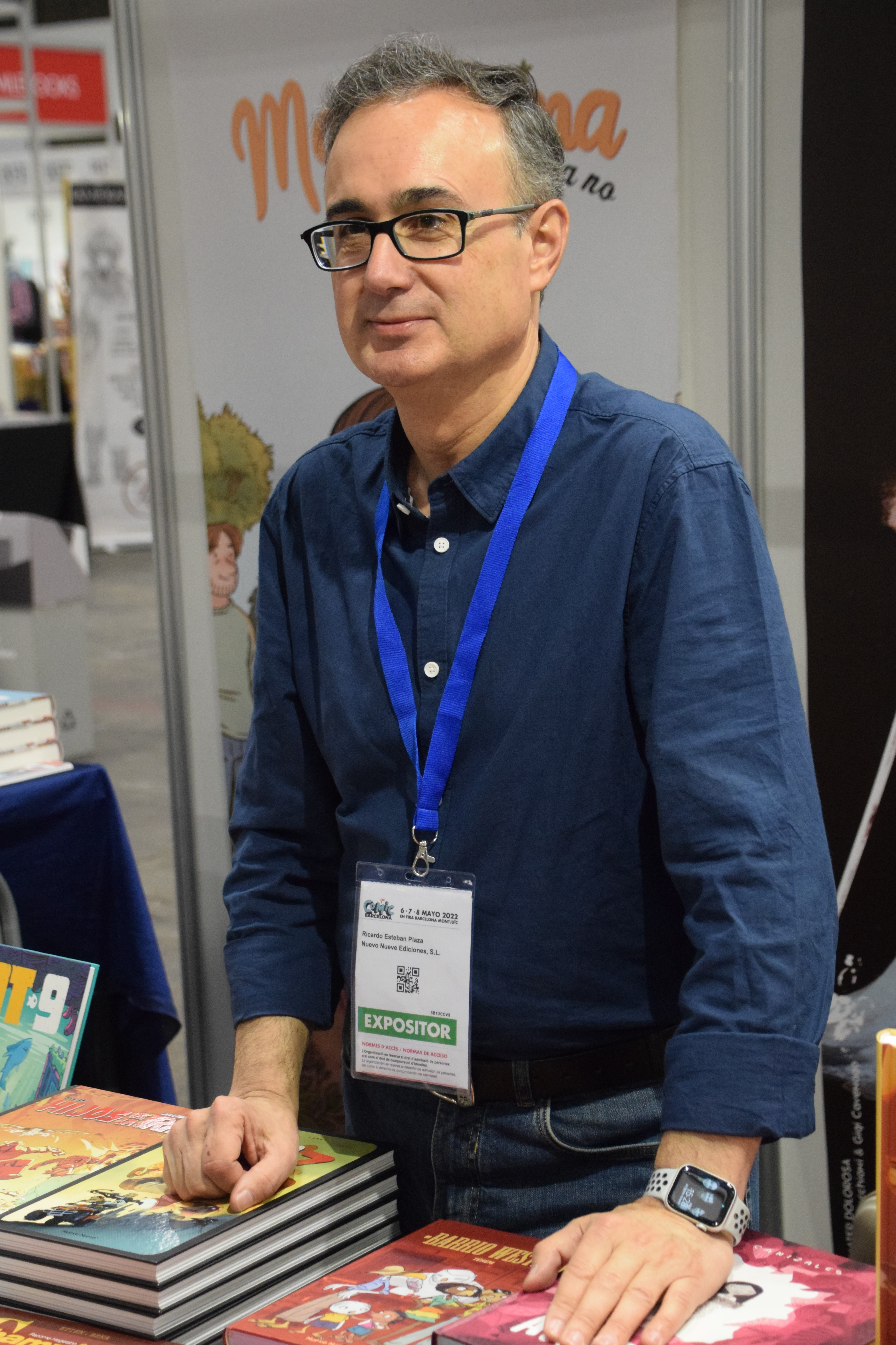
L'editor de Nuevo Nueve Ricardo Esteban.
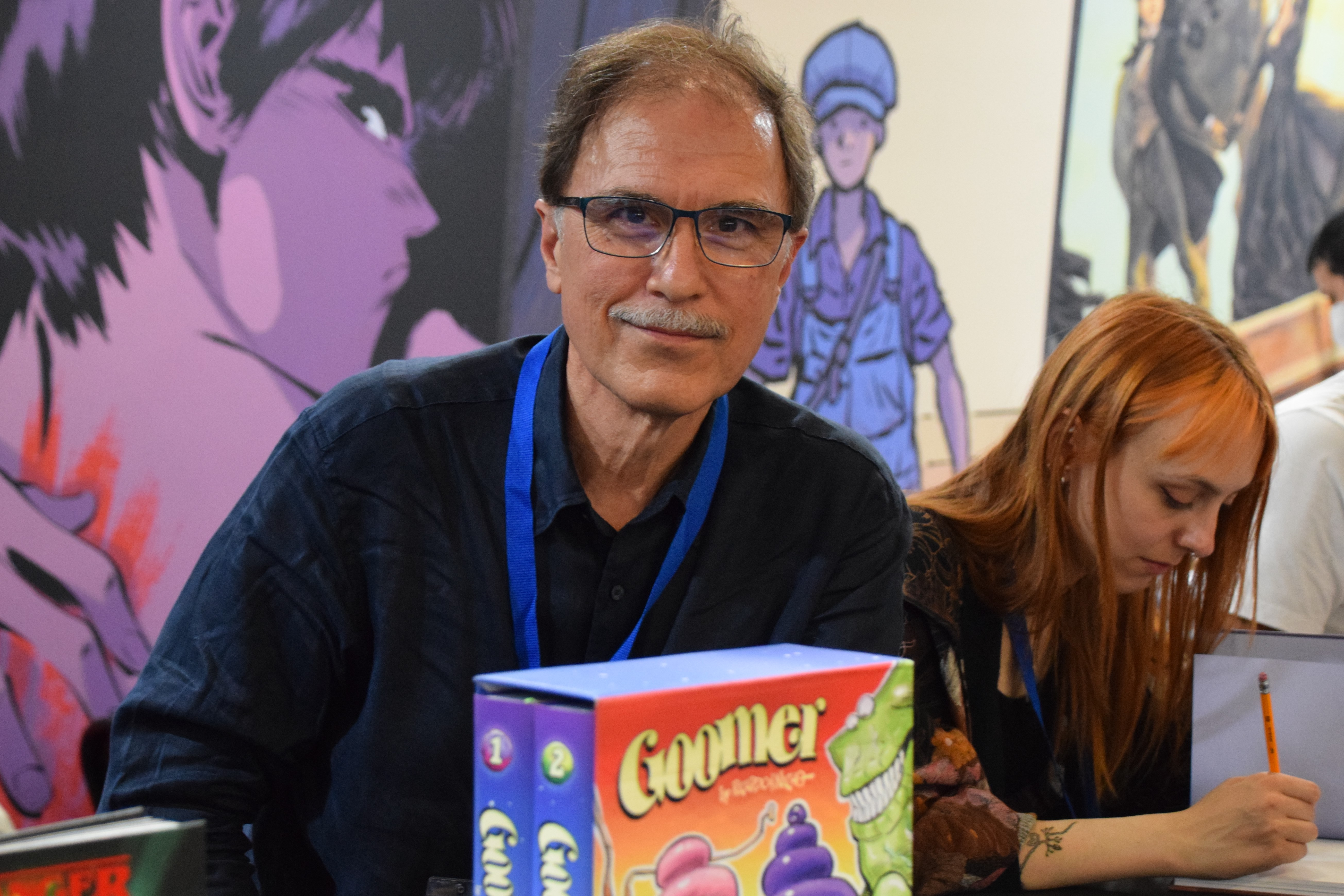
L'autor Ricardo, dedicant exemplars de Goomer.
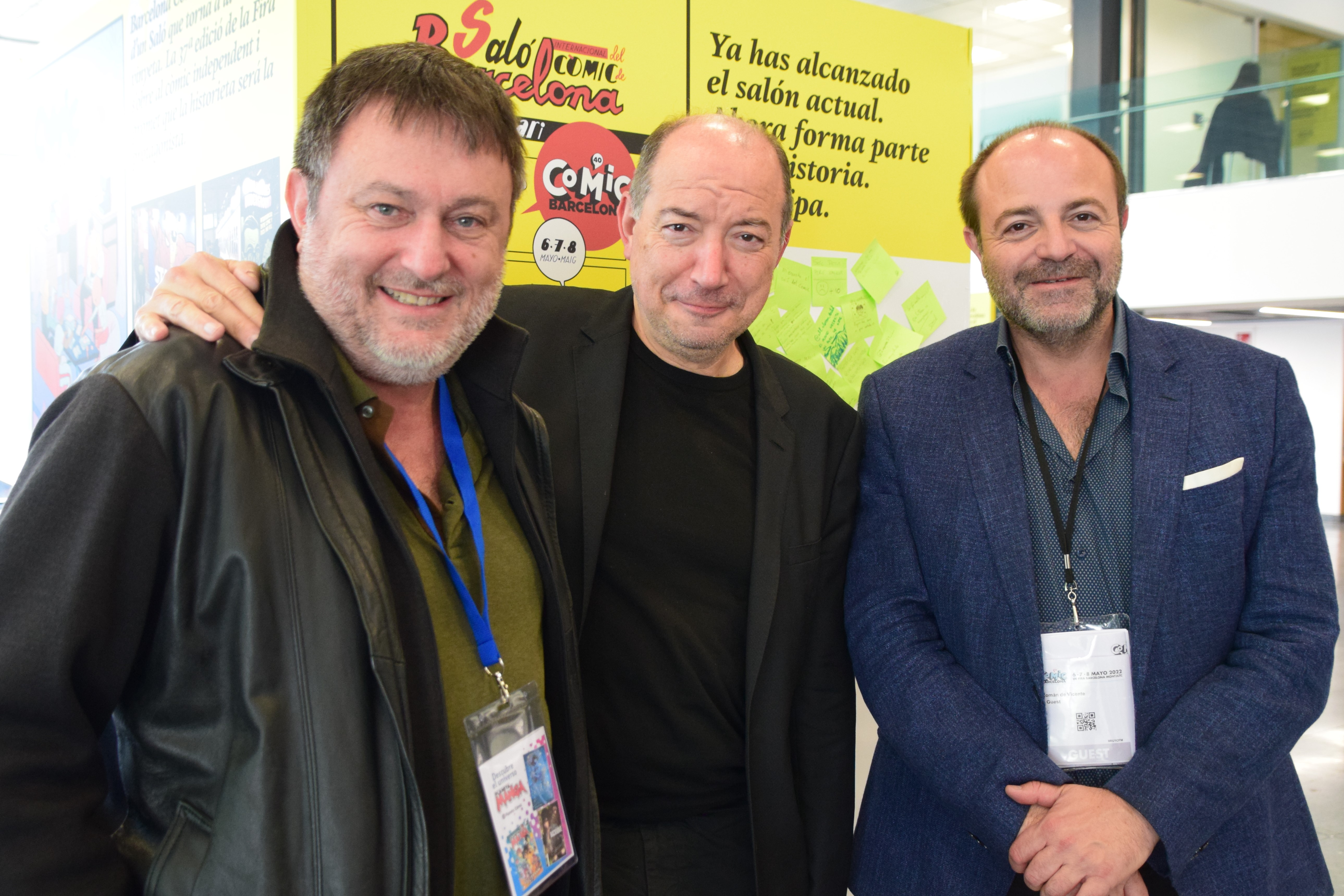
Salvador Cot, Vicent Sanchís i Román de Vicente.
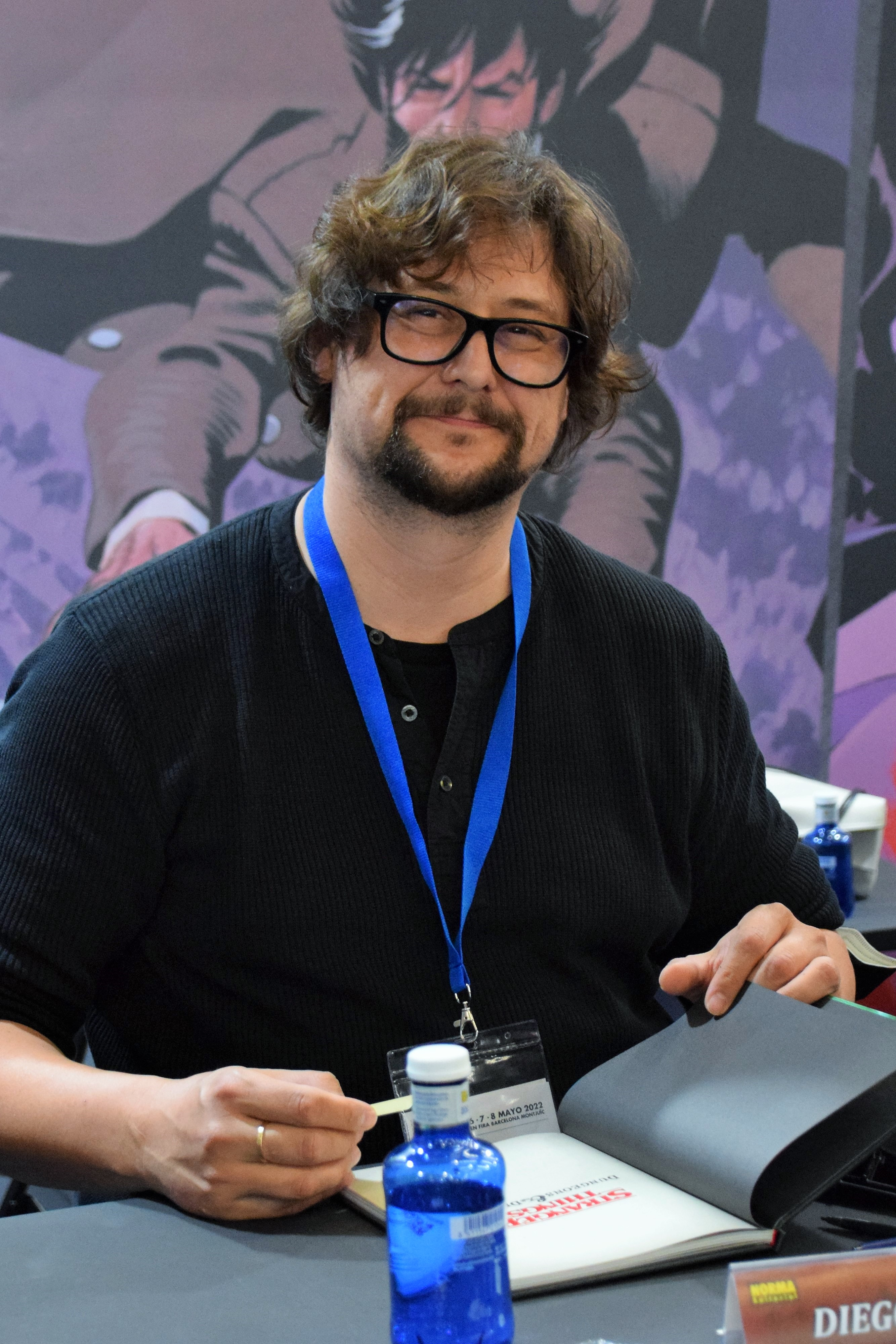
El dibuixant Diego Galindo.
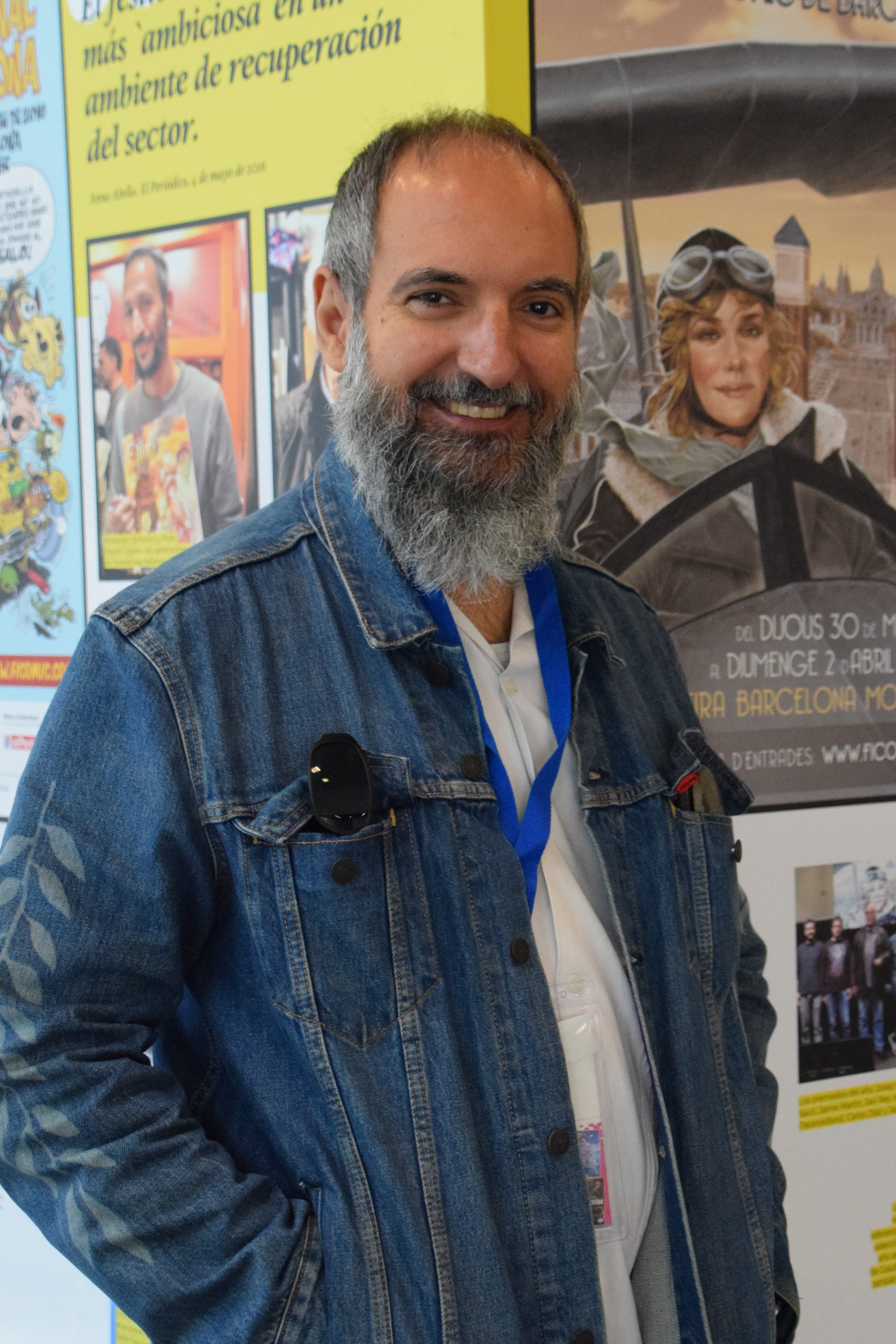
El divulgador Jordi Ojeda.
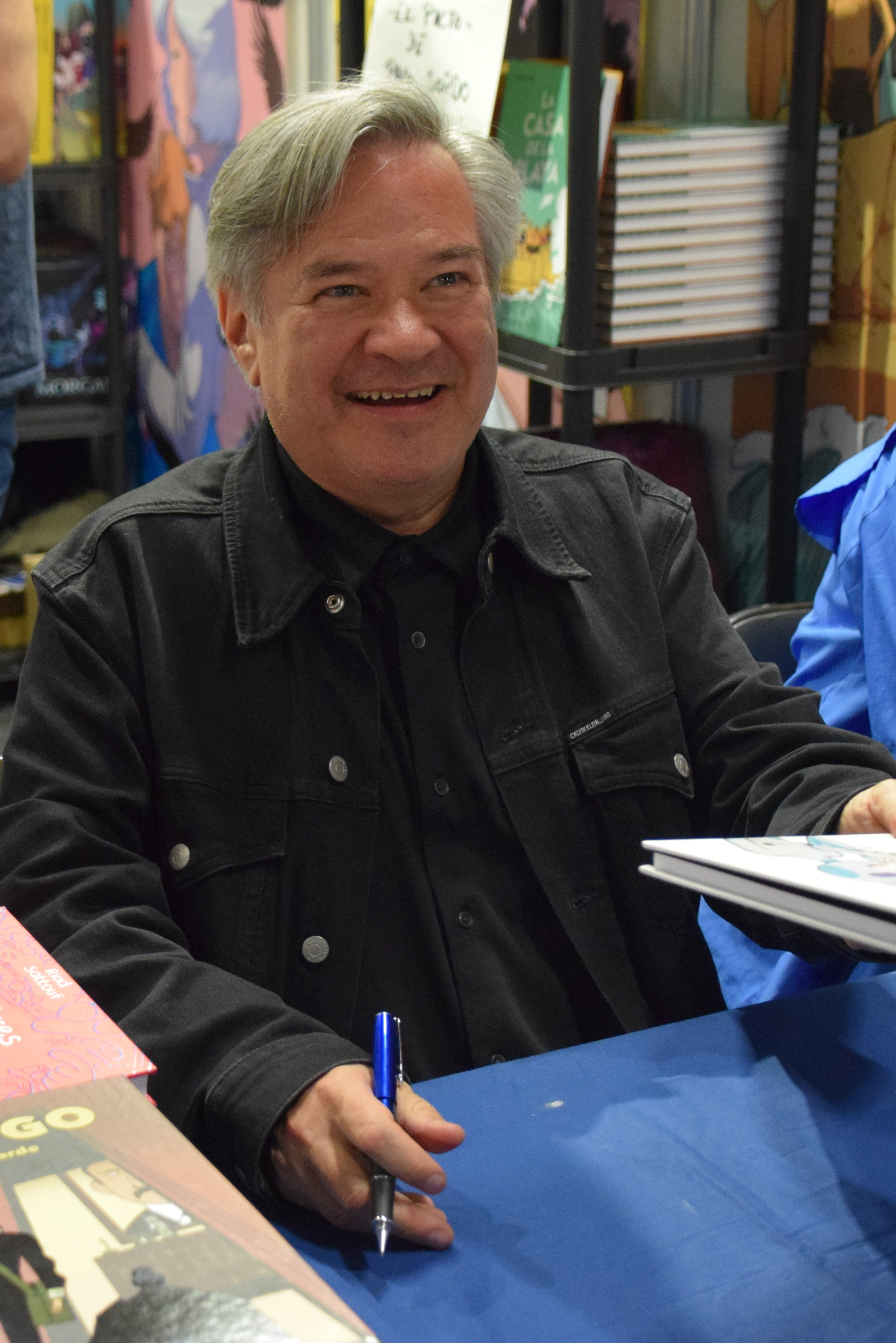
L'autor Miguel Ángel Martín.
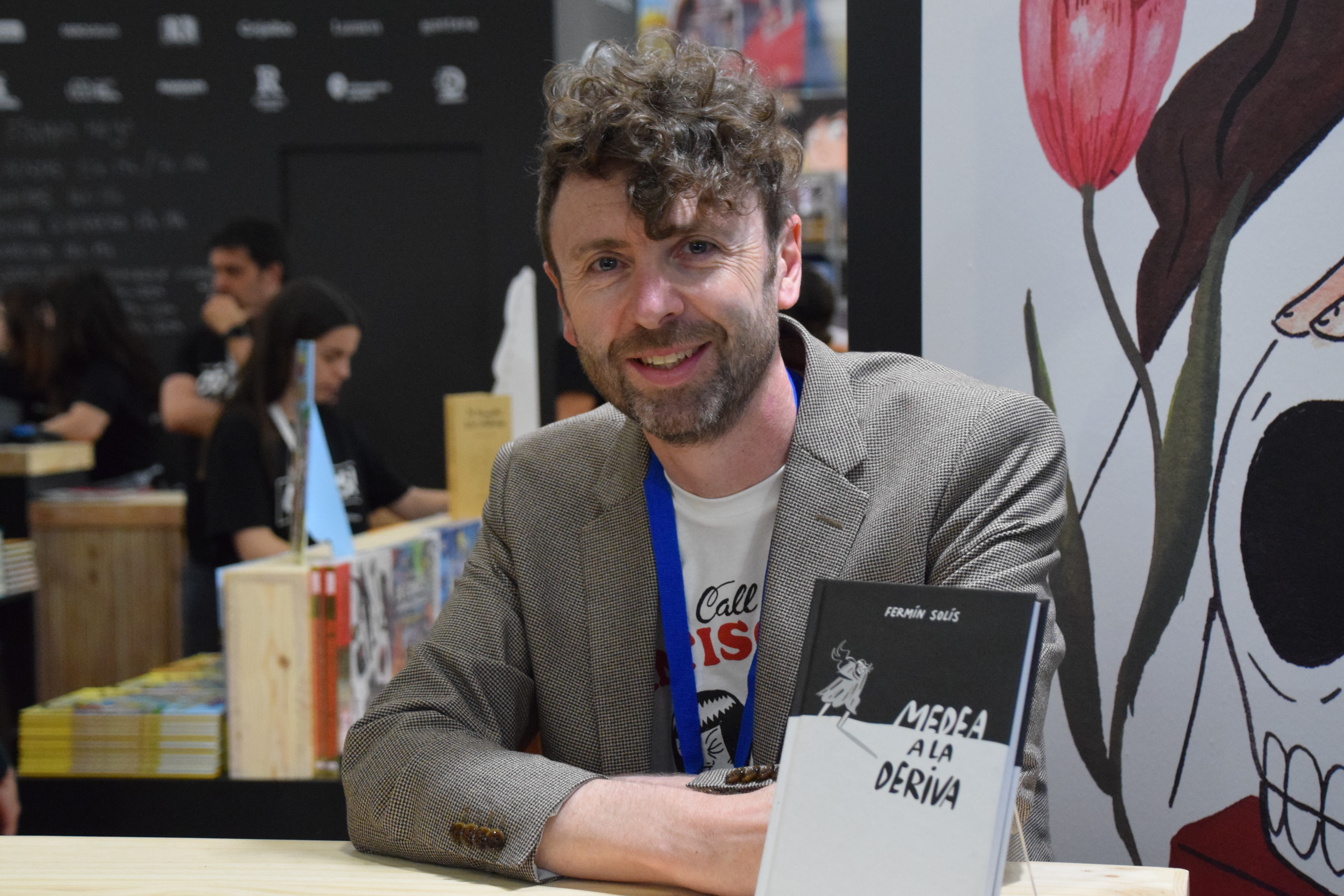
Fermín Solís firmant.
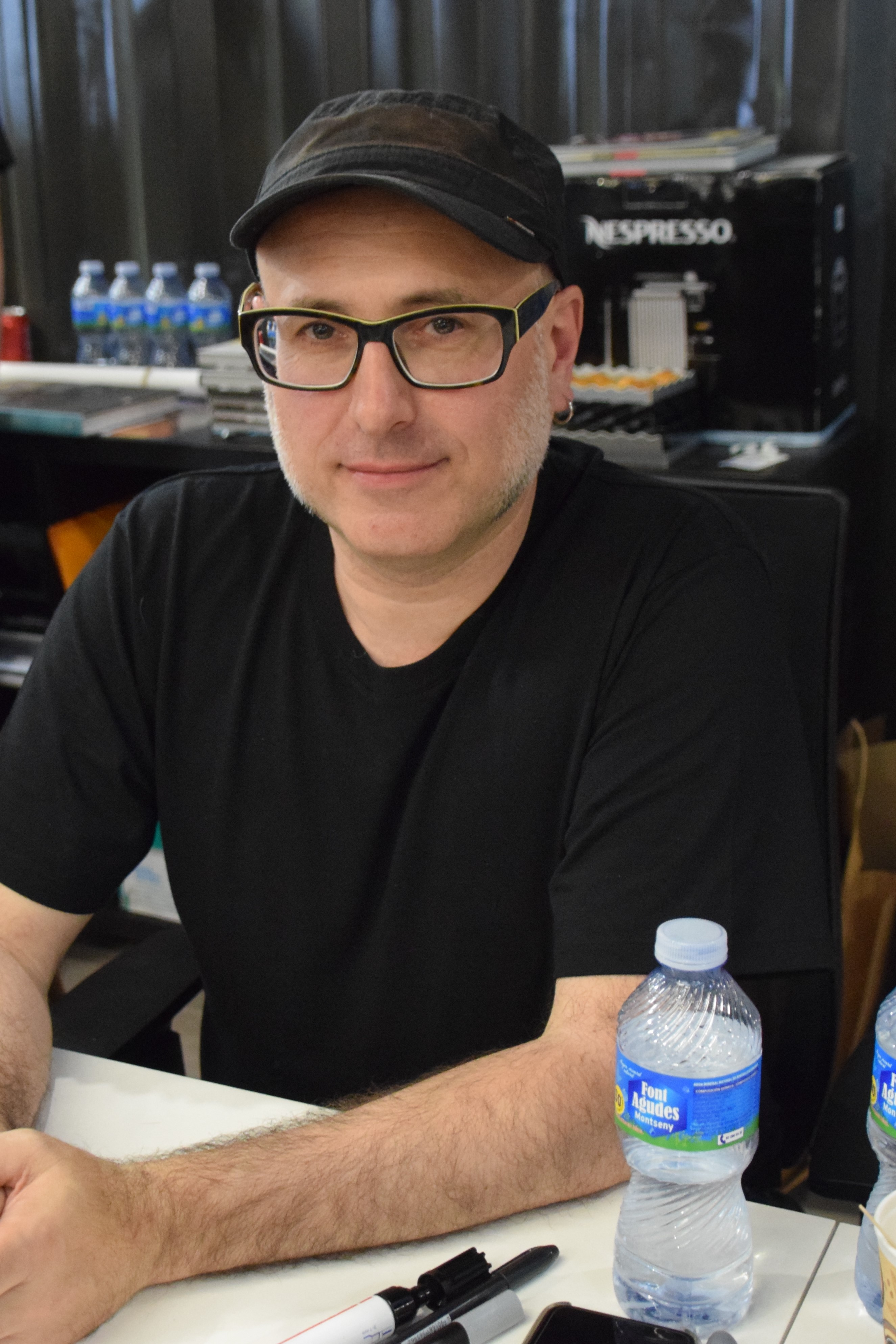
El dibuixant Javier Rodríguez.
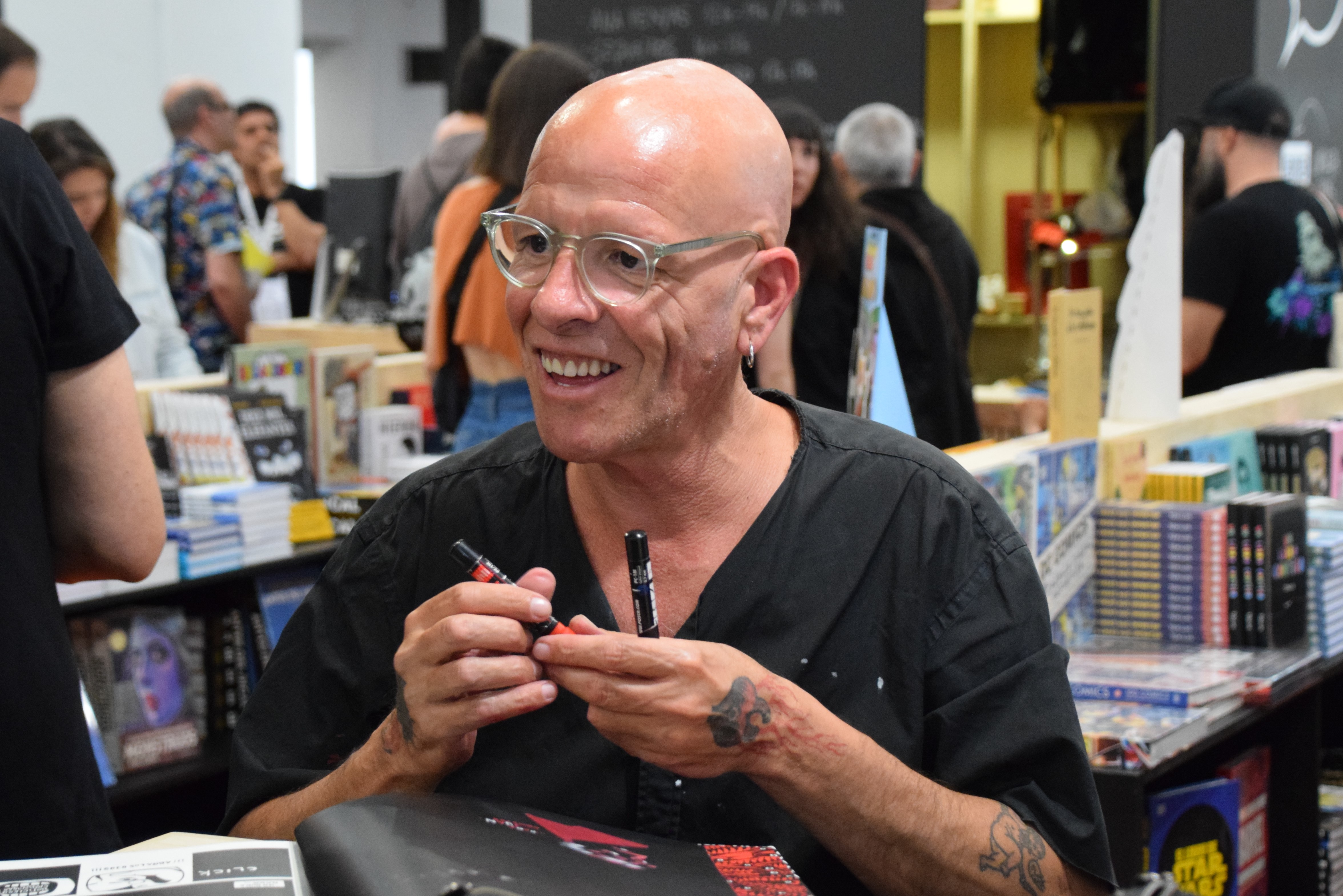
Santiago Sequeiros firmant.
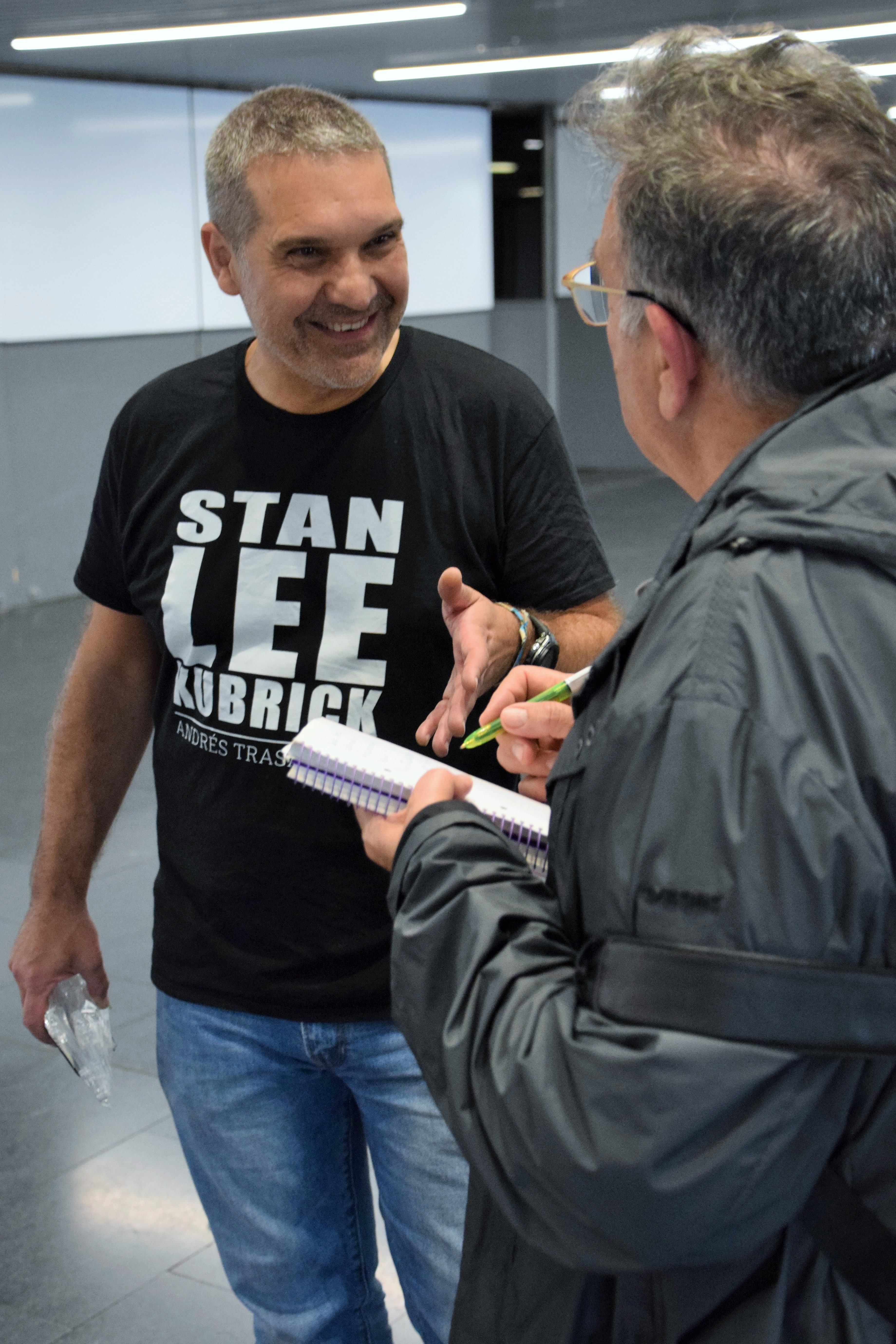
Cels Piñol en una entrevista.
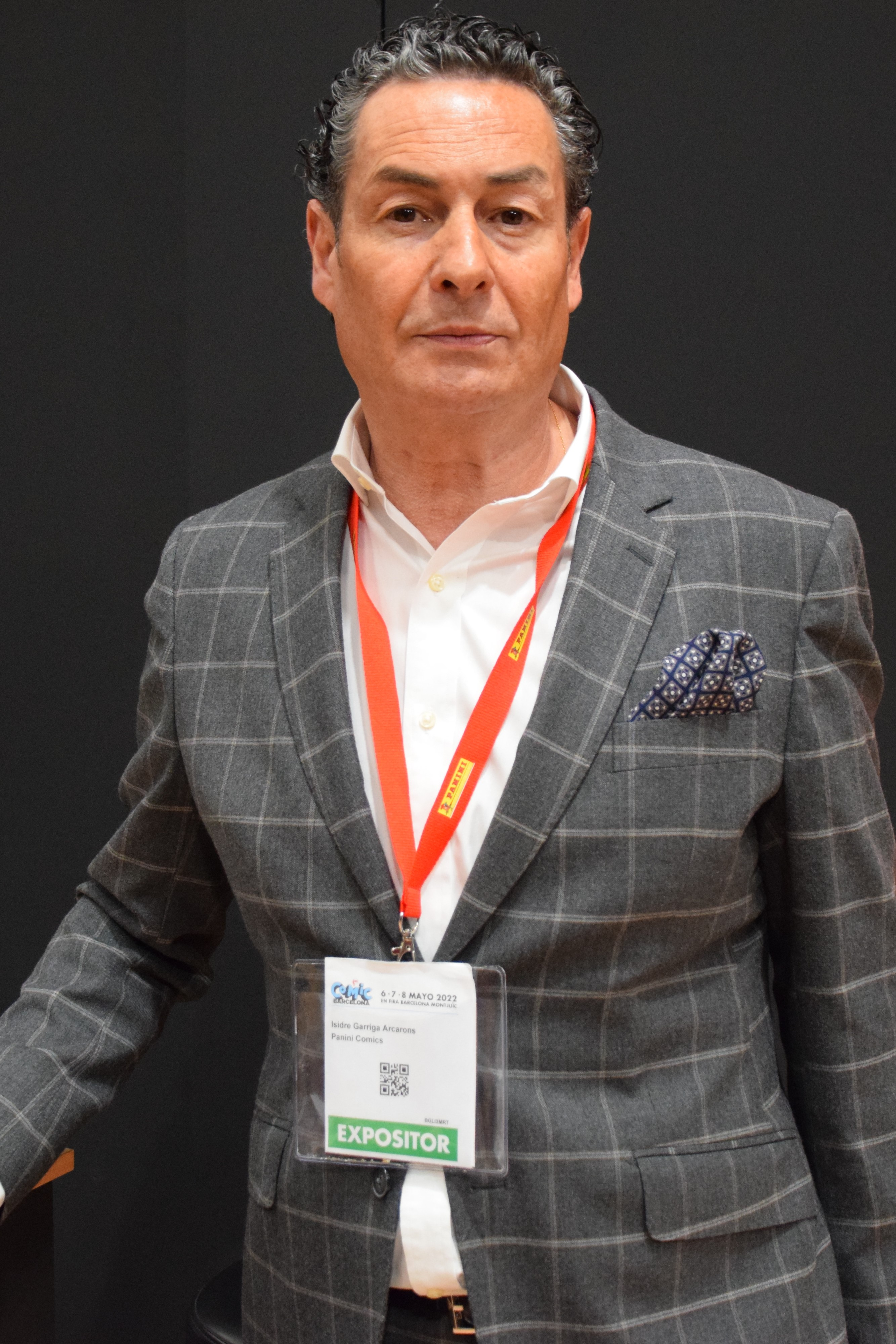
Isidre Garriga, de l'editorial Panini.
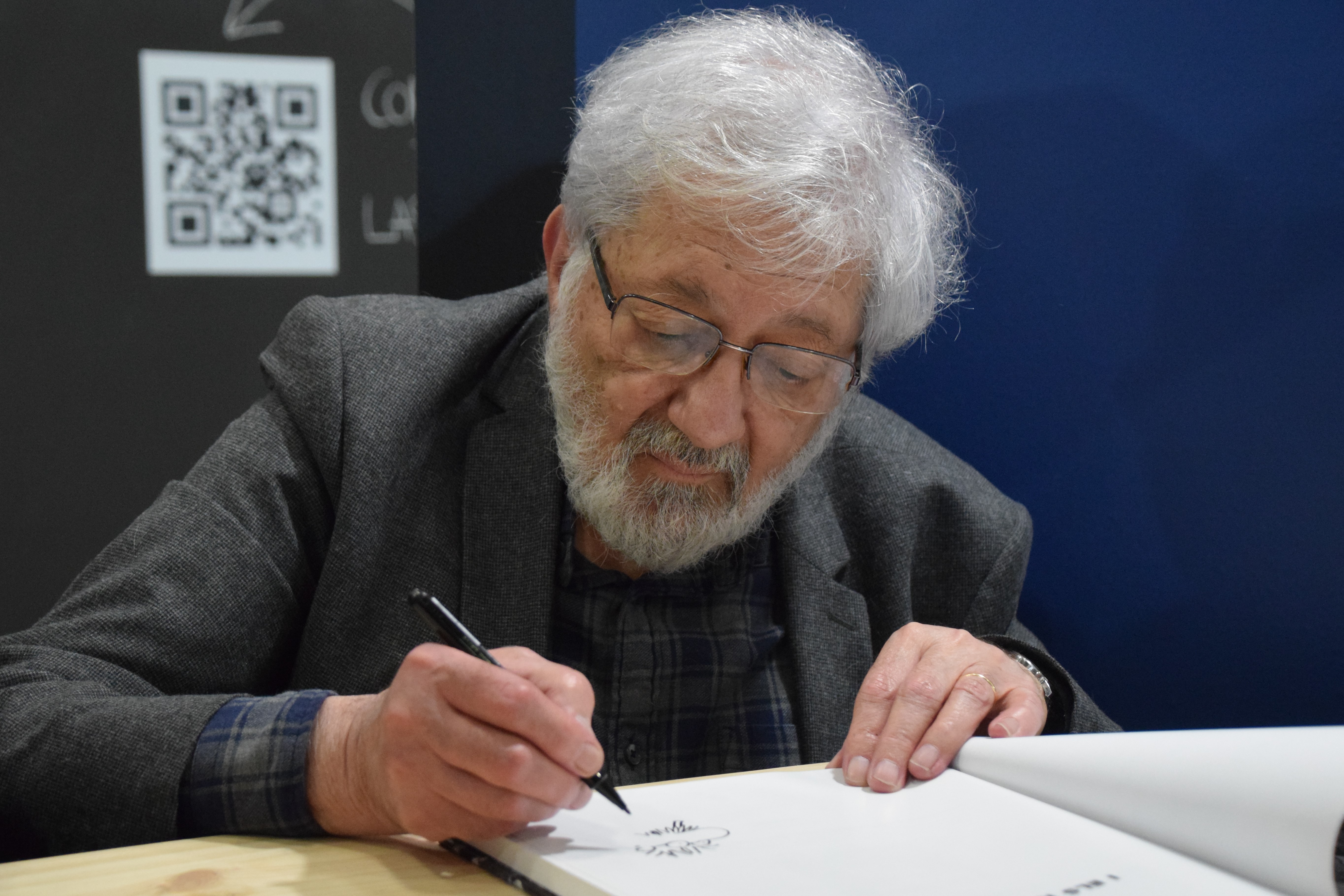
Jacques Tardi firmant còmics
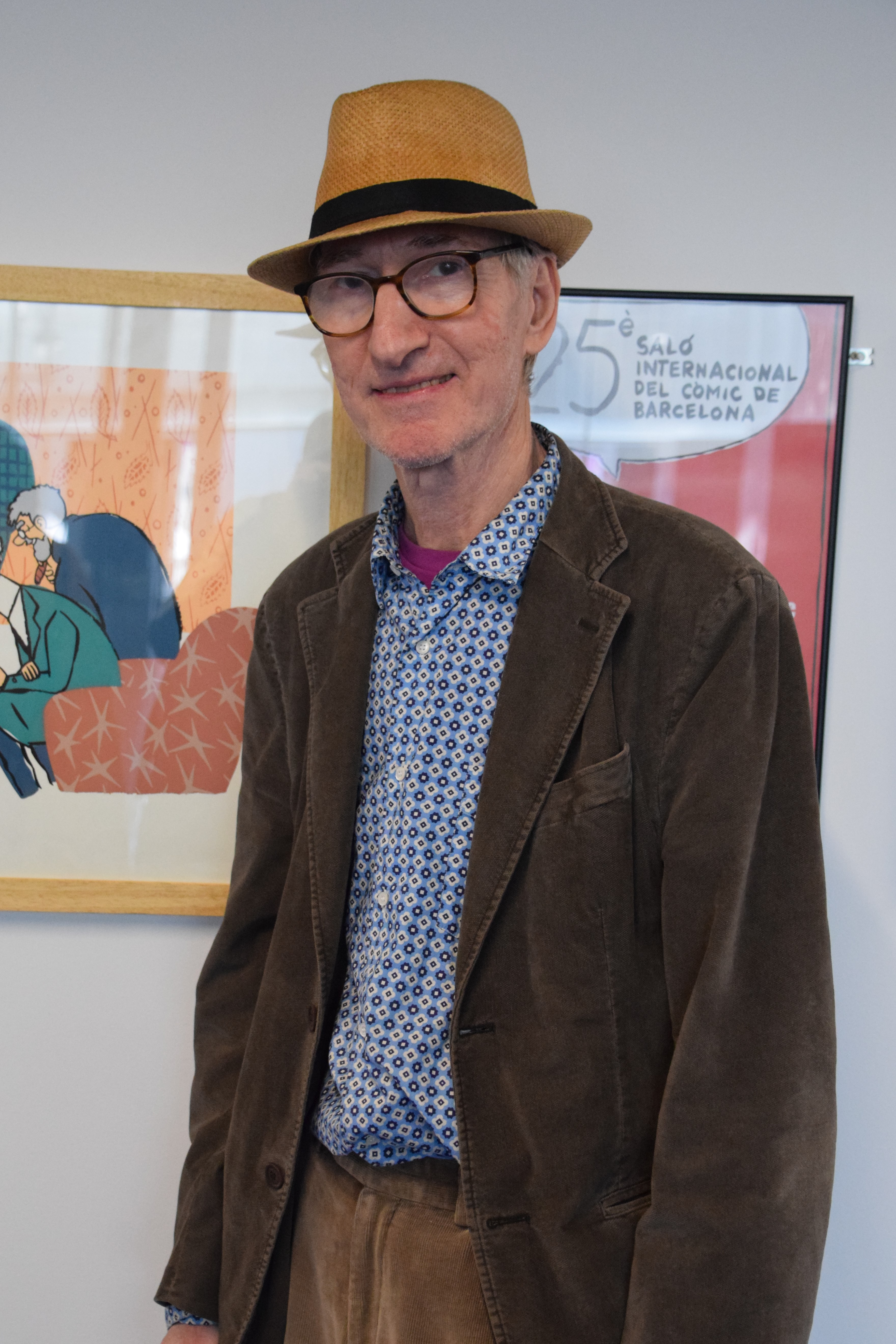
El periodista i guionista Juan Bufill.